# Primera República española
La Primera República española fue el régimen político vigente en España desde su proclamación por las Cortes, el 11 de febrero de 1873, hasta el 29 de diciembre de 1874, cuando el pronunciamiento del general Martínez Campos dio lugar a la restauración de la monarquía borbónica.
Marcado por tres conflictos armados simultáneos (la guerra de los Diez Años cubana, la tercera guerra carlista y la sublevación cantonal) y por las divisiones internas, el primer intento republicano en la historia de España fue una experiencia corta, caracterizada por la inestabilidad política: en sus primeros once meses se sucedieron cuatro presidentes del Poder Ejecutivo, todos ellos del Partido Republicano Federal, hasta que el golpe de Estado del general Pavía del 3 de enero de 1874 puso fin a la república federal, proclamada en junio de 1873, y dio paso a la instauración de una república unitaria bajo la dictadura del general Serrano, líder del conservador Partido Constitucional; a su vez interrumpida por el pronunciamiento de Martínez Campos en diciembre de 1874.
La Primera República se enmarcaría dentro del Sexenio Democrático, comenzando con la Revolución de 1868, la cual dio paso al reinado de Amadeo I de Saboya; a este, le siguió la república, y terminó con el pronunciamiento de Martínez Campos en Sagunto.
Según Manuel Suárez Cortina, la Primera República «fue un ensayo, frustrado, de recomponer sobre nuevos supuestos políticos, morales y territoriales el Estado y la nación españoles surgidos de la revolución liberal en las décadas treinta y cuarenta». En ese sentido «el proyecto republicano expresaba las aspiraciones de unas clases populares que rechazaban de plano ese diseño social e institucional». «República significaba democracia, laicismo, descentralización, cultura cívica frente a la militar, aspiraciones sociales de las clases populares frente al dominio de las clases medias y altas, religación entre ética y política frente al pragmatismo e imposición del orden por el modelo moderado», añade Suárez Cortina.
Suárez Cortina también ha destacado que la República tuvo que enfrentarse a «tres dificultades difícilmente salvables para un régimen en construcción. Dos conflictos heredados, la guerra en Cuba, y el levantamiento carlista,… y uno surgido en las entrañas de la República, la revolución cantonal... El efecto combinado de estos tres referentes ―guerras colonial, carlista y cantonal― fue la debilidad de un régimen que no logró estabilizarse y que ni siquiera se constitucionalizó… acentuada, además, por el aislamiento internacional ―solo EE. UU. y Suiza reconocieron la República―… [y] la creciente oposición de un sector del ejército, cada vez más alejado de los dirigentes republicanos, que a menudo conspiraba con los radicales y que de forma creciente adquiría más protagonismo ante la persistencia de los conflictos militares…».(Suiza y Estados Unidos reconocerán a la república de manera temprana, después se unirán otros países).
Por otro lado, este historiador ha señalado que «la república llegó más por el agotamiento de la monarquía [de Amadeo I] que por la propia fuerza política de los republicanos». Lo que no significa que el republicanismo federal careciera de implantación en el país. Ester García Moscardó ha afirmado que «el mito de la república sin republicanos es insostenible» ya que la movilización política de los republicanos federales «fue extraordinaria y demostraron su eficacia a la hora de difundir un discurso antimonárquico y soberanista... En medio de una dinámica política muy acelerada, el mito de La Federal crecía al ritmo que aumentaban las expectativas populares respecto de la democracia republicana».

## Antecedentes: el republicanismo federal

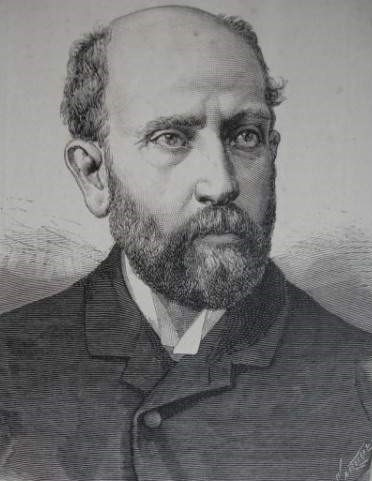
Nicolás Salmerón, presidente de la Primera República Española.

En el siglo XIX se confrontaron en España tres proyectos de construcción del Estado y de la nación: el liberal, el tradicionalista (o carlista) y el republicano federal. El que se impuso en las décadas de 1830 y 1840 fue el liberal basado en la monarquía constitucional (censitaria), la confesionalidad del Estado y el modelo centralizado de organización territorial. Hacia mediados de siglo surgió el republicanismo federal que proponía un modelo radicalmente diferente del liberal: frente a la monarquía constitucional (censitaria), la república democrática (con el sufragio universal masculino como principio fundamental); frente al Estado confesional, el Estado neutro en las relaciones con la Iglesia católica; y frente al Estado centralizado y unitario, el federalismo (aunque interpretado de formas diversas). El republicanismo federal respondía a las aspiraciones de las clases populares y de una parte de las clases medias por lo que no sólo era un proyecto político, sino también social en cuanto se proponía aplicar una serie de reformas que las satisficieran (que incluso podían afectar al derecho de propiedad). Como ha señalado, Manuel Suárez Cortina, «se trataba de dar voz a aquellos sectores de la sociedad española que habían quedado al margen de los procesos de construcción nacional y de articulación del Estado desarrollado bajo la hegemonía del moderantismo liberal».
Florencia Peyrou ha señalado que el federalismo republicano «tuvo más que ver con todo el espectro de cuestiones relacionadas con la democracia y la democratización, que con asuntos técnicos de organización territorial». La democracia, según los republicanos federales, «no se limitaba a la elección de representantes para el gobierno nacional, sino que implicaba decidir, de una manera expedita e inmediata, sobre cuestiones provinciales y locales». En este sentido Peyrou afirma que «el federalismo no era un programa político, sino una forma de hacer política» encaminada a «materializar las aspiraciones de autogobierno» de las clases populares. El problema estribaba en cómo conciliar la soberanía del individuo con la soberanía nacional. «Los republicanos españoles, siguiendo a los padres fundadores americanos, trataron de resolverlo garantizando la autonomía personal a partir de una declaración de derechos individuales ilegislables, así como una estructura federal que permitiera que todos los organismos que formaban el cuerpo social, desde el individuo al Estado, pasando por la familia, la localidad y la provincia, gozaran también de autonomía... Pero no se dijo nada más». Una apreciación que comparte Alejandro Nieto cuando afirma que «antes y durante el año 1873 apenas se había desarrollado una teoría federal sólida».
Por su parte, Alistair Hennessy ya destacó que el republicanismo federal tenía un componente mesiánico. El diputado «intransigente» Navarrete dijo en las Cortes que con la proclamación de la República Federal, «comenzaba un nuevo periodo de luz». Más recientemente Jorge Vilches ha afirmado que «los federales intransigentes encarnaban el mesianismo político».
La identificación entre democracia, república y federación se oficializó con la refundación en 1869 del Partido Democrático, nacido en 1849, como Partido Republicano Democrático Federal —tras la salida del mismo de los cimbrios «accidentalistas» que sí consideraban compatible la monarquía con la democracia, al contrario de lo que pensaba el grueso del partido—. Sin embargo, la forma específica de construcción de la República federal no se acordó hasta la celebración de la I Asamblea Federal del año siguiente, tras un intenso debate. Triunfó la fórmula «pactista» —de construcción de la República federal mediante pactos sucesivos «de abajo arriba», desde el municipio, pasando por el cantón o Estado hasta llegar al poder federal— defendida por Francisco Pi y Margall —gran lector y traductor de la obra de Proudhon—, frente a las tesis «organicistas» de construcción «de arriba abajo» propugnadas por Nicolás Salmerón y Emilio Castelar. En esa Asamblea también se acordó adoptar la vía legalista, frente a la vía insurreccional, que ya se había ensayado en el otoño de 1869, tras la aprobación de la Constitución que establecía la Monarquía como forma de gobierno —de hecho muchos diputados republicanos federales habían abandonado las Cortes en cuanto se promulgó—.
La ruptura interna del partido entre «benevolentes» e «intransigentes» se produjo en el marco de la III Asamblea federal celebrada en 1872. Mientras que los primeros seguían apostando por la vía legalista, los segundos defendían la vía insurreccional, aplicando la tradición del republicanismo que la consideraba legítima en cuanto estuvieran en peligro las libertades individuales que eran inherentes a la dignidad humana y que por tanto estaban por encima de todo ordenamiento jurídico, incluida la Constitución —Pi y Margall, ahora «benevolente», había escrito que «la insurrección es la consecuencia forzosa del hecho de poner condiciones á nuestras libertades»—. En junio de 1872 un grupo de «intransigentes» ya habían abandonado el Casino Republicano de Madrid, presidido por Pi y Margall, al no haber apoyado su propuesta de que el partido tomara «el sendero revolucionario que su origen y tradiciones le marcan». Pocos después, en el otoño de ese año, se producían insurrecciones republicanas federales, encabezadas por los «intransigentes», en Andalucía, Extremadura, Cataluña, Valencia y Aragón, prefigurando «la práctica política observada por los cantonales unos meses después».

## Proclamación de la Primera República
El rey Amadeo I renunció oficialmente al trono de España el día 10 de febrero de 1873. La abdicación estuvo motivada por las dificultades a las que tuvo que enfrentarse durante su corto reinado, como la guerra en Cuba desde 1868; el estallido de la tercera guerra carlista en 1872; la oposición de los monárquicos «alfonsinos», que aspiraban a la restauración borbónica en la figura de Alfonso de Borbón, hijo de Isabel II; las diversas insurrecciones republicanas; y la división entre sus propios partidarios (el Partido Constitucional y el Radical). El detonante final fue la crisis del gobierno radical de Manuel Ruiz Zorrilla, originada a causa del conflicto artillero iniciado con el nombramiento de capitán general a Baltasar Hidalgo de Quintana, a quien no podían ver los oficiales de artillería desde el 22 de junio de 1866, pidiendo todos su licencia absoluta o retiro. El Gobierno decidió la disolución del cuerpo de artillería, obteniendo el 7 de febrero 191 votos en las Cortes, los mismos que habían elegido a don Amadeo, que no usó la prerrogativa regia a favor de los artilleros y firmó el decreto de disolución del cuerpo de artillería el día 9. Ese mismo día el rey amenazó con abdicar si no se formaba un gobierno de conciliación entre los dos grandes partidos dinásticos, el Constitucional y el Radical, a lo que este último se negó. Amadeo I cumplió su amenaza y abdicó.

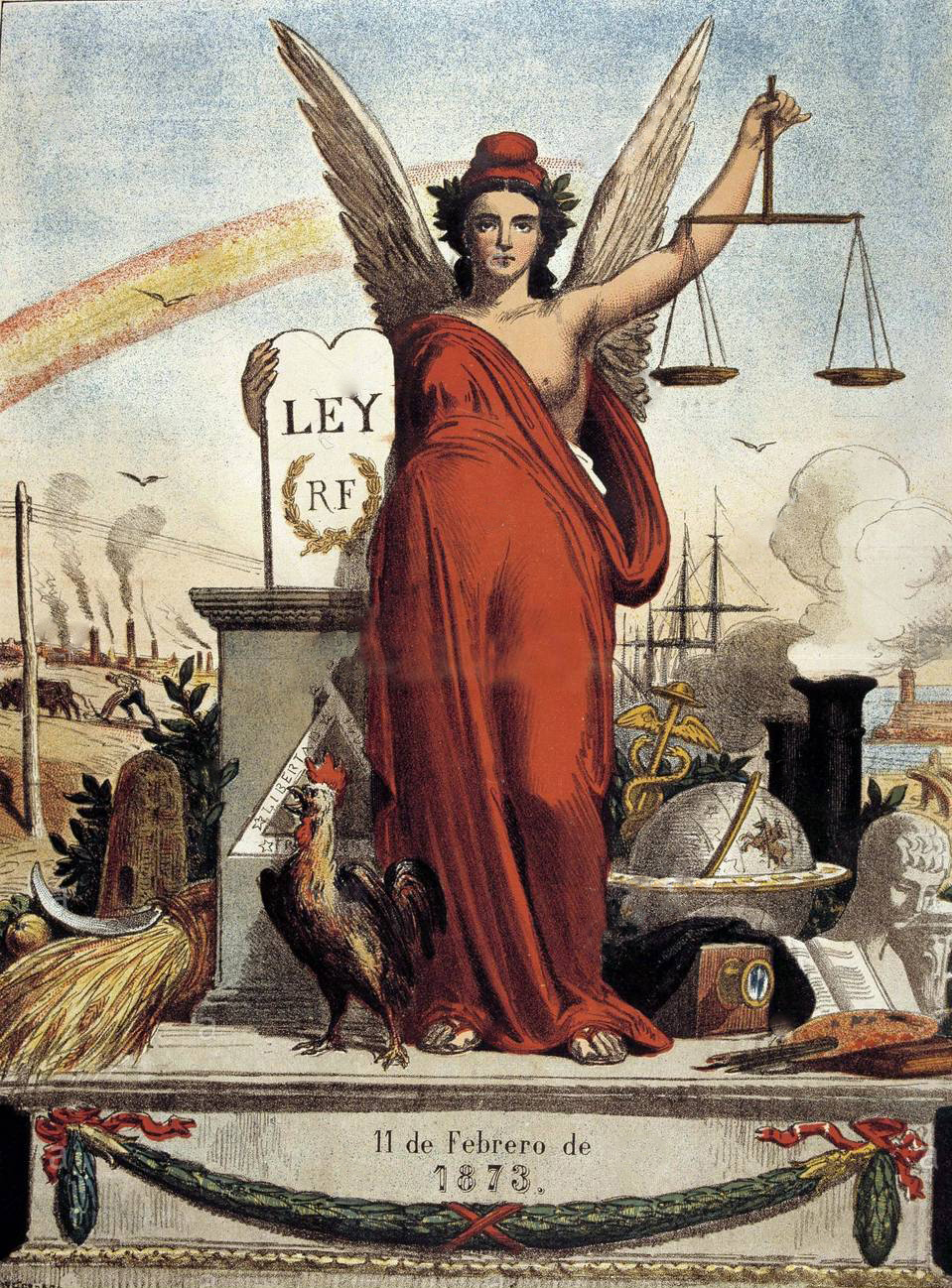
Dibujo alegórico de Tomás Padró publicado en La Flaca el 6 de marzo de 1873 que representa, elevada sobre un pedestal con la fecha del 11 de febrero de 1873, a la República recién proclamada como una matrona vestida con túnica clásica y el gorro frigio de la libertad. Levanta en su mano izquierda la balanza de la justicia y en la derecha sostiene las tablas de la ley en las que aparece el acrónimo "R. F." rodeado de una corona de laurel. Junta a ella el gallo que representa la tradición republicana francesa y el triángulo de la equidad con el lema "Libertad, Igualdad, Fraternidad". En los laterales y al fondo fondo varios elementos que representan el progreso, la ciencia, las artes, el comercio y el trabajo. En el cielo se dibuja la bandera de España en forma de arco iris.

El lunes 10 de febrero, La Correspondencia de España, el diario de mayor tirada del país, dio la noticia de que el rey había abdicado e, inmediatamente, los federales madrileños se agolparon en las calles pidiendo la proclamación de la República. El Gobierno del Partido Radical de Ruiz Zorrilla se reunió; en su seno, las opiniones estaban divididas entre el presidente y los ministros de procedencia progresista, que pretendían constituirse en Gobierno provisional para organizar una consulta al país sobre la forma de gobierno —postura que también apoyaba el Partido Constitucional del general Serrano, porque de esa forma no se produciría la proclamación inmediata de la República—, y los ministros de procedencia demócrata, encabezados por Cristino Martos y apoyados por el presidente del Congreso de los Diputados, Nicolás María Rivero, que se decantaban por la reunión conjunta del Congreso y del Senado que, constituidos en Convención, decidirían la forma de gobierno, lo que conduciría a la proclamación de la República, dada la mayoría que formaban en ambas cámaras la suma de republicanos federales y de estos radicales de procedencia demócrata.

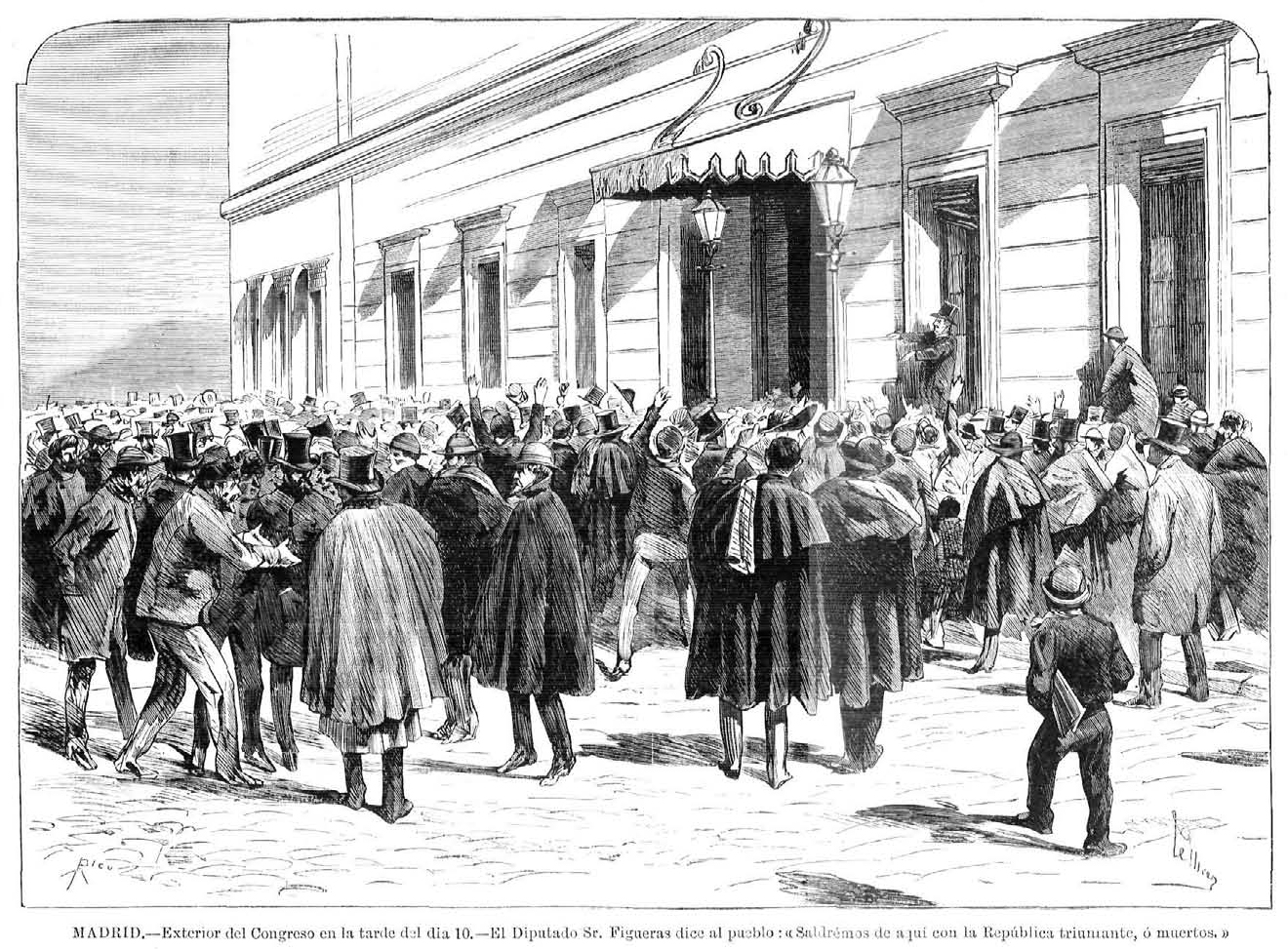
Multitud agolpada frente al Palacio de las Cortes, mientras se gestaba la proclamación de la República en el interior del edificio.

El presidente Ruiz Zorrilla acudió al Congreso de Diputados para pedir a los diputados de su propio partido, con mayoría absoluta en la Cámara, que aprobaran la suspensión de las sesiones al menos veinticuatro horas, las suficientes para restablecer el orden. Asimismo, pidió que no se tomara ninguna decisión hasta que llegara a las Cortes el escrito de renuncia a la Corona del rey Amadeo I. Con todo ello, Ruiz Zorrilla pretendía ganar tiempo, pero fue desautorizado por su propio ministro de Estado, Cristino Martos, cuando este dijo a la Cámara que, en cuanto llegara la renuncia formal del rey, el poder sería de las Cortes y «aquí no habrá dinastía ni monarquía posible, aquí no hay otra cosa posible que la República». Así, se aprobó la moción del republicano federal Estanislao Figueras para que las Cortes se declararan en sesión permanente («Quede en sesión permanente el Congreso de los Diputados, y entonces podremos desafiar a todos los reaccionarios que vengan a arrojarnos de aquí con las bayonetas», dijo Figueras), a pesar del intento de Ruiz Zorrilla de que los radicales no la apoyaran. Mientras tanto, el edificio del Congreso de los Diputados había sido rodeado por una multitud que exigía la proclamación de la República, aunque la milicia nacional logró disolverla.
La sesión se suspendió a las 9 de la noche y se nombró una comisión de diputados para permanecer en el hemiciclo. Sobre esa hora varios generales y políticos constitucionales estaban reunidos en casa del marqués del Duero, convocados por el general Serrano, para decidir si daban un golpe de fuerza. La mayoría estimaron que no contaban con apoyos suficientes. Por su parte el general Serrano dijo que continuaría las «gestiones» con Nicolás María Rivero, presidente del Congreso de los Diputados, por si «los consideraba necesarios».
Al día siguiente, martes 11 de febrero, los jefes de distrito republicanos amenazaron al Congreso de los Diputados con que, si no proclamaban la República antes de las tres de la tarde, iniciarían una insurrección. Los republicanos de Barcelona enviaron un telegrama a sus diputados en Madrid en el mismo sentido. A las tres de la tarde se reanudó la sesión del Congreso de los Diputados, rodeado por una multitud que daba gritos en favor de la República. Se cerraron las puertas y varios diputados republicanos federales se asomaron a las ventanas para pedir calma. Dentro del Congreso los ministros demócratas encabezados por Martos, junto con los presidentes del Congreso y del Senado, Rivero y Laureano Figuerola, decidieron que se reunieran ambas Cámaras, ante las cuales se leyó la renuncia al trono de Amadeo I. A continuación, ante la ausencia del presidente del Gobierno Ruiz Zorrilla (llegaría más tarde), el ministro Martos anunció que el Gobierno devolvía sus poderes a las Cortes, con lo que estas se convertían en Convención y asumían todos los poderes del Estado. Entonces, varios diputados republicanos y radicales presentaron una moción para que las dos cámaras, constituidas en Asamblea Nacional, aprobaran como forma de gobierno la República y eligieran un Ejecutivo responsable ante aquella. Francisco Pi y Margall intervino para decir que los republicanos federales no pedían en aquel momento la proclamación de la República Federal, «porque es preciso que todos hagamos algún sacrificio de nuestras ideas», sino de la República y que la definición de la misma la determinarían las futuras Cortes Constituyentes. «Hoy no os pedimos nosotros sino que proclamemos la República, y ya vendrá el día en que otros decidirán cuál ha de ser la organización», dijo. La proposición decía así:

La Asamblea Nacional asume todos los Poderes y declara como forma de Gobierno de la Nación la República, dejando a las Cortes Constituyentes la organización de esta forma de Gobierno.

Manuel Ruiz Zorrilla, hasta entonces presidente del Gobierno, intervino para decir:

Protesto y protestaré, aunque me quede solo, contra aquellos diputados que habiendo venido al Congreso como monárquicos constitucionales se creen autorizados a tomar una determinación que de la noche a la mañana pueda hacer pasar a la nación de monárquica a republicana.

A continuación, el republicano Emilio Castelar subió al estrado y pronunció un discurso que fue respondido con encendidos aplausos:

Señores, con Fernando VII murió la monarquía tradicional; con la fuga de Isabel II, la monarquía parlamentaria; con la renuncia de don Amadeo de Saboya, la monarquía democrática; nadie ha acabado con ella, ha muerto por sí misma; nadie trae la República, la traen todas las circunstancias, la trae una conjuración de la sociedad, de la naturaleza y de la Historia. Señores, saludémosla como el sol que se levanta por su propia fuerza en el cielo de nuestra Patria.

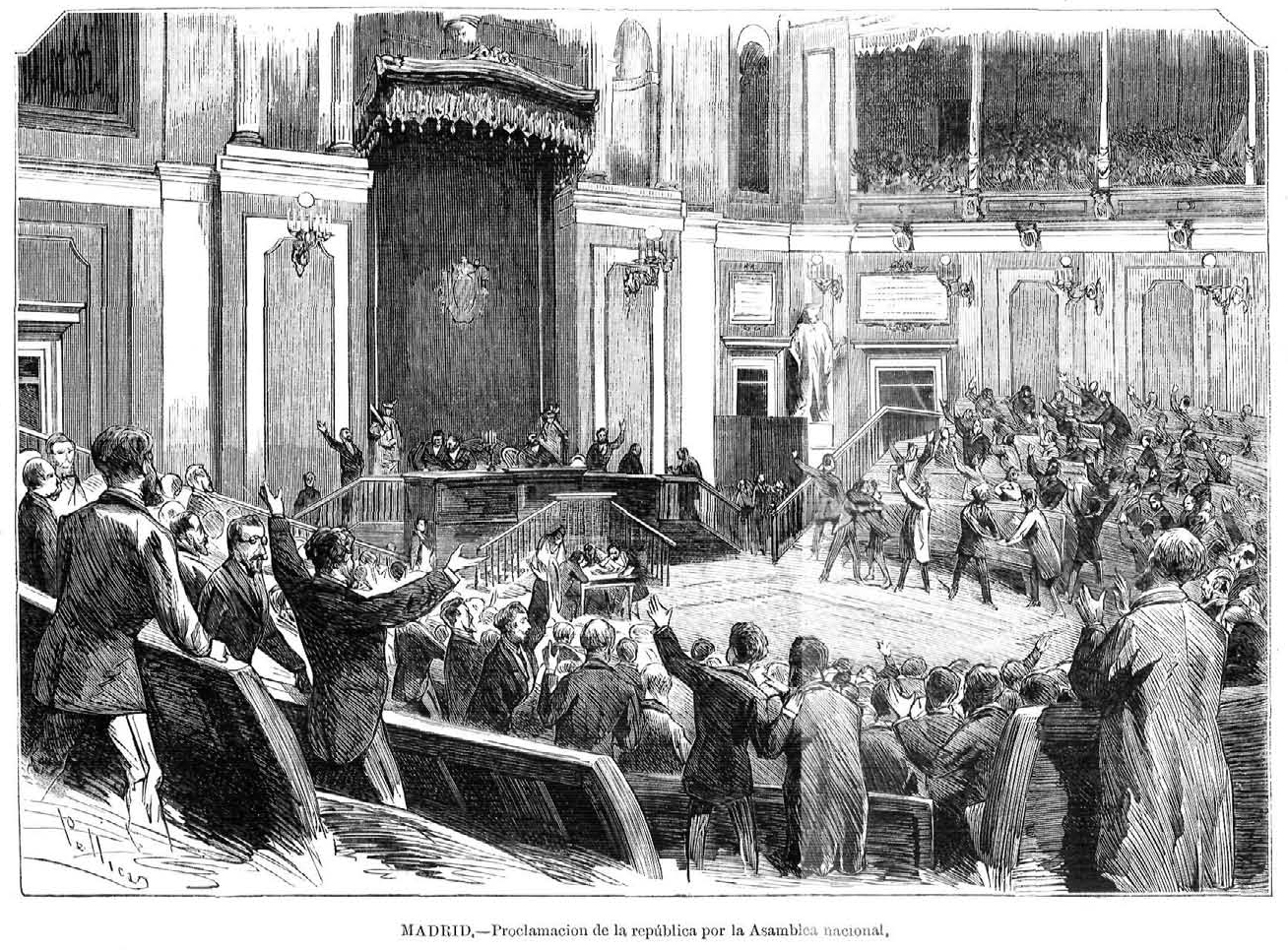
Grabado de la proclamación de la República por la Asamblea Nacional, en La Ilustración Española y Americana, 16 de febrero de 1873.

A las nueve de la noche del 11 de febrero de 1873, el Congreso y el Senado, constituidos en Asamblea Nacional, proclamaron la República por 258 votos contra 32:

La Asamblea Nacional reasume todos los poderes y declara la República como forma de gobierno de España, dejando a las Cortes Constituyentes la organización de esta forma de gobierno. Se elegirá por nombramiento directo de las Cortes un poder ejecutivo, que será amovible y responsable ante las mismas Cortes.

Tras un receso de tres horas, volvieron a reunirse las Cámaras para nombrar presidente del Poder Ejecutivo al republicano federal Estanislao Figueras, quien estaría al frente de un Gobierno pactado entre los radicales y los republicanos federales, e integrado por tres republicanos —Emilio Castelar en Estado, Francisco Pi y Margall en Gobernación y Nicolás Salmerón en Gracia y Justicia— y cinco radicales —José Echegaray en Hacienda, Manuel Becerra y Bermúdez en Fomento, Francisco Salmerón en Ultramar, el general Fernando Fernández de Córdoba en Guerra y el almirante José María Beránger en Marina—. Cristino Martos fue elegido presidente de la autoproclamada Asamblea Nacional —«el verdadero poder en una situación de Convención»— por 222 votos, frente a los 20 que reunió Nicolás María Rivero.

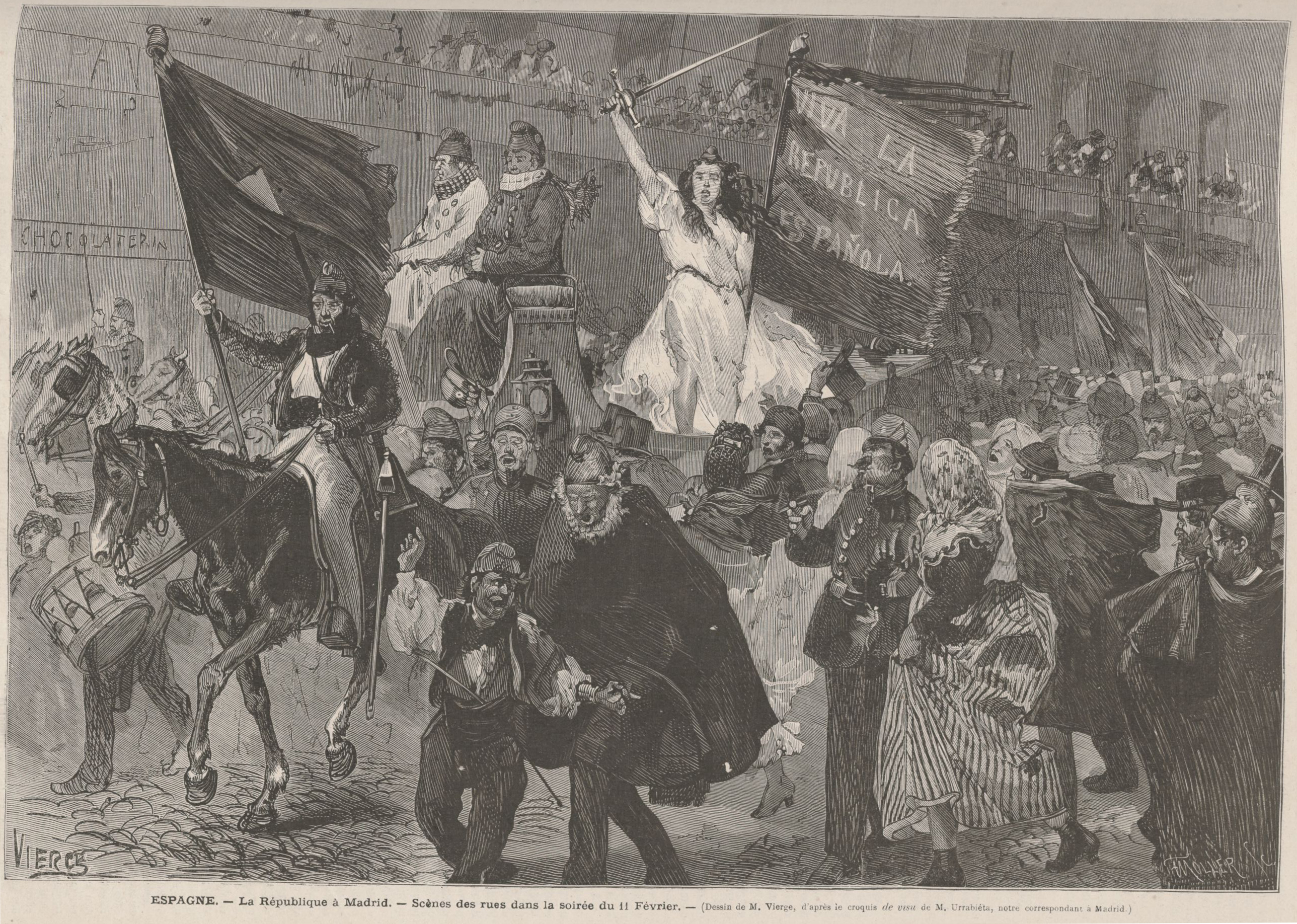
Proclamación de la República en las calles de Madrid la noche del 11 de febrero, dibujo de Vierge en Le Monde Illustré.

En cuanto se conoció la decisión de la autoproclamada Asamblea Nacional los ayuntamientos de mayoría republicana y radical proclamaron la República —en algún caso la República Federal— y hubo manifestaciones en las que también se pidió la liberación de los presos republicanos encarcelados por haber participado en las insurrecciones de los meses anteriores. En algunos lugares se produjeron incidentes violentos que causaron algunos muertos y heridos. En Valencia fue asesinado un concejal republicano cuando se dirigía al frente de una multitud al Gobierno militar a pedir armas (a lo que el capitán general se negó). En Málaga los republicanos «intransigentes» organizaron un motín que duró varios días durante los cuales murieron varios miembros de la Guardia Civil y de los carabineros. En Sevilla se produjeron desórdenes durante los cuales hubo varios heridos por intercambios de disparos entre las fuerzas del orden y grupos de republicanos «intransigentes» que habían ocupado el Ayuntamiento. En Orihuela fue asesinado un concejal del Ayuntamiento. En Motril murieron cuatro personas y hubo diecisiete heridos en el asalto al Ayuntamiento.
El 16 de febrero, el periódico republicano de Barcelona, La Campana de Gracia, publicó el siguiente artículo en catalán:

Ja la tenim! Ja la tenim, ciutadans! Lo trono s'ha ensorrat per a sempre en Espanya. Ja no hi haurà altre rey que'l poble, ni mes forma de gobern que la justa, la santa y noble República federal. […]
Republicans espanyols! En aquestos moments solemnes dels quals depen la vida de les nacions, es quan se coneixen als homes y es quan se coneixen als pobles.
Donem lo nostre apoyo moral als homes a qui hém donat nostres aplausos, a qui hém fet objecte de nostre entusiasme. Posémnos a las sevas ordres, baix la bandera de nostres principis inmaculats é íntegros, y avassallem quants obstacles se presentin, per erigir definitivament en Espanya lo temple del dret, de la justicia, de la moralitat y de l'honra, que es lo de la República democrática federal!
¡Ya la tenemos! ¡Ya la tenemos, ciudadanos! El trono ha caído para siempre en España. Ya no habrá otro rey que el pueblo, ni más forma de gobierno que la justa, santa y noble República federal. […]
¡Republicanos españoles! En estos momentos solemnes de los que depende la vida de las naciones, es cuando se conocen a los hombres y es cuando se conocen a los pueblos.
Damos nuestro apoyo moral a los hombres a los que hemos dado nuestros aplausos, a quienes hemos hecho objeto de nuestro entusiasmo. ¡Pongámonos a sus órdenes, bajo la bandera de nuestros principios inmaculados e íntegros, y derribemos cuantos obstáculos se presenten, para erigir definitivamente en España el templo del derecho, de la justicia, de la moralidad y de la honra, que es el de la República democrática federal!

Estanislao Figueras desempeñó el cargo de «presidente del Poder Ejecutivo» (jefe de Estado y de Gobierno), pero no el de «presidente de la República», pues nunca se llegó a aprobar la nueva Constitución republicana. En su discurso, Figueras dijo que la llegada de la República era «como el iris de paz y de concordia de todos los españoles de buena voluntad».

## Reconocimiento internacional

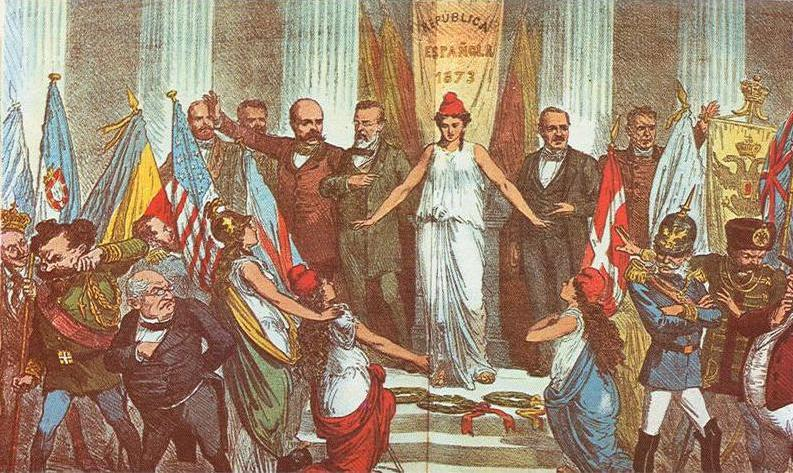
Caricatura de Tomás Padró publicada en la revista satírica La Flaca el 28 de marzo de 1873. Muestra el apoyo a la República española por parte de las repúblicas —Suiza, Estados Unidos y Francia— y el rechazo de las monarquías y los imperios. A la derecha de la alegoría de la República aparecen Francisco Pi y Margall y Emilio Castelar.

El gobierno de la Primera República Española tuvo un grave problema para conseguir el reconocimiento de otros países. 
El primero en hacerlo sería los Estados Unidos, a través de su presidente Ulysses S. Grant, seguido de la Confederación Suiza, República de Costa Rica, República de Guatemala, República Argentina y República de Venezuela  durante el año 1873. 
Tras los dos primeros reconocimientos (a los que no sigue el deseado de la Tercera República Francesa y del resto de potencias monárquicas) se encarga a Emilio Castelar, como ministro de Estado, el procurar el rápido reconocimiento de las potencias extranjeras mediante la elaboración de un memorándum, que se publica en la Gaceta de Madrid el 27 de febrero de 1873 para enviar a las diferentes cancillerías. Se entendían por parte del gobierno las dilaciones de las potencias monárquicas, pero no se consigue vencer las reticencias de la República Francesa.
En los primeros meses de la república, presentan la dimisión de muchos Ministros Plenipotenciarios anteriores, o directamente conspiran contra ella; por lo que se complicó siempre la comunicación con otras cancillerías, la posibilidad de resolución de conflictos diplomáticos, o el frenar el apoyo a las revueltas de los Carlistas.También se plantea en el Ministerio de Estado la cuestión de no sustituir a los embajadores anteriores, por el peligro de que no sean reconocidos sus sucesores.
A lo largo del año siguiente ya durante la república unitaria del General Serrano, y el golpe de Estado del General Pavía; Práxedes Mateo Sagasta como ministro de Estado, elaborará un segundo memorándum a las potencias extranjeras. La República será reconocida entonces por los Estados Unidos Mejicanos, Reino de Siam, Reino de Bélgica, Imperio Alemán, Francia, Imperio Austrohúngaro, Reino Unido, Reino de Portugal Reino de Italia el Imperio Otomano.

## Gobierno de Estanislao Figueras
El primer Gobierno de la República tuvo que afrontar una situación económica, social y política muy difícil: un déficit presupuestario de 546 millones de pesetas, 153 millones en deudas de pago inmediato y solo 32 millones para cubrirlas; el Cuerpo de Artillería había sido disuelto en el momento de mayor virulencia de la tercera guerra carlista y de la guerra contra los independentistas cubanos, para las que no había suficientes soldados, armamento ni dinero; una grave crisis económica, coincidente con la gran crisis mundial de 1873 y agudizada por la inestabilidad política, que estaba provocando el aumento del paro entre jornaleros y obreros, lo que estaba siendo respondido por las organizaciones proletarias con huelgas, marchas, concentraciones de protesta y la ocupación de tierras abandonadas.

### El restablecimiento del orden

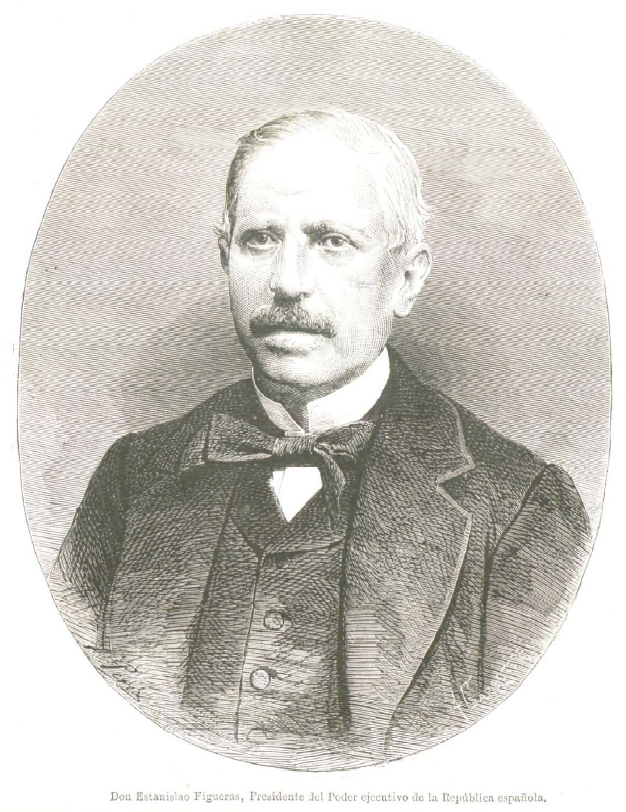
Retrato de Estanislao Figueras, primer presidente del Poder Ejecutivo de la I República.

Pero el problema más urgente que tuvo que atender el nuevo Gobierno fue restablecer el orden que estaba siendo alterado por los propios republicanos federales. Estos habían entendido la proclamación de la República como una nueva revolución y se habían hecho con el poder por la fuerza en muchos lugares, donde habían formado «juntas revolucionarias» que no reconocían al Gobierno de Figueras, porque era un Gobierno de coalición con los antiguos monárquicos, y tildaban de tibios a los «republicanos de Madrid».
En Málaga se produjo un motín que duró varios días y para restablecer el orden no bastó el telegrama que el ministro Emilio Castelar envió al gobernador civil, del que se repartieron copias por toda la ciudad, en el que decía que la República «se perderá por las imprudencias, las temeridades y los continuos desórdenes de nuestros amigos de Málaga», sino que el gobierno tuvo que enviar el 15 de febrero un batallón del regimiento de África acuartelado en Granada. En Sevilla se produjeron incidentes violentos tras los cuales el capitán general José Merelo presentó la dimisión el 13 de febrero por miedo a las represalias de los republicanos a «los que he tenido a raya» durante meses y porque no estaba dispuesto a tolerar «desórdenes, robos e incendios que es como en estas provincias se entiende la república por la gran mayoría de los que se llaman republicanos. [...] Yo no puedo contribuir al desorden ni menos a que se relaje la disciplina del soldado y se desmoralice, porque ay de nosotros y ay de la república el día que esto suceda».
En muchos pueblos, especialmente de Andalucía, la República era algo tan identificado con el reparto de tierras que los campesinos exigieron a los ayuntamientos que se parcelaran inmediatamente las fincas más significativas de la localidad, algunas de las cuales habían formado parte de los bienes comunales antes de la desamortización. En Montilla los republicanos «intransigentes» iniciaron una insurrección el 12 de febrero. Quemaron los registros de propiedad y varios edificios oficiales también fueron incendiados. Asaltaron varias casas de «burgueses» y se constituyó un tribunal popular. Un guardia rural y un rico propietario fueron asesinados. Hubo que enviar desde Córdoba dos compañías del regimiento de Gerona para restablecer el orden y el capitán general de Andalucía se quejó de «las trabas que la autoridad civil me está poniendo a cada paso». Una insurrección similar se produjo en Sanlúcar de Barrameda. Los amotinados asaltaron las casas de los ricos y el ayuntamiento y tiraron los registros de la propiedad y de los quintos. También hubo ajustes de cuentas contra antiguos miembros de la Guardia Municipal que resultaron heridos de bala.
En casi todos los lugares, como ocurrió en Sanlúcar de Barrameda, la República también se identificó con la abolición de las odiadas quintas, promesa que la Revolución de 1868 no había cumplido, como recordaba una copla que se cantaba en Cartagena:

Si la República viene,

No habrá quintas en España,

Por eso aquí hasta la Virgen,

Se vuelve republicana.

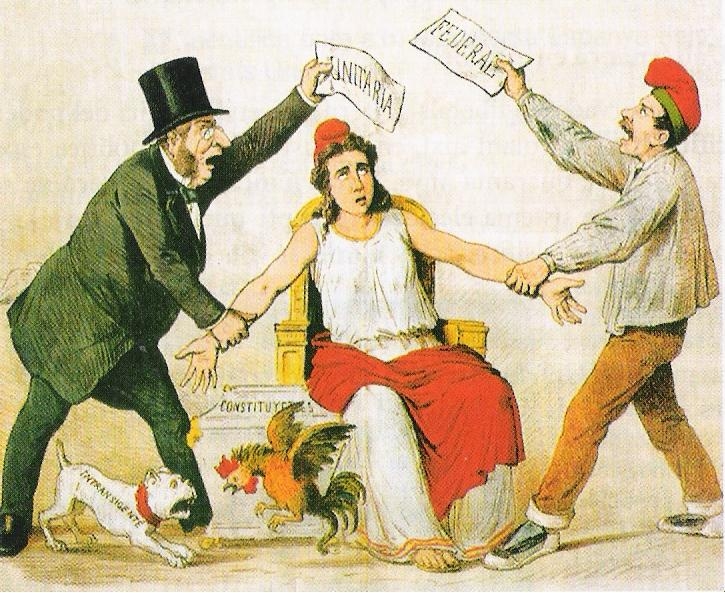
Caricatura de la revista satírica La Flaca, del 3 de marzo de 1873, sobre la pugna entre los radicales, que defienden la república unitaria, y los republicanos federales, que defienden la federal. Y también sobre la pugna entre los federales «transigentes» e «intransigentes».

Eso fue lo que el diputado radical José Echegaray echó en cara a los líderes republicanos: que sus seguidores entendían el federalismo como

[...] aquí un cortijo que se divide, un monte que se reparte, allá un mínimum de los salarios, más lejos los colonos convertidos en propietarios, es quizás en otra provincia un ariete que abre brecha en las fuerzas legales para que el contrabando pase, el pobre contra el rico, el reparto de la propiedad, el contribuyente contra el Fisco...

El encargado de la tarea de restablecer el orden era el ministro de la Gobernación, Francisco Pi y Margall, paradójicamente el principal defensor del federalismo pactista de abajo arriba que las juntas estaban poniendo en práctica. Pi consiguió la disolución de las juntas y la reposición de los ayuntamientos que habían sido suspendidos a la fuerza en «una clara prueba de su empeño en respetar la legalidad incluso contra los deseos de sus propios partidarios», ha afirmado María Victoria López-Cordón Cortezo. «No permita V.S. que se constituya ninguna junta, ni que se altere arbitrariamente ninguna corporación popular», le telegrafió a un gobernador civil. Para resolver el conflicto Pi y Margall propuso en la primera reunión del Gobierno la celebración de elecciones municipales y provinciales, a lo que se opusieron los ministros radicales argumentando que una campaña electoral en aquellos momentos no era posible debido al clima de violencia imperante y que además alentaría la «actividad febril» de los «intransigentes». Pi y Margall había firmado el 14 de febrero una Circular del Ministerio de la Gobernación que comenzaba diciendo «Orden, libertad y justicia, tal es el lema de la República». En ella se decía también lo siguiente dirigido especialmente a sus propios correligionarios:

Conviene no olvidar que la insurrección deja de ser un derecho desde el momento en que, universal el sufragio, sin condiciones la libertad y sin el límite de la autoridad real la soberanía del pueblo, toda idea puede defenderse y realizarse sin necesidad de apelar al bárbaro recurso de las armas.

Inmediatamente Pi y Margall comenzó a nombrar gobernadores civiles republicanos en sustitución de los monárquicos, muchos de ellos radicales, convirtiéndose esta cuestión en el principal motivo de confrontación en el seno del gobierno debido a que la «influencia» de los gobernadores civiles era decisiva en los resultados electorales. «Perdíamos el tiempo en cuestiones frívolas, pasábamos a veces horas discutiendo si tal o cual provincia habíamos de mandar un gobernador federal o un gobernador progresista», escribió Pi y Margall años después. Además, Pi y Margall creó el cuerpo armado de Voluntarios de la República en sustitución de los Voluntarios de la Libertad, la milicia monárquica fundada en el reinado de Amadeo I. En las Cortes, el diputado conservador Romero Ortiz preguntó qué partes de la Constitución estaban vigentes, a lo que el presidente Figueras le respondió que solo el Título I, que era donde se reconocían los derechos individuales.
El 18 de febrero la Asamblea Nacional a propuesta del gobierno aprobó una ley del Ejército por la que se abolían las quintas siendo sustituidas en el «Ejército activo» por «soldados voluntarios retribuidos», mientras que «todos los mozos que el 1 de enero tengan veinte años cumplidos» formarán el «Ejército de reserva», cuyo servicio «durará tres años» y en el que «no se admitirá la redención en metálico». Para hacer frente a las necesidades inmediatas del Ejército, envuelto en dos guerras (la de Cuba y la carlista), se organizaron ochenta batallones francos, con 600 hombres cada uno. Cada soldado cobraría dos pesetas diarias —una cantidad superior al salario de los jornaleros agrícolas, por lo que se suponía que había de atraer voluntarios— y un chusco. Sin embargo, como ya habían pronosticado algunos miembros de la Asamblea contrarios a la propuesta, los batallones francos fueron un completo fracaso porque a mediados de junio solo se habían presentado unos 10 000 voluntarios para las 48 000 plazas que había que cubrir, pero sobre todo porque los que lograron formarse, según el republicano Enrique Vera y González, «dieron un resultado tan funesto que, lejos de poderse utilizar contra los enemigos de la libertad, hubo que disolverlos».
El 8 de marzo el presidente Figueras hizo un balance ante las Cortes de la acción de su gobierno en cuanto al restablecimiento del orden público:

El Gobierno, al ver que en este tránsito de la Monarquía a la República se constituían en todas partes juntas revolucionarias, fue enérgico y dijo que había que disolverlas inmediatamente sin que pudiese continuar ni una sola. Y este acto produjo tales frutos que a los tres o cuatro días en ningún pueblo o aldea de España había una junta revolucionaria, ni un solo ayuntamiento de los que habían sido destituidos dejaba de funcionar y de haber sido reintegrado en el puesto que le había dado la voluntad de los electores.

### La jornada del 24 de febrero y la salida del gobierno de los radicales

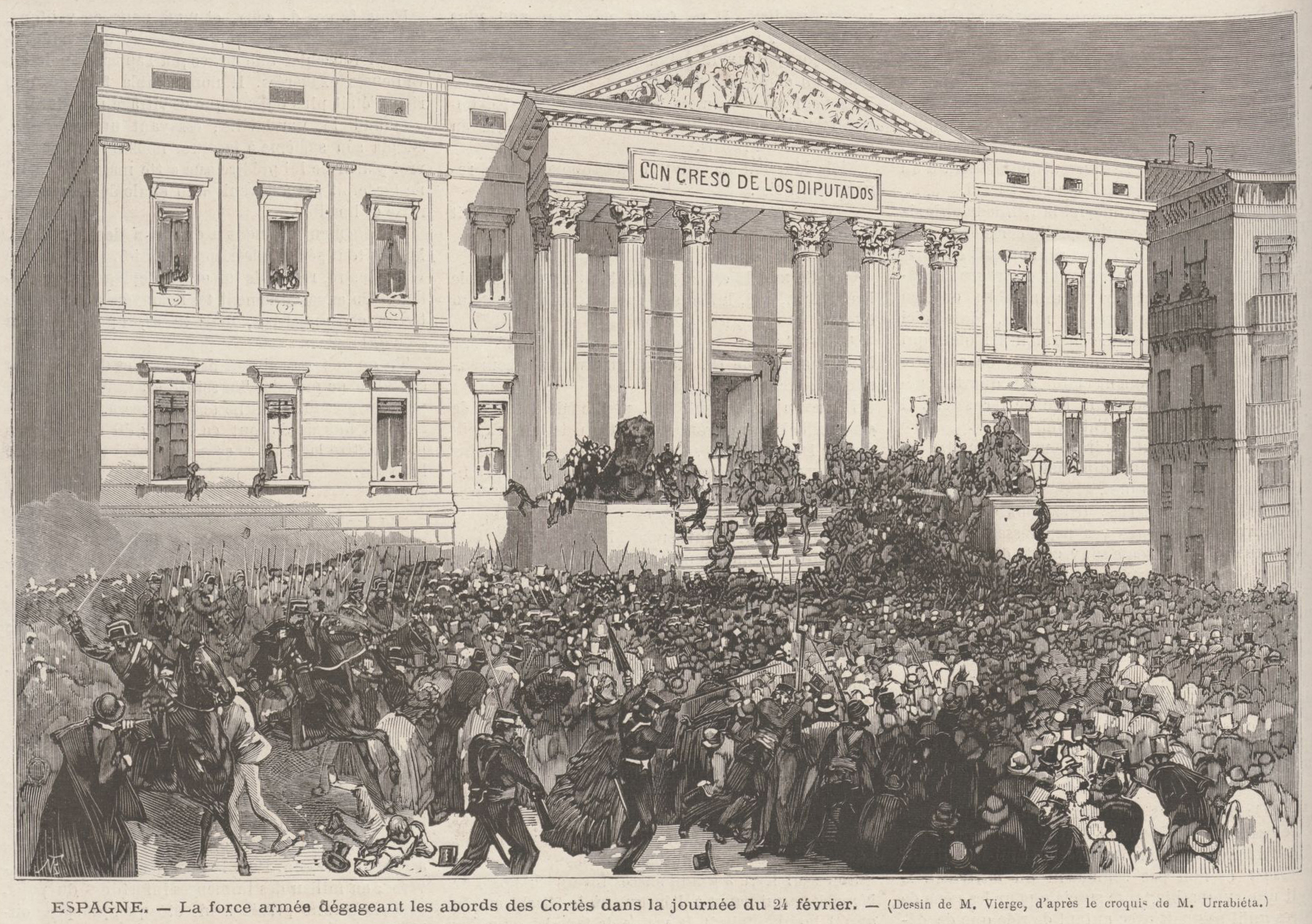
Jornada del 24 de febrero en el Congreso de los Diputados, en Le Monde Illustré.

Solo trece días después de haberse formado, el nuevo Gobierno se encontraba bloqueado por las diferencias que existían entre los ministros radicales y los republicanos —«la coalición se había roto a los pocos días», declaró Figueras meses más tarde— por lo que su presidente se planteó presentar la dimisión a las Cortes —el detonante de la crisis de gobierno fue el abandono de su puesto por parte del ministro de la Guerra, el general Fernando Fernández de Córdoba, en la noche del sábado 22 de febrero—. Esta situación fue aprovechada por el líder de los radicales y presidente de la Asamblea Nacional, Cristino Martos, para intentar desalojar del Gobierno a los republicanos federales y formar uno exclusivo de su partido, que daría paso a una república unitaria. Martos buscó el apoyo del general Domingo Moriones y Murillo, jefe del Ejército del Norte y «radical de confianza», al que nombró capitán general de Castilla la Nueva, que incluía Madrid, para reprimir cualquier oposición republicana federal y, de acuerdo con el gobernador civil de la capital, mandó a la Guardia Civil que ocupara el Ministerio de la Gobernación y el de Hacienda, y por su parte el general Moriones, en traje de campaña, ordenó a dos batallones que ocuparan el Congreso de los Diputados (acompañados de guardias civiles).

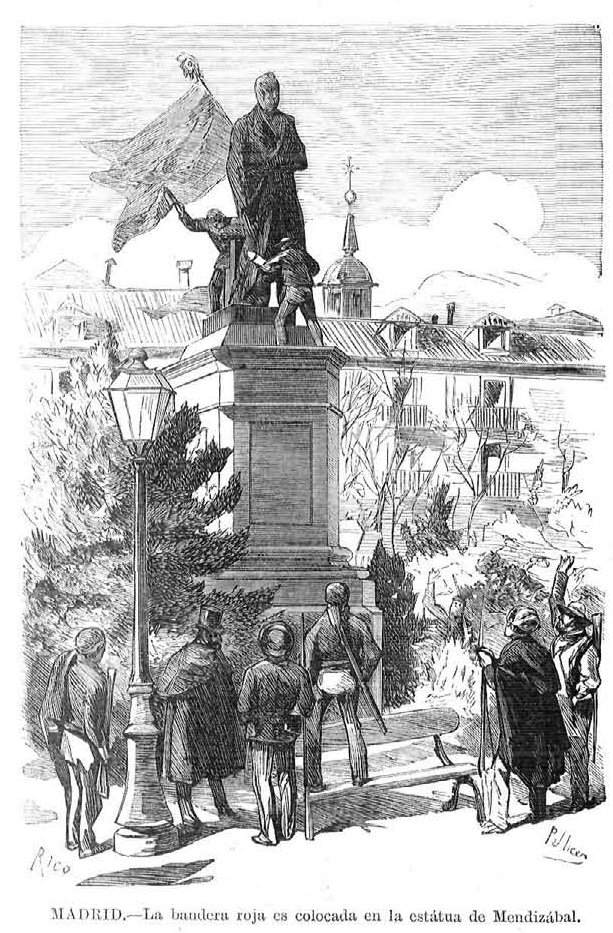
Grabado sobre un dibujo de José Luis Pellicer publicado el 24 de febrero por La Ilustración Española y Americana, que muestra la colocación de una bandera roja en la estatua de Mendizábal.

Pero la maniobra de Martos no tuvo éxito, gracias a la rápida actuación del ministro de la Gobernación, Pi y Margall, que movilizó a los Voluntarios de la República. A media mañana del lunes 24 de febrero Pi y Margall se dirigió al Congreso, que lo encontró ocupado por guardias civiles y soldados, y se enfrentó a Martos calificando de «alevosa y traidora su conducta». Según Alejandro Nieto, «Martos, acorralado, se hundió por completo hasta manifestarse dispuesto a proponer a la Asamblea esa misma tarde un Gobierno homogéneo exclusivamente republicano e incluso aceptó entregar a Pavía —y no al radical Moriones— la capitanía general de Madrid». Así, tras la dimisión del gobierno por «sentimientos de amor inextinguible a la libertad, al orden y a la patria», se formó el segundo Gobierno de Figueras, del que salieron los ministros radicales, entrando en su lugar Juan Tutau y Verges en Hacienda, Eduardo Chao en Fomento, José Cristóbal Sorní y Grau en Ultramar, manteniéndose los militares Juan Acosta Muñoz y Jacobo Oreyro y Villavicencio en Guerra y Marina, respectivamente. Además, se acordó disolver la Asamblea Nacional, en la que los radicales gozaban de mayoría absoluta, aunque no sería efectiva hasta que se aprobasen ciertas leyes de singular importancia (la abolición de la esclavitud en Puerto Rico y la abolición de las quintas, entre otras). Las elecciones a Cortes Constituyentes se celebrarían a finales de marzo y en el intervalo entre la disolución de la Asamblea y la formación de las nuevas Cortes actuaría una Comisión Permanente encargada de «vigilar» al Ejecutivo y en la que los radicales tendrían la mayoría.
Jorge Vilches ha rechazado que lo acontecido se pueda considerar «un golpe de Estado». Lo califica como «un intento de rectificación [por parte de los radicales] de la decisión de formar Gobierno con los federales», aunque reconoce que Martos «quiso traicionar el acuerdo con Figueras y echar a los federales del Gobierno». Según Alejandro Nieto, fue «una crisis de Gobierno con hechuras de golpe de Estado preparada por el presidente de la Asamblea pero que frustró el ministro de la Gobernación en una entrevista personal que duró escasos minutos y se coronó con una solución de compromiso pactada: los radicales cedían su cuota de poder en el Ejecutivo a los republicanos a cambio de que la Asamblea Nacional continuase existiendo bajo su mayoría y que ésta se conservase, incluso después de haberse disuelto la Cámara, a través de una comisión permanente desde la que podía seguir controlando al Ejecutivo. [...] La derrota de los radicales había sido completa. Martos habír urdido un golpe de Estado para desalojar a los republicanos del Poder y el resultado había sido el contrario...». El republicano «moderado» Miguel Morayta y Sagrario, cercano a Emilio Castelar, explicó así años después lo sucedido:

Martos tenía de antemano la batalla perdida; sus correligionarios más valiosos, comprendiendo lo absurdo de la empresa, se apartaron de él, colocándose al lado de los republicanos; los conservadores y los alfonsinos, previendo graves desórdenes, se le mostraron adversos; y las masas federales, entonces armadas por formar la Milicia Nacional, echáronse a la calle evidenciándose así que Martos no triunfaría sin efusión de sangre; y como Martos no era en el obrar tan resuelto como el hablar, dióse con precipitación extraordinaria a todo género de concesiones para deshacer su propia obra...
Martos hubo de retirarse a su casa, convulso, anonadado, sientiendo vergüenza de sí mismo y de seguro pesaroso de aquella desdichada campaña.

### La suspensión de la Asamblea Nacional: la jornada del 8 de marzo y la fallida proclamación del «Estado Catalán»
El 4 de marzo tuvo lugar una reunión entre los comisionados federales de las diversas provincias con los diputados republicanos en la que los primeros, entre otras cosas, pidieron la disolución inmediata de la «actual Asamblea»:

1.La destitución en masa de todos los ayuntamientos y diputaciones provinciales de origen monárquico y su reemplazo interino por republicanos federales. 2. Que se declaren vacantes todos los puestos de la Administración en lo político, en lo judicial y en lo administrativo y que se cubran con personas identificadas con el actual orden de cosas. 3. Que se procure la completa homogeneidad del ministerio en sentido republicano. 4. Que se disuelva inmediatamente la actual Asamblea. 5. Que se apresure el armamento del pueblo y que se disuelvan las agrupaciones armadas que no estén dentro de la ley de milicias.

Ese mismo día 4 de marzo el Gobierno presentó un proyecto para suspender la Asamblea Nacional y proceder a las elecciones de unas Cortes Constituyentes que serían las que determinarían el carácter definitivo de la República y que tendrían lugar entre el 10 y el 13 de abril. En el intervalo funcionaría la Comisión Permanente con carácter consultivo para el Poder Ejecutivo, aunque «podrá por sí o a propuesta del Gobierno, abrir de nuevo las sesiones de las actuales Cortes, siempre que lo exijan circunstancias excepcionales». Aunque la propuesta respetaba el acuerdo del 24 de febrero, los radicales inesperadamente se manifestaron en contra de la misma —ese mismo día 4 se habían reunido 230 diputados y senadores radicales bajo la presidencia de Cristino Martos en la que se había decidido oponerse a la disolución de la Asamblea Nacional— y el día 7 presentaron un Dictamen con un texto alternativo al del Gobierno en el que no se fijaba una fecha para la celebración de las elecciones que se dejaba a criterio de la Asamblea («tan presto como a juicio de la misma puedan verificarse las elecciones en condiciones que garanticen la libertad del sufragio y los altos intereses de la República», se decía en el Dictamen). Además sería la Asamblea la que determinaría la composición y las facultades de la Comisión Permanente «llegado el caso de la convocatoria [de las Cortes Constituyentes]». Cuando el presidente Figueras intentó defender el proyecto gubernamental ante la comisión parlamentaria que había elaborado el Dictamen esta le exigió la dimisión del Gobierno y la entrada en el nuevo de dos ministros radicales en Fomento, Gracia y Justicia o Ultramar, que se sumarían a los de Guerra y Marina ya ocupados por militares fieles a ellos. Los republicanos federales entendieron el Dictamen y la respuesta dada a Figueras como una declaración de guerra. El periódico republicano federal La Discusión publicó en su edición del 8 de marzo:

¿Qué se proponen los radicales intransigentes? ¿Pueden proponerse imponerse al país prolongando la existencia de una Cámara que se ha hecho incompatible con el actual orden de cosas? ¿Cuenta acaso esa pandilla de ambiciosos con elementos bastantes para exigir frente a la soberanía del pueblo su propia soberanía? Es evidente que no... Nosotros no vemos aquí sino una red gubernamental tejida para arrancar al Poder Ejecutivo la promesa de que serán respetados en los puestos que hoy desempeñan ellos y sus amigos paniaguados, al mismo tiempo que el apoyo oficial para las próximas elecciones.[...]
No está España reducida a los límites de Madrid. La agitación de la primeras ciudades de España toma de momento en momento más serias proporciones. Cataluña, Aragón, Andalucía se encuentran a punto de protestar en contra de las vacilaciones de la Asamblea.

Ante el enfrentamiento surgido entre el Gobierno y los radicales, el general Rafael Primo de Rivera, que formalmente pertenecía al Partido Radical, presentó un voto particular para intentar llegar un acuerdo, que había sido redactado por el Gobierno y que por tanto contaba con su apoyo. En él se proponía que la Asamblea no se suspendería «hasta que sean votados definitivamente el proyecto de la abolición de la esclavitud en Puerto Rico, el de abolición de las matrículas de mar y el de organización, equipo y sostenimiento de los cincuenta batallones de cuerpos francos. Votados definitivamente estos proyectos, nombrarán las actuales Cortes una Comisión de su seno que las represente y suspenderán luego sus sesiones. Esta Comisión podrá por sí o a propuesta del Gobierno abrir de nuevo las sesiones de las actuales Cortes, siempre que lo exijan circunstancias extraordinarias». El debate del voto particular de Primo de Rivera tuvo lugar el 8 de marzo y se alargó durante casi seis horas.
Detrás del Dictamen de la comisión parlamentaria se encontraba de nuevo un intento de golpe de fuerza encabezado por el presidente de la Asamblea Cristino Martos con el objetivo de formar un Gobierno exclusivamente radical, que esta vez estaría presidido por su compañero de partido Nicolás María Rivero, y que contaba con el apoyo del general Serrano, líder del monárquico Partido Constitucional. Pero en el curso del debate del voto particular de Primo de Rivera los diputados radicales seguidores de Rivero, y el propio Martos, temerosos de que la formación de un Gobierno radical provocara un levantamiento de los republicanos «intransigentes», no apoyaron la iniciativa y respaldaron el voto particular de Primo de Rivera lo que suponía la suspensión de la Asamblea una vez se aprobaran las tres leyes mencionadas en la propuesta —Martos lo justificó diciendo que al partido Radical le faltaba «la autoridad moral» para poder gobernar—. 188 diputados y senadores apoyaron el voto particular y 19 votaron en contra. Martos dimitió de su cargo de presidente de la Asamblea dos días después alegando «motivos de salud». Sería sustituido por el también radical Francisco Salmerón, una vez descartada la opción de Nicolás María Rivero, porque según el diario republicano La Discusión «no simboliza más que los odios del antiguo radicalismo, o sea, del radicalismo intransigente hacia la República del 8 de marzo o, lo que es igual hacia la República de los republicanos que puede salvar a España de la vergüenza de la restauración o de los peligros de la anarquía».

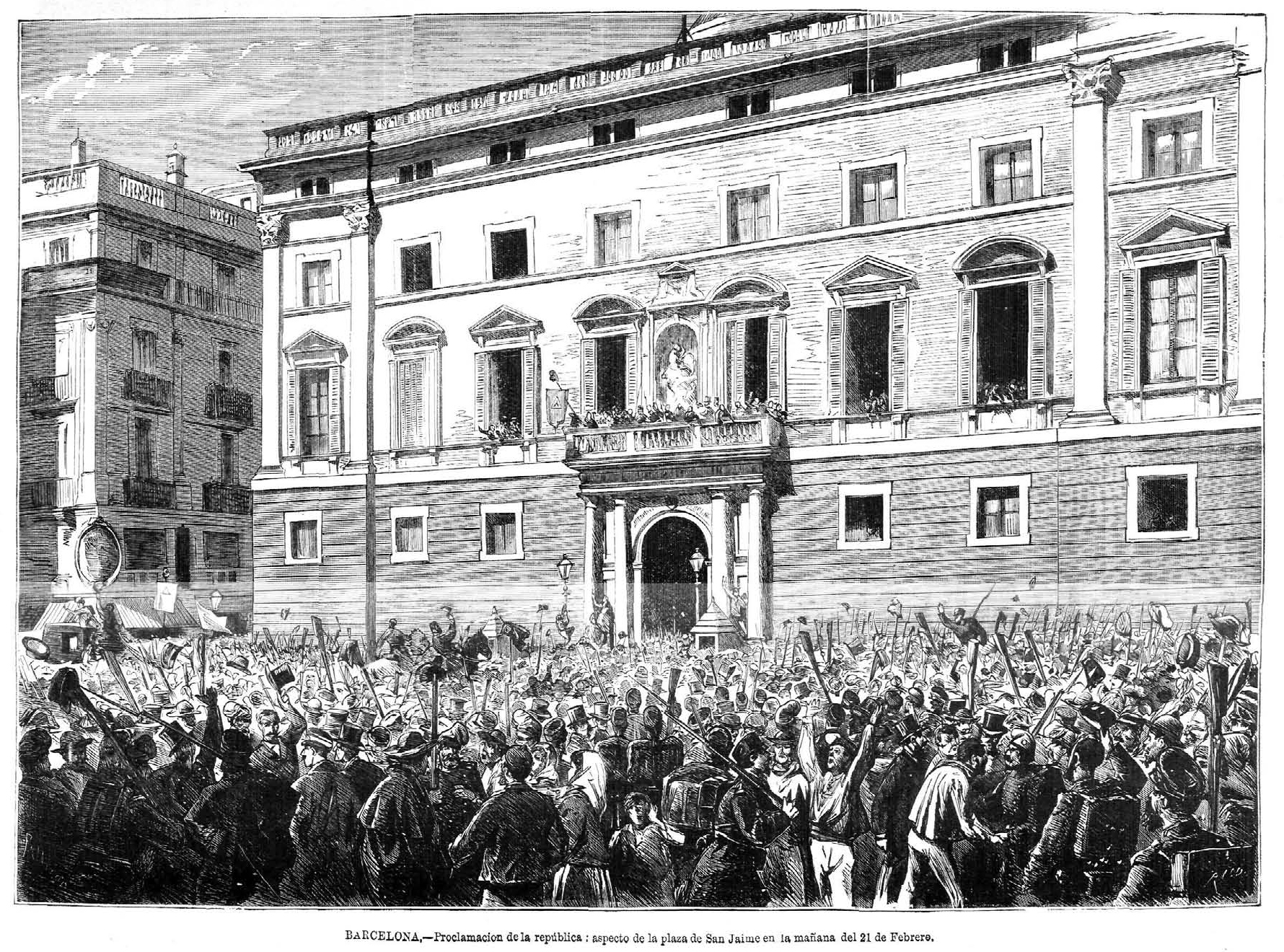
Concentración del 21 de febrero en la plaza de San Jaime de soldados y civiles exigiendo la proclamación del «Estado Catalán» dentro de la República Federal Española. Al fondo la fachada de la Diputación Provincial de Barcelona.

El 9 de marzo, al día siguiente en que en Madrid tenía lugar el intento de golpe de fuerza radical, la Diputación de Barcelona, dominada por los republicanos federales «intransigentes», volvía a intentar proclamar el Estado catalán, como ya había hecho el 12 de febrero; y, como en aquella ocasión, solo los telegramas que les envió Pi y Margall desde Madrid les hizo desistir. Tres días después, el 12 de marzo, llegó a Barcelona el propio presidente del Poder Ejecutivo de la República, Estanislao Figueras, para disuadirlos definitivamente. Durante su estancia en la capital catalana Figueras advirtió en un discurso que «la República necesita orden para vivir. Los disturbios que hemos presenciado de ocho días acá la debilitan, conmociones más serias la matarían».
El diario republicano La Discusión publicó nel 13 de marzo:

La sesión del 9 de este mes acentuó más el triunfo de la fracción republicana y dio al Gobierno la seguridad de llegar a las elecciones y a la reunión de las nuevas constituyentes.

El 22 de marzo la Asamblea Nacional abordó su suspensión definitiva en una tumultuosa sesión que se abrió a las tres de la tarde y que se cerró casi a las tres de la madrugada del día siguiente (hubo de interrumpirse en tres ocasiones). Las competencias y, sobre todo, la elección de los miembros de la Comisión Permanente fueron el principal objeto de controversia entre radicales y republicanos federales. Los primeros propusieron que la Comisión tuviera «las mismas atribuciones que las de la Asamblea fuera de las legislativas» y que estuviera compuesta por veinte de sus miembros elegidos por la misma, «además de los que componen la Mesa», lo que les daba la mayoría en la Comisión. Los republicanos federales presentaron otra propuesta que contó con el apoyo del Gobierno de Estanislao Figueras, que ya había vuelto de Barcelona, en la que se decía que la Comisión Permanente tendría «las facultades expresas de la ley de convocatoria de las Cortes Constituyentes». Como Figueras hizo de la propuesta «cuestión de gabinete» —alegó que «el Gobierno no puede vivir en perpetua crisis» y que «necesita unidad de acción, necesita gran rapidez y energía como medio de gobernar»— fue aprobada, pasándose a continuación a discutir la forma de elección de los miembros de la Comisión.
Fue esta cuestión —la última a debatir antes de la disolución definitiva de la Asamblea una vez que se había aprobado en esa misma sesión la abolición de la esclavitud en Puerto Rico y la abolición de la matrícula de mar— la que provocó los tumultos dentro y fuera de la Cámara. Al final los nombres de los representantes que formarían parte de la Comisión Permanente fueron acordados en una reunión mantenida por una comisión de los radicales y otra de los republicanos federales durante uno de los recesos de la sesión. De sus veinte miembros diez serían radicales, cinco republicanos federales y cinco conservadores, a los que habría que añadir los miembros de la Mesa, con lo que los radicales ostentaban una amplia mayoría, que se vería reforzada eventualmente por los conservadores «que eran sus aliados naturales». Sin embargo, los radicales estaban divididos entre los «martistas», que tenían ocho representantes, y los «riveristas», que tenían cuatro. Pero lo cierto era que «los republicanos estaban en clara minoría. Con lo cual la anterior tensión entre el Poder Ejecutivo y el Legislativo se reproducía ahora entre aquél y la Comisión Permanente de éste. Una situación, en definitiva, incómoda para todos y a medio plazo insostenible, dando lugar a conflictos constantes... La tregua sellada en la fórmula de la Comisión Permanente no fue, en suma, una solución».
El último discurso antes de la suspensión definitiva de la Asamblea fue pronunciado por el marqués de Sardoal, presidente en funciones de la misma ante la ausencia de Francisco Salmerón. En él expresó su deseo, en nombre de la Cámara y de la nación, de que «las Cortes Constituyentes puedan hallar en su día una fórmula de legalidad común, a cuya sombra puedan vivir, crecer y manifestarse todos los partidos, todos los intereses y todas las aspiraciones, cerrando de esta suerte la no ininterrumpida serie de trastornos y convulsiones a que parece haber condenado la Providencia por espacio de medio siglo a esta noble nación, digna de mejor fortuna».

### El fallido golpe de Estado del 23 de abril y la disolución de la Comisión Permanente

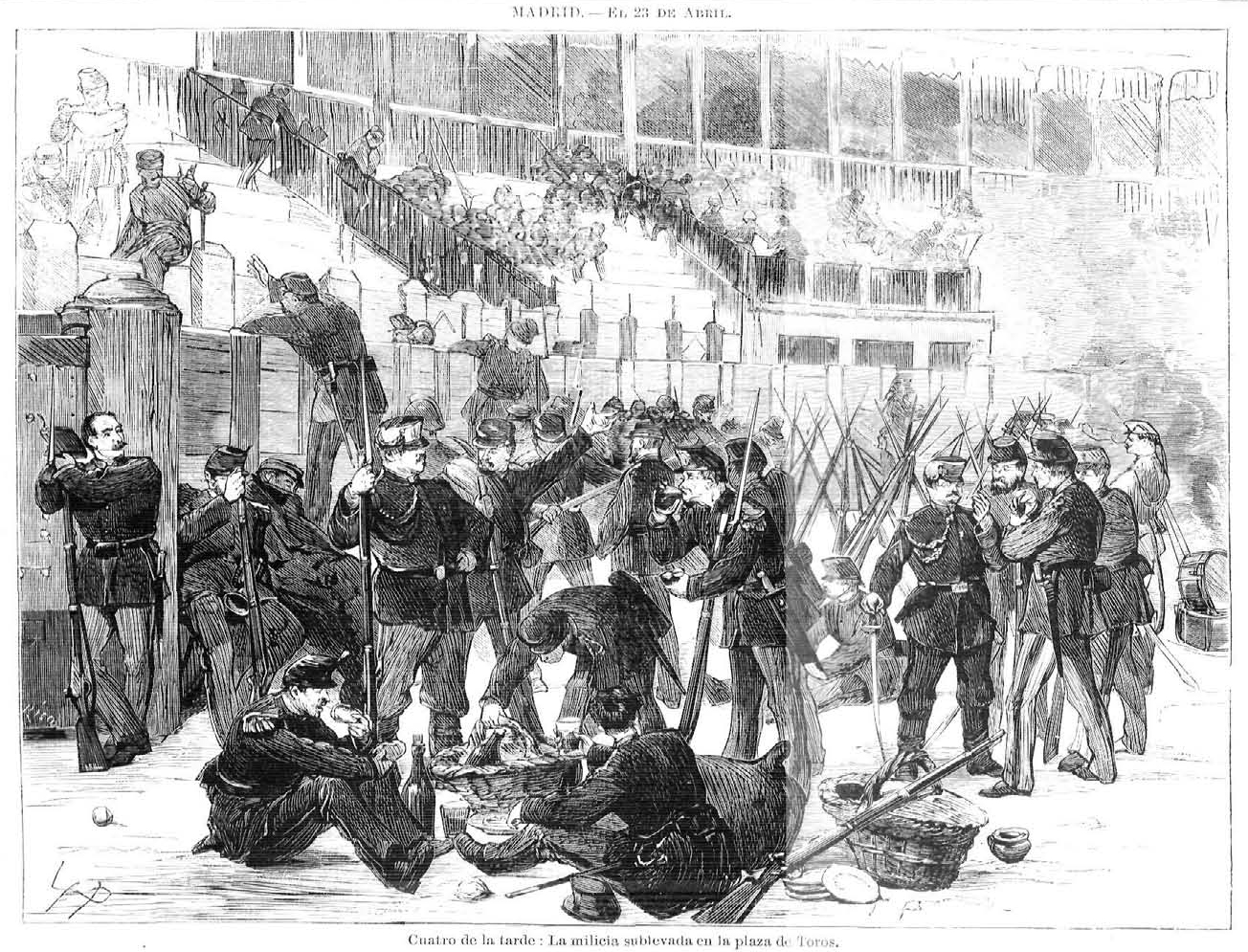
Tropas sublevadas en la plaza de toros de Madrid, 23 de abril de 1873.

Después de superar las diferencias que separaban a «martistas» de «riveristas», los radicales intentaron un golpe de Estado el 23 de abril, con el mismo objetivo de los dos anteriores. Esta vez contaban con el apoyo de militares conservadores, como el general Pavía, capitán general de Madrid, el almirante Topete o, de nuevo, el general Serrano; y con civiles del partido constitucional, encabezados por Práxedes Mateo Sagasta, que también querían evitar la proclamación de la República Federal, porque se esperaba que el Gobierno, gracias a su «influencia moral», conseguiría la mayoría necesaria en las elecciones a Cortes Constituyentes que estaban convocadas para el mes siguiente.
Mientras tanto la tensión entre la Comisión Permanente, dominada por los radicales, y el Gobierno había ido en aumento, hasta el punto que en la sesión del 17 de abril Nicolás María Rivero propuso la reapertura de la Asamblea, aunque no se aprobó. Por su parte la prensa conservadora hablaba de que la «situación ha llegado a ser insostenible», como publicó El Imparcial en su edición del día 22 de abril. «El desorden, la anarquía, la emancipación en que las corporaciones de algunas provincias y los ciudadanos federales en otras se declaran respecto del Gobierno no hacen sino ir en aumento», decía a continuación. La prensa republicana respondía: «Nosotros declaramos que la responsabilidad de lo que ocurra, que la responsabilidad de la sangre que se derrame en Madrid y provincias pesará íntegramente sobre los miserables que pretenden la ruina de la República y el triunfo de la reacción», publicó La Discusión ese mismo día 22.
En la noche del 22 de abril el alcalde de Madrid, el radical Juan Pablo Marina, convocó a los batallones «antiguos» o «monárquicos» de la Milicia Nacional, cinco de infantería y dos de caballería, todos bien armados, para que se concentraran en la plaza de toros (situada entonces en la confluencia de las calles actuales de Alcalá y de Serrano). Una vez allí se les fueron uniendo numerosos oficiales del Ejército, mientras que generales destacados acudían al domicilio del general Serrano (contiguo a la plaza de toros). Casi al mismo tiempo los Voluntarios de la República y efectivos de la Guardia Civil se habían desplegado en los puntos estratégicos de la capital, siguiendo las órdenes del ministro de la Gobernación Francisco Pi y Margall, que también detentaba la presidencia del Gobierno en funciones a causa del reciente fallecimiento de la esposa de Estanislao Figueras. Más tarde los implicados negaron que se hubieran propuesto dar un golpe de Estado, alegando que no hicieron ningún movimiento violento. El historiador Alejandro Nieto señala que «lo que no estaba claro —y todavía sigue sin estarlo— es la intención de estos preparativos... Pero está a la vista la anómala concentración de las Milicias de tendencia monárquica en la plaza de toros para la que no se dio una explicación plausible, así como las numerosas visitas de militares al domicilio de Serrano. Cierto es que las fuerzas atrincheradas en el coso no realizaron salida alguna; pero está fuera de dudas su actitud amenazadora y su rechazo a las intimaciones de disolverse de manera pacífica».

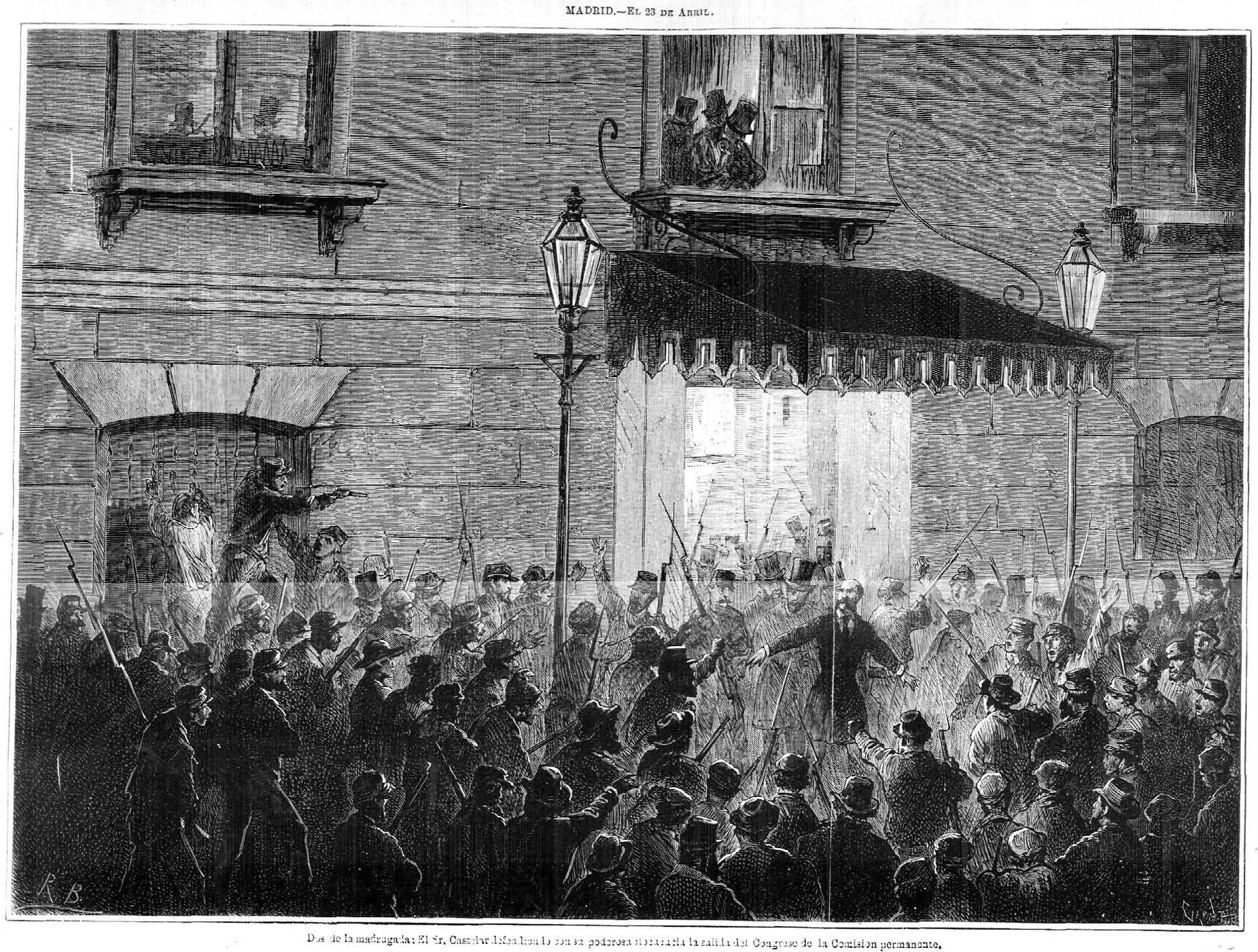
Madrid, 23 de abril de 1873: Emilio Castelar defiende la salida del Congreso de la Comisión Permanente. Grabado de La Ilustración Española y Americana, 1 de mayo de 1873. Según el relato de El Imparcial, «el Sr. Castelar se dio a conocer exigiendo que se les dejara libre el paso (per no fue escuchado). Entonces se adelantó a todos y colocándose enfrente de los que apuntaban, presentó su pecho diciendo: Matadme a mí si queréis, pero no toquéis a los que vienen conmigo».

En la mañana del día 23 se reunió la Comisión Permanente con los miembros del Gobierno excepto Pi y Margal, que permaneció en el Ministerio de la Gobernación y cuya primera medida había sido obligar al alcalde Madrid a que dimitiera sustituyéndolo por el republicano federal Pedro Bernardo Orcasitas. En cuanto estuvieron reunidos, los miembros de la Comisión Echegaray y Rivero pidieron el aplazamiento de las elecciones a Cortes Constituyentes. A mediodía el ministro de la Guerra informó de que «los nueve batallones de milicianos reunidos en las afueras de la Puerta de Alcalá [al lado de la plaza de toros] se habían declarado en rebeldía contra el Gobierno y hecho fuego contra el brigadier Carmona que los había intentado arengar». El general que estaba al mando de los milicianos comunicó «que obraba en nombre del duque de la Torre [el general Serrano], presidente de la República». Los ministros abandonaron inmediatamente la reunión y la Comisión se declaró en sesión permanente. Poco después Voluntarios de la República ocupaban el Congreso de los Diputados y conminaban a los miembros de la Comisión a que abandonaran el edificio. Los radicales y los conservadores se resistieron y finalmente salieron de allí sobre las dos de la madrugada protegidos de las «turbas armadas» que rodeaban el Congreso por el ministro republicano Emilio Castelar.
Entretanto Pi y Margall había conseguido desbaratar la intentona. Primero, había destituido al general Pavía al frente de la Capitanía General de Madrid —según El Imparcial este había dimitido «creyéndose ofendido por los nombramientos designados sin su conocimiento para mandar las fuerzas de Madrid»— y había nombrado en su lugar al general Hidalgo. Luego, había ordenado a la Guardia Civil, a las fuerzas militares y a los Voluntarios de la República que atacaran la plaza de toros y las milicias reunidas allí y en sus alrededores habían depuesto las armas después de unos pocos disparos y vuelto a sus casas —abandonando siete mil fusiles—. Los comandantes de los batallones presentaron un escrito en el que negaban que estuvieran «en estado de insurrección» pero en el que también declaraban «bajo palabra de honor» estar dispuestos «a acatar y defender la legalidad representada por la Comisión, delegada de la soberanía nacional, cuyas órdenes esperan».
Al día siguiente 24 de abril Pi y Margall, como presidente del Poder Ejecutivo interino, firmó un decreto por el que se disolvía la Comisión Permanente, un hecho que algunos historiadores, como Jorge Vilches o Alejandro Nieto, lo han considerado como «el auténtico golpe de Estado». Al año siguiente Pi y Margall reconoció que «disolver la Comisión era un golpe de Estado» pero lo justificó argumentando que todos los golpes de Estado «han tenido por objeto sobreponer la voluntad de un hombre a la voluntad de un pueblo; sólo que éste ha tenido por objeto sobreponer la voluntad de un pueblo a la de unos pocos hombres». El Decreto de Pi y Margall decía lo siguiente:

Considerando que la Comisión Permanente de las Cortes se ha convertido por su conducta y por sus tendencias en elemento de perturbación y desorden. Considerando que ha tratado ostensiblemente de prolongar indefinidamente la interinidad en que vivimos. Considerando que con sus injustificadas pretensiones contribuyó a provocar el conflicto de ayer. Considerando que en el mismo día de ayer intentó nombrar por sí un comandante general de la fuerza ciudadana usurpando las atribuciones del Poder Ejecutivo. Considerando, por fin, que era un constante obstáculo para la marcha del Gobierno de la República, contra el cual estaba en maquinación continua, se decreta: artículo 1.º. Queda disuelta la Comisión Permanente de la Asamblea.

Tras la disolución de la Comisión Permanente grupos de republicanos federales, según el testimonio del republicano «moderado» Miguel Morayta que los califica como «maleantes», «se entregaron a excesos lamentables en Madrid, se lanzaron amenazas de muerte contra varios políticos, allanándose sus moradas y en algunas provincias también se registraron atropellos parecidos». Los «excesos» revistieron tal gravedad que el gobernador civil de Madrid Nicolás Estévanez publicó un bando el día 27 en cuyo punto 2.º se decía: «Los que penetren sin autorización de autoridad competente en el inviolable domicilio de cualquiera de sus conciudadanos serán sometidos inmediatamente a los tribunales de justicia». La mayoría de los líderes radicales y conservadores se ocultaron en casas de amigos o se fueron del país, algunos de ellos disfrazados para no ser reconocidos, como el general Serrano, el general Caballero de Rodas o Cristino Martos. Morayta escribió tiempo después: «Así se dio el tristísimo caso de que a los dos meses y medio de la proclamación de la república buena parte de los que la votaron y con ellos tantos hombres eminentes de la Revolución se hallaban o inutilizados para la política o en tierra francesa o lusitana pregonando la insania de nuestras luchas intestinas». También abandonaron España algunos miembros de las clases acomodadas que veían con temor la previsible proclamación de la República Federal por las futuras Cortes Constituyentes.
El 6 de mayo los miembros radicales y conservadores de la Comisión Permanente disuelta, algunos de los cuales ya se encontraban en Francia o en Portugal, hicieron público un escrito de protesta contra el decreto del 24 de abril que calificaban como una «violenta e inconstitucional resolución». En el mismo los miembros de la Comisión que lo suscribían declaraban «con la mano puesta en el pecho y bajo palabra de honor que en todos sus actos se han ceñido estrictamente a los límites del mandato impuesto por la Asamblea». El escrito concluía diciendo que se reservaban «el derecho de exigir la responsabilidad a los ministros ante la Representación nacional legítimamente congregada, así como el de perseguir ante la Justicia del país a los autores del mismo y escandaloso atropello perpetrado en la noche del 23 de abril».
Por su parte desde los sectores «intransigentes» del partido republicano federal se hicieron llamamientos para que Pi y Margall aprovechara la oportunidad y proclamara la República Federal, sin esperar a la reunión de las Cortes Constituyentes, lo que Pi y el Gobierno rechazaron de plano. El diario republicano federal «moderado» La Discusión, cercano a Emilio Castelar, salió en defensa de la posición del Gobierno en un artículo publicado el día 26 de abril:

¿Qué ganaría el país con esto [proclamar la República Federal]? ¿No se comprende que todo lo que sea una cuestión de nombres, y no pasa del nombre, es una puerilidad? Mas podría ser que se entendiese que a la calificación de la República debe seguir el planteamiento ipso facto del régimen federal. ¡Pues ahí es nada el trabajo de elaboración que se requiere para dar a luz un nuevo código constitucional con todo su acompañamiento de leyes orgánicas! [...] Nosotros, y con nosotros el Gobierno, queremos que la República federal sea todo lo contrario, queremos que sea organismo y no anarquía, libertad y no dictadura, justicia y no demagogia, obra de paz y no de guerra; queremos que sea sancionada por la Representación nacional y no por unos cuantos alborotadores.

Sobre el episodio Alejandro Nieto concluye: «El 23 de abril fracasó un golpe de Estado dirigido por los radicales que, al ser vencido, se convirtió en un golpe de Estado republicano... o, si se quiere, un contragolpe».

### Las elecciones a Cortes Constituyentes de mayo
La decisión de Pi y Margall de disolver la Comisión Permanente fue cuestionada por los republicanos federales «moderados», encabezados en aquel momento por Emilio Castelar y Nicolás Salmerón, pues eran conscientes de que iba a tener como consecuencia el retraimiento del resto de partidos en las elecciones, lo que restaría legitimidad a las Cortes Constituyentes que saldrían de ellas. «Fue tal el miedo a la soledad, que Castelar y Figueras negociaron con los radicales y los conservadores para darles una representación parlamentaria», pero ambos grupos rechazaron la propuesta y se reafirmaron en la opción del retraimiento, argumentando la ilegalidad de la disolución de la Comisión Permanente y la falta de condiciones de seguridad para realizar los comicios. Así, en las elecciones no hubo lucha electoral, pues optaron por no presentar candidatos, además de radicales y constitucionales, los carlistas, que estaban alzados en armas, y los alfonsinos, que no reconocían a la República. En los pocos distritos que hubo disputa electoral, fue entre candidatos republicanos federales del sector «moderado» o del «intransigente». Como ha indicado Alejandro Nieto, «los enemigos del Gobierno (y más todavía los del régimen, claro es) comprendieron que el mayor daño que podían hacerle era un retraimiento electoral, o sea, abstención sistemática de los partidos aunque dejando abierta la puerta a participaciones a título personal... La oposición sabía que tendría más fuerza fuera del Parlamento que, dentro de él, como simple minoría».
Las elecciones a Cortes Constituyentes, que debían reunirse el 1 de junio en Madrid, habían sido convocadas por una ley de 11 de marzo de 1873. En la misma la edad para votar se había rebajado de los 25 a los 21 años, lo que suponía pasar de cuatro millones de electores a cuatro millones y medio. Los comicios tuvieron lugar los días 10, 11, 12 y 13 de mayo, obteniendo los republicanos federales 343 escaños, y el resto de fuerzas políticas, 31. Así pues, la representatividad resultante de estas elecciones fue muy limitada a causa del retraimiento de la totalidad de las fuerzas de oposición política —radicales, constitucionales, carlistas (en guerra desde 1872), monárquicos alfonsinos de Cánovas del Castillo, republicanos unitarios e incluso las incipientes organizaciones obreras adscritas a la Internacional—. Con un porcentaje del 60 % de abstención, fueron los comicios con la participación más baja de la historia de España. En Cataluña, solo votó el 25 % del electorado; en Madrid, el 28 %. Y eso que se había reducido la edad mínima para votar de 25 a 21 años, «pensando que los jóvenes votarían a los federales». Como señaló el republicano Nicolás Estévanez, «España distaba mucho de ser republicana».

## La República federal

### Proclamación de la República Federal y «huida» de Estanislao Figueras
La aplastante mayoría de que gozaban los republicanos federales en las Cortes Constituyentes era sin embargo engañosa porque en realidad sus diputados estaban divididos en tres o cuatro grupos según los autores (existía además un grupo integrado por unos 20 diputados monárquicos y republicanos unitarios que constituían la extrema derecha de la Cámara; entre ellos se encontraban Antonio de los Ríos Rosas, Francisco Romero Robledo y Manuel Becerra y Bermúdez):
- Los «intransigentes» («jacobino-socialistas», los llama Román Miguel González) con unos 50 o 60 diputados formaban la extrema izquierda de la Cámara ―y ese era el lugar físico donde se sentaban―. Propugnaban que las Cortes se declararan en Convención, asumiendo todos los poderes del Estado ―el legislativo, el ejecutivo y el judicial― para construir la República Federal «de abajo arriba», desde el municipio a los cantones y desde éstos al poder federal. También defendían la introducción de reformas sociales que mejoraran las condiciones de vida del «cuarto estado». Este sector de los republicanos federales no tenía un líder claro, aunque reconocían como su «patriarca» a José María Orense, el viejo marqués de Albaida. Destacaban dentro de él Nicolás Estévanez, el general Juan Contreras, o los escritores Roque Barcia y Manuel Fernández Herrero. Antes de las elecciones ya habían creado el Centro Revolucionario Federal que después pasó a llamarse Centro Republicano Federal Español. Su principal órgano de prensa era La Justicia Federal. Román Miguel González ha destacado que el liderazgo del grupo recayó «en personajes cada vez más demagogos: Casalduero, Barcia, el general Contreras…».[146] Según Manuel Suárez Cortina, los intransigentes eran «portadores de una cultura política pre moderna, de defensa comunitaria y componentes neocarbonarios».[147]
- Los «centristas» («demosocialistas», los llama Román Miguel González) con unos 60 diputados liderados por Francisco Pi y Margall (por lo que en ocasiones también eran llamados «pimargallianos»), constituían el centro-izquierda de la Cámara. Coincidían con los «intransigentes» (o «jacobino-socialistas») en que el objetivo era construir una república federal «de abajo arriba» pero que, dado que no se había alcanzado el poder mediante una revolución, había que hacerlo «de arriba abajo», es decir, primero había que elaboran la Constitución federal y luego proceder a la formación de los cantones o Estados federados. Dentro de los «demosocialistas» existía un pequeño grupo situado más a la izquierda que intentaba acercar posiciones con los «intransigentes» (o «jacobino-socialistas) y que estaba encabezado por Ramón de Cala, Eduardo Benot y Francisco Díaz Quintero. Paralelamente existía otro grupo situado más a la derecha que proponía el acercamiento a los «demoliberales reformistas» de Nicolás Salmerón y que estaba encabezado por José Cristóbal Sorní y Juan Manuel Cabello de la Vega.
- Los «demoliberales reformistas» (según la categorización de Román Miguel González), integrados por unos 40 o 50 diputados liderados por el «demokrausista» Nicolás Salmerón (Jorge Vilches los encuadra dentro de los «moderados», la derecha de la Cámara, en los que también incluye al grupo de Emilio Castelar). Estos «demoliberales con tendencias reformistas» («de fuertes componentes sociales»)[147] constituían el centro-derecha de la Cámara y en su seno destacaban los también «demokrausistas», como Salmerón, Manuel Pedregal y Cañedo, Eduardo Palanca y Eduardo Chao. Coincidían con los pimargallianos en que la prioridad de las Cortes era aprobar la nueva Constitución ―rechazando, al igual que ellos, convertirlas en una Convención como demandaban los «intransigentes»― y se diferenciaban de los «demoliberales individualistas» de Castelar en que en el nuevo régimen solo cabrían los republicanos «viejos».
- Los «demoliberales individualistas» (en la terminología de Román Miguel González), integrados por unos 50 o 60 diputados y cuyo líder indiscutible era Emilio Castelar. Constituían la derecha de la Cámara y a veces recibían el apoyo de la extrema derecha (monárquica y republicana unitaria), entre otras razones porque los «demoliberales individualistas» eran partidarios de la conciliación con los radicales y con los constitucionales para incluirlos en el nuevo régimen. Junto a Castelar destacaban Eleuterio Maisonnave, Buenaventura Abárzuza Ferrer y Miguel Morayta y Sagrario.

El 1 de junio de 1873 se abrió la primera sesión de las Cortes Constituyentes bajo la presidencia del veterano republicano José María Orense, y comenzó la presentación de propuestas. El 7 de junio se «tomó en consideración», sin debate alguno ni votación, la propuesta suscrita por siete diputados, que decía:

Artículo único. La forma de gobierno de la Nación española es la República democrática federal.

El presidente, haciendo cumplir lo que ordenaba el Reglamento de las Cortes para la aprobación definitiva de las propuestas de ley, dispuso celebrar una votación nominal al día siguiente. El 8 de junio se aprobó la propuesta con el voto favorable de 218 diputados y solamente 2 en contra (los del republicano unitario Eugenio García Ruiz y el monárquico conservador Antonio de los Ríos Rosas), proclamándose ese día la República Federal.
Así narraba Benito Pérez Galdós el clima parlamentario de la República:

Las sesiones de las Constituyentes me atraían, y las más de las tardes las pasaba en la tribuna de la prensa, entretenido con el espectáculo de indescriptible confusión que daban los padres de la Patria. El individualismo sin freno, el flujo y reflujo de opiniones, desde las más sesudas a las más extravagantes, y la funesta espontaneidad de tantos oradores, enloquecían al espectador e imposibilitaban las funciones históricas. Días y noches transcurrieron sin que las Cortes dilucidaran en qué forma se había de nombrar Ministerio: si los ministros debían ser elegidos separadamente por el voto de cada diputado, o si era más conveniente autorizar a Figueras o a Pi para presentar la lista del nuevo Gobierno. Acordados y desechados fueron todos los sistemas. Era un juego pueril, que causaría risa si no nos moviese a grandísima pena.

Presidiendo un Consejo de Ministros, harto de debates estériles, llegó Estanislao Figueras a gritar en catalán: «Señores, ya no aguanto más. Voy a serles franco: ¡estoy hasta los cojones de todos nosotros!».

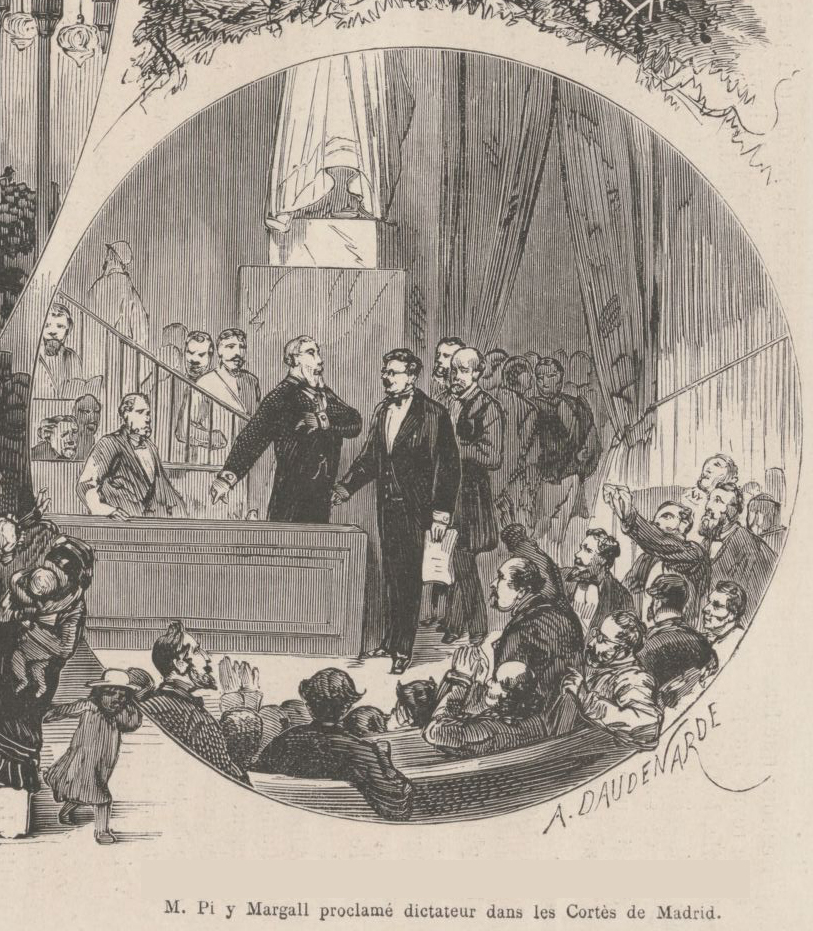
Pi y Margall accede a la presidencia del Poder Ejecutivo el 11 junio de 1873 (dibujo de Vierge).

En cuanto se reunieron las Cortes Constituyentes, Estanislao Figueras devolvió sus poderes a la Cámara y propuso que se nombrara nuevo presidente del Poder Ejecutivo a su ministro de Gobernación, Francisco Pi y Margall; pero los «intransigentes» se opusieron y lograron que Pi desistiera de su intento de formar gobierno. Entonces, Figueras tuvo conocimiento de que el general «intransigente» Juan Contreras preparaba un golpe de Estado para iniciar la República federal «desde abajo» al margen del Gobierno y de las Cortes; lo que le hizo temer por su vida, sobre todo después de que Pi y Margall no se mostrara muy dispuesto a entrar en su Gobierno. El 10 de junio, Figueras, que sufría una fuerte depresión por la muerte de su mujer, huyó a Francia: se fue a dar un paseo por el parque del Retiro y, sin decir una palabra a nadie, tomó el primer tren que salió de la estación de Atocha; no se bajó hasta llegar a París. Según Jorge Vilches, Figueras no se marchó por una depresión sino «porque se sintió abandonado por todos».
El intento de golpe de Estado se produjo al día siguiente cuando una masa de republicanos federales instigados por los «intransigentes» rodeó el edificio del Congreso de los Diputados en Madrid, mientras el general Contreras, al mando de la milicia de los Voluntarios de la República, tomaba el Ministerio de la Guerra. Entonces, los «moderados» Castelar y Salmerón propusieron que Pi y Margall ocupara la presidencia vacante del Poder Ejecutivo, pues era el dirigente con más prestigio dentro del partido republicano. Finalmente, los «intransigentes» aceptaron la propuesta, aunque bajo la condición de que fueran las Cortes las que eligieran a los miembros del Gobierno que iba a presidir Pi y Margall. El 11 de junio Pi y Margall fue elegido por las Cortes presidente del Poder Ejecutivo de la República, asumiendo al mismo tiempo el Ministerio de la Gobernación.

### Gobierno de Francisco Pi y Margall

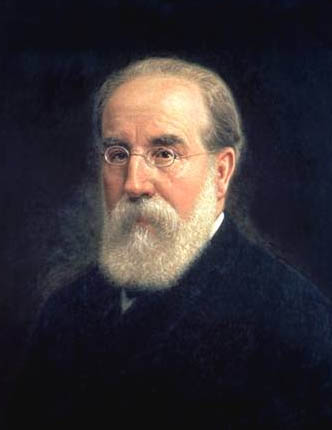
Retrato de Francisco Pi y Margall, segundo presidente del Poder Ejecutivo de la República.

El programa de gobierno que presentó Pi y Margall ante las Cortes, bajo el lema «Orden y Reformas» que intentaba conciliar a todas las fracciones republicanas federales de las Cortes, se basaba en la necesidad de acabar con la guerra carlista, la separación de la Iglesia y el Estado, la abolición de la esclavitud y las reformas en favor de las mujeres y los niños trabajadores. Sobre este último punto, las Cortes aprobaron el 24 de julio de 1873 una ley que regulaba «el trabajo de los talleres y la instrucción en las escuelas de los niños obreros de ambos sexos». También incluía la devolución a los pueblos de los bienes comunales mediante una ley que modificara la desamortización de Pascual Madoz de 1855, pero la norma no llegó a ser aprobada. Tampoco llegó a aprobarse otra ley que tenía como objeto la cesión vitalicia de tierras a los arrendatarios a cambio del pago de un censo. La que sí fue aprobada fue una ley de 20 de agosto que dictaba reglas «para redimir rentas y pensiones conocidas con los nombres de foros, subforos y otros de igual naturaleza». Por último, el programa incluía como prioridad la elaboración de la nueva Constitución de la República Federal.
El gobierno de Pi y Margall, quien en su breve discurso de presentación del gabinete dijo que alcanzada la libertad «la insurrección no solo deja de ser un derecho, sino que es un crimen», se encontró inmediatamente con la oposición de los «intransigentes», porque en su programa no se habían incluido algunas de las reivindicaciones históricas de los federales, como la abolición del estanco del tabaco, de la lotería, de los aranceles judiciales y de los consumos repuestos en 1870 por ausencia de recursos. Así lo manifestó en las Cortes el «intransigente suave» José María Orense: el programa de gobierno debería haber incluido «grandes y profundas reformas económicas», única forma de consolidar la República. Por su parte el diputado «intransigente» Casalduero dijo que era el momento de «levantar y excitar el espíritu revolucionario del pueblo, para que éste, imponiéndose a la Cámara, apoyara la política de los tres o cuatro diputados únicos que hacían política intransigente»; que la Asamblea estaba llena de «reaccionarios en grado mucho más alto que lo había sido los monárquicos» y que «el programa aprobado por el gobierno tenía tan solo por objeto engañar y alucinar la opinión pública con las reformas sociales».
El 20 de junio se constituía en las Cortes la Comisión que debía elaborar el proyecto de Constitución federal y al mismo tiempo el gobierno anunciaba la convocatoria de elecciones municipales que se celebrarían entre el 12 y el 15 de julio, lo que provocó el rechazo de los «intransigentes» porque eran dos pasos importantes para construir La Federal de «arriba a abajo» y no de «abajo a arriba» como ellos defendían. Ese mismo día 20 desde las páginas de La Justicia Federal el ideólogo «intransigente» Roque Barcia desautorizaba las elecciones al considerarlas un proceso «monstruoso» ajeno al espíritu liberal y hacía un llamamiento para la constitución de «juntas de gobierno para realizar la soberanía administrativa y económica de los Estado particulares». Al día siguiente el Centro Republicano Federal Español (CRFE), el club político de los «intransigentes» que se definía como «la vanguardia revolucionaria y reformista que abre el camino por el que el gobierno debe marchar si es consecuente» y que el 15 de junio se había autoproclamado «el centinela avanzado de las reformas y el fiscal inexorable de las deliberaciones y acuerdos de la Asamblea», convocaba una reunión para debatir la constitución del «Cantón o estado de Castilla la Nueva», que incluía Madrid, y cuyo primer paso sería «constituir el municipio revolucionario de la ciudad de Madrid», siguiendo el modelo de la Comuna de París.
El gobierno pronto se mostró inoperante «tanto en la elaboración del proyecto de Constitución como en la promulgación de las reformas sociales» a causa de la heterogeneidad de su composición y su dependencia de la derecha, según Román Miguel González, o de la labor de bloqueo que realizaban los ministros «intransigentes», según Jorge Vilches. Para solucionar ese problema se presentó en las Cortes una proposición encabezada por Emilio Castelar ―que dijo que no toleraría que «las impaciencias juveniles» le llamaran «conservador y reaccionario» y que sostenía al gobierno «a pesar de no hallarme conforme con varias de sus ideas sociales»― para que se concediera al presidente del Poder Ejecutivo la facultad de nombrar y destituir libremente a sus ministros. Su aprobación le permitiría a Pi sustituir a los ministros «intransigentes» por otros del sector «moderado», naciendo así un Gobierno de coalición entre los «centristas» pimargallianos y los «moderados» de Castelar y Salmerón.
La respuesta de los «intransigentes» fue reclamar que las Cortes, mientras se redactaba y aprobaba la nueva Constitución Republicana federal, se constituyeran en Convención, de la que emanaría una Junta de Salud Pública que detentaría el poder ejecutivo. La propuesta fue rechazada por la mayoría de diputados que apoyaba al Gobierno y, a continuación, el 27 de junio, los «intransigentes» presentaron un voto de censura contra el Gobierno, que incluía la paradójica petición de que su presidente Pi y Margall se pasara a sus filas. La crisis se resolvió al día siguiente, como temían los «intransigentes», con un giro a la derecha. Entraron en el gobierno los «demoliberales individualistas» Eleuterio Maisonnave en Estado y Joaquín Gil Berges en Gracia y Justicia y el «demoliberal reformista» José Carvajal en Hacienda, además de reforzar la presencia de los «demosocialistas» pimargallianos con Francisco Suñer en Ultramar y Ramón Pérez Costales en Fomento. El Ministerio de la Gobernación continuó en manos del propio Pi y Margall. Los diputados Francisco Díaz Quintero y Ramón de Cala, «demosocialistas» partidarios del acercamiento a los «intransigentes», declinaron la oferta de Pi y Margall de entrar en el gobierno. La respuesta de los «intransigentes» fue inmediata. El 29 de junio el Centro Republicano Federal Español creaba «un comité de salud pública que [se] sobrepusiese al gobierno y a la Asamblea, cuyos acuerdos no tendrán para nada en cuenta» y que estaba presidido por Roque Barcia.

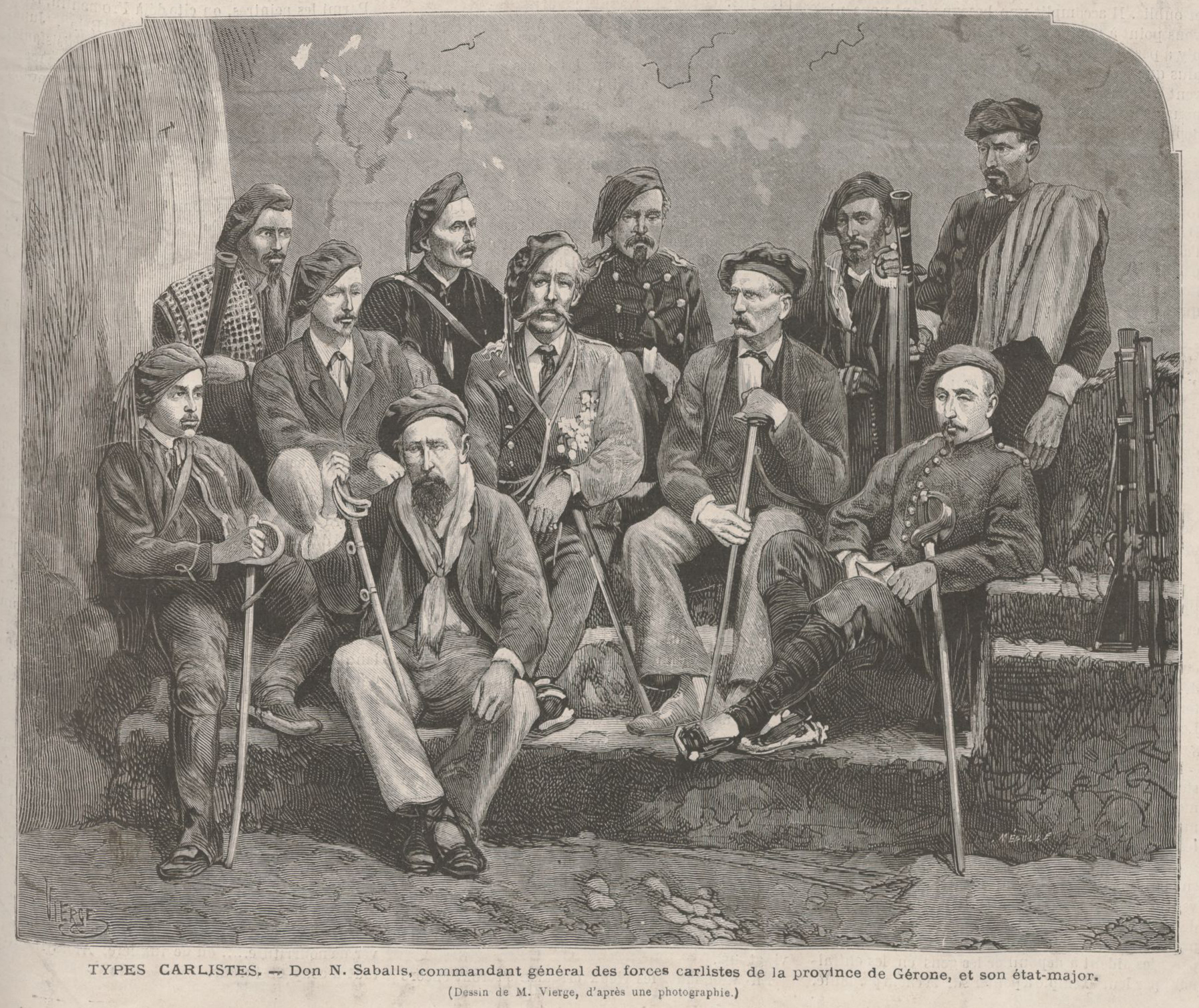
Fotografía en la que aparece Francisco Savalls, jefe de las fuerzas carlistas en Cataluña, junto con su Estado Mayor (Le Monde Illustré, 22 de marzo de 1873).

El 30 de junio, Pi y Margall pidió a las Cortes facultades extraordinarias para acabar con la guerra carlista, aunque limitadas al País vasco-navarro y a Cataluña. Los «intransigentes» se opusieron radicalmente a la propuesta porque la entendían como la imposición de la «tiranía» y la pérdida de la democracia, aunque el Gobierno les aseguró que solo se aplicaría a los carlistas, y no a los republicanos federales. Aprobada la propuesta por las Cortes, el Gobierno publicó un manifiesto en el que, después de justificar los poderes extraordinarios que había recibido, anunció la llamada al Ejército de las quintas y de la reserva, pues «la patria exige el sacrificio de todos sus hijos, y no será liberal ni español, el que no lo haga en la medida de sus fuerzas». El diputado de «centrista» Díaz Quintero, partidario del acercamiento a los «intransigentes», criticó duramente la propuesta porque, según él, se pretendía establecer «una especie de dictadura ilimitada» y lanzó una advertencia: cuando «se coartan los derechos individuales, hay derecho a la insurrección; vosotros lo habéis dicho».
Ese mismo día 30 de junio el gobernador civil de Madrid publicó un bando anunciando que se tomarían medidas excepcionales, como la entrada de la policía en los domicilios particulares «en bien de la seguridad pública» o la reclusión de los vecinos en sus casas ―los que no lo hicieran «serían considerados perturbadores y tratados como tales»―, en caso de alteración del orden público en la capital. Los «intransigentes» lo interpretaron como una provocación y una amenaza directa hacia ellos. Ese mismo día el diario La Igualdad, el periódico más leído e influyente entre los republicanos federales, intentaba calmar los ánimos tras reconocer la existencia de una «gran agitación de las provincias en pro de las reformas». «La tierra de promisión, el juicio final de todas las injusticias y el comienzo de una era de regeneración y de dicha… el sueño de oro, tanto tiempo acariciado, se ha visto realizado al fin: España es República Federal de derecho, y pronto lo será de hecho», afirmaba el diario, aunque advertía a continuación sobre «las desastrosas consecuencias que un desengaño traería en pos de sí».

#### Proyecto de Constitución Federal
En el programa de gobierno que presentó Pi y Margall a las Cortes se señaló como una de sus prioridades la rápida aprobación de la Constitución de la República, por lo que inmediatamente se eligió una comisión de veinticinco miembros encargada de redactar el proyecto. Uno de sus integrantes, el moderado Emilio Castelar, escribió en veinticuatro horas el que sería asumido por el conjunto de la comisión y presentado a las Cortes para su debate. El proyecto no satisfizo ni a los radicales, ni a los constitucionales ni tampoco a los republicanos federales más cercanos a los «intransigentes» que acabarían presentado otro proyecto constitucional como voto particular, pero que acabarían retirando para facilitar el debate de la propuesta de la comisión.

Proyecto de Castelar.
Artículo 42. La soberanía reside en todos los ciudadanos y se ejerce en representación suya por los órganos políticos de la República constituida por medio del sufragio universal. Artículo 43. Estos organismos son: el Municipio; el Estado regional; el Estado federal o Nación.
Voto particular de los diputados Díaz Quintero, Cala y Benot.
Artículo 60. La soberanía reside en el pueblo y se ejerce en representación suya por los organismos de la República: el municipio, el cantón y el Estado. Artículo 61. El pacto de las actuales provincias constituirá el cantón. El pacto de los cantones constituye la Federación. Al Estado Federal corresponde...

En el Proyecto de Constitución Federal de 1873 redactado por Emilio Castelar, este reflejó su concepción de la República como la forma de gobierno más adecuada para que entraran en ella todas las opciones liberales; porque, según su parecer, no se podía conciliar la democracia con la monarquía, como lo había demostrado la experiencia de la «monarquía democrática» de Amadeo I. Para que la República fuera aceptable por las clases conservadoras y medias, era necesario poner fin a lo que Castelar llamaba «demagogia roja», que confundía la república con el socialismo. De ahí que el proyecto de Constitución federal que presentó ante las Cortes fuera, a su entender, una continuación de los principios establecidos en la Constitución de 1869 —de hecho mantuvo su Título I—. Asimismo, su proyecto se basaba en una rígida separación de poderes, todos electivos. Así, el presidente de la República no era elegido por las Cortes, sino mediante unas juntas electorales votadas en cada estado regional; estas emitirían su voto, y el candidato que obtuviera la mayoría absoluta sería proclamado por las Cortes —en caso de que ninguno obtuviera la mayoría absoluta, sería elegido por los diputados entre los dos candidatos con mayor número de votos—. Su función fue la de ejercer el llamado «poder de relación» entre las diferentes instituciones. Los diputados y senadores, por su parte, no podían formar parte del Gobierno, ni este asistir a las reuniones de las Cámaras. En cuanto al poder judicial, se establecía el jurado para todo tipo de delitos. Y, en cuanto a la estructura federal, cada Estado gozaría de «toda la autonomía política compatible con la existencia de la nación», podría dotarse de una Constitución propia —siempre que no fuera contraria a la federal— y tener su propia Asamblea Legislativa. Por último, los municipios elegirían a sus concejales, alcalde y jueces por sufragio universal.
El proyecto de Constitución iba «precedido de un preámbulo en el que se razonan las exigencias a las que intenta responder su articulado». Primero, la de «consolidar la libertad y la democracia conquistadas por la Gloriosa Revolución de Septiembre». Después, la de «indicar una división territorial, que basada en la historia, asegurase la Federación y con ella la unidad nacional». Y, por último, «diluir los poderes públicos de manera que no pudieran confundirse ni mucho menos facilitar el advenimiento de la dictadura». Después del preámbulo venían los 117 artículos de que constaba, organizados en 17 títulos.

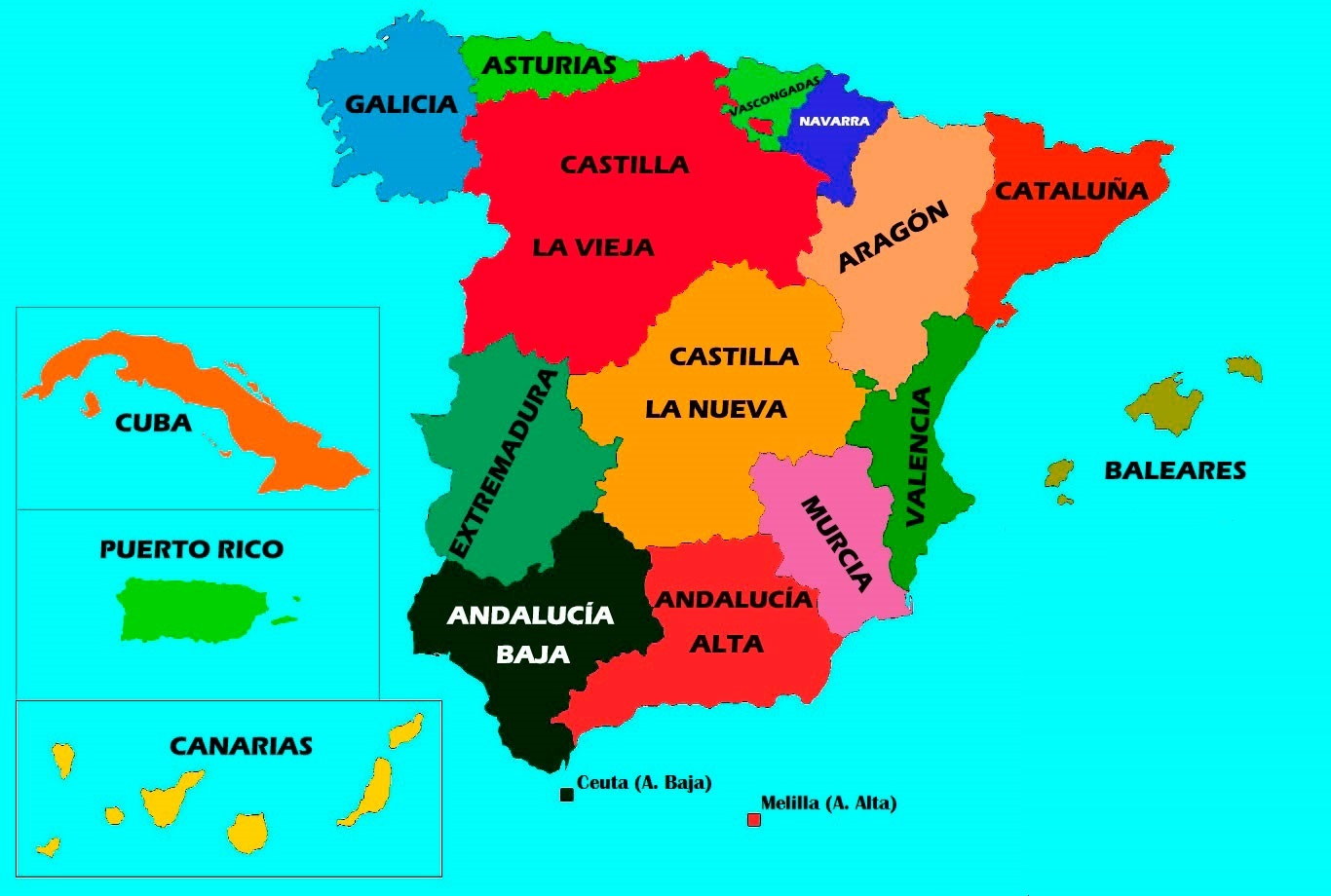
Estados de la Nación Española propuestos en el proyecto de Constitución Federal de 1873. Nótese que el mapa no refleja la República en su conjunto, pues esta incluía, además, la Capitanía General de Filipinas y ciertos territorios en África. Solo se muestran las regiones que, de haber entrado en vigor la Carta Magna, se hubiesen constituido como Estados federados de pleno derecho.

Su artículo más discutido, al que se refirieron la mayoría de las enmiendas que llegaron a debatirse, fue el primero, donde se establecía la división territorial de la República, y en la que se incluyó a Cuba y a Puerto Rico como forma de resolver el problema colonial —añadiéndose más adelante que leyes especiales regularían la situación de las otras provincias ultramarinas—:

Componen la Nación Española los Estados de Andalucía Alta, Andalucía Baja, Aragón, Asturias, Baleares, Canarias, Castilla la Nueva, Castilla la Vieja, Cataluña, Cuba, Extremadura, Galicia, Murcia, Navarra, Puerto Rico, Valencia, Regiones Vascongadas. Los Estados podrán conservar las actuales provincias o modificarlas, según sus necesidades territoriales.

Estos estados tendrían una «completa autonomía económico-administrativa y toda la autonomía política compatible con la existencia de la Nación», así como «la facultad de darse una Constitución política» (artículos 92.º y 93.º).
El proyecto de Constitución preveía en su Título IV, además de los clásicos poderes legislativo, ejecutivo y judicial, un cuarto poder de relación que sería ejercido por el presidente de la República. El poder legislativo estaría en manos de las Cortes federales, compuestas por Congreso y Senado, siendo el Congreso una cámara de representación proporcional, con un diputado «por cada 50 000 almas» que se renovaría cada dos años; y el Senado, una cámara de representación territorial, siendo elegidos cuatro senadores por las Cortes de cada uno de los estados. El poder ejecutivo sería ejercido por el Consejo de Ministros, cuyo presidente sería elegido por el presidente de la República. El poder judicial residiría en el Tribunal Supremo Federal, que se compondría «de tres magistrados por cada Estado de la Federación» (artículo 73) que nunca serían elegidos por el poder ejecutivo ni el legislativo. Además, establecía que todos los tribunales serían colegiados e imponía la institución del jurado para toda clase de delitos. Por último, el poder de relación sería ejercido por el presidente de la República Federal, cuyo mandato duraría «cuatro años, no siendo inmediatamente reelegible», como decía el artículo 81 del proyecto.
El artículo 40 del proyecto disponía: «En la organización política de la Nación española todo lo individual es de la pura competencia del individuo; todo lo municipal es del Municipio; todo lo regional es del Estado, y todo lo nacional, de la Federación». El artículo siguiente declaraba: «Todos los poderes son electivos, amovibles y responsables». Y el artículo 42: «La soberanía reside en todos los ciudadanos, y se ejerce en representación suya por los organismos políticos de la República, constituida por medio del sufragio universal»; debiéndose tener en cuenta que con «sufragio universal», en aquella época, se referían al sufragio masculino, pues las mujeres no tenían derecho de voto.
En cuanto a los derechos y libertades, el proyecto fue una continuación del Título I de la Constitución española de 1869, aunque introducía «algunas innovaciones significativas, como la separación definitiva de Iglesia y Estado y la prohibición expresa de subvencionar cualquier culto. También exigía la sanción civil de los matrimonios, nacimientos y defunciones y se declaraban abolidos los títulos nobiliarios. Se establecía y regulaba con bastante amplitud el derecho de asociación [...]».

#### El inicio de la rebelión cantonal y la dimisión de Pi y Margall

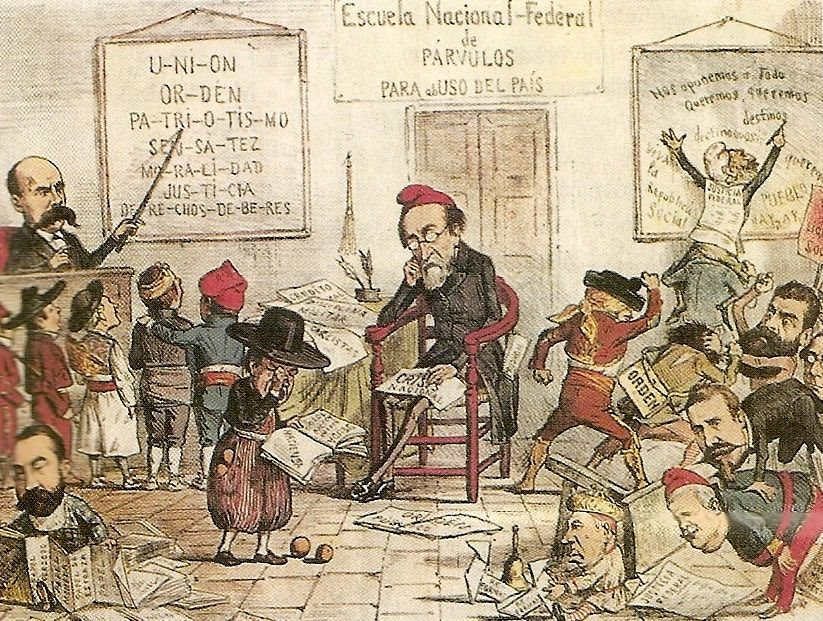
Caricatura de la revista satírica La Flaca en la que aparece en el centro un Pi y Margall medio dormido desbordado por el cantonalismo, representado por figuras infantiles ataviadas con los distintos trajes regionales. En cambio a su derecha Emilio Castelar consigue imponer el orden señalando con un puntero los valores por los que se deben regir: UNIDAD, ORDEN, PATRIOTISMO, MORALIDAD... En la esquina inferior izquierda un Nicolás Salmerón ensimismado permanece ajeno a lo que está sucediendo.

La respuesta de los «intransigentes», identificados como «centro reformista», a la asunción de poderes excepcionales por parte del Gobierno de Pi y Margall y al bando del gobernador civil de Madrid que limitaba las garantías de los derechos individuales fue abandonar las Cortes el 1 de julio. José María Orense, portavoz de los «intransigentes», dijo que «visto lo que sanciona esta Cámara y la conducta del Gobierno, la minoría se retira», y a continuación unos treinta diputados abandonaron el edificio del Congreso. El periódico «intransigente» La Justicia Federal de Roque Barcia, celebró la retirada de la minoría porque con ella «se han salvado la República y España». En el Manifiesto que hicieron público al día siguiente mostraron su determinación «de plantear inmediatamente las reformas que habían venido sosteniendo el Partido Republicano en su incansable propaganda» justificada porque a su juicio:

Separadamente el Gobierno de la República y la mayoría han emprendido en sus últimas determinaciones una marcha funesta, han destruido de un solo golpe el edificio de nuestra propaganda y rasgado la bandera de la libertad y justicia, a cuyo nombre hemos combatido contra tantas reacciones, y no era digno del centro reformista sancionar con su presencia propósitos que, aunque fueran honrados, son de seguro, ciegos, trastornadores y liberticidas.

En las Cortes el diputado «intransigente» José de Navarrete explicó ese mismo día 2 de julio los motivos del retraimiento, acusando al Gobierno de Pi y Margal de falta de energía y de haber contemporizado e incluso claudicado frente a los enemigos de la República Federal. Pi y Margall le contestó en esa misma sesión:

Lo que pretende el Sr. Navarrete y sus epígonos es que el Gobierno debería haber sido un gobierno revolucionario, que debería haberse arrogado una cierta dictadura, dejando de contar con las Cortes Constituyentes. [...] Si la República hubiese venido de abajo-arriba, se habrían constituido los cantones, pero el período habría sido largo, trabajoso y pleno de conflictos, al paso que ahora, por medio de las Constituyentes, traemos la República federal, sin grandes perturbaciones, sin estrépito y sin sangre.

Tras el abandono de las Cortes por los «intransigentes» —que llegaron a considerarse como «los únicos federales genuinos»— el Comité de Salud Pública, presidido por Roque Barcia, hizo un llamamiento a la inmediata y directa formación de cantones. Poco después, el 8 de julio, hizo público un manifiesto específico, redactado por Barcia, para constituir el «cantón de Castilla la Nueva» que incluía Madrid. En él se decía «que si la República realista se amotinase contra este Comité, este Comité se amotinaría contra aquella República amotinada, porque hemos resuelto amotinarnos contra el amotinador». Inmediatamente varios diputados y agentes «intransigentes» partieron de Madrid para alentar la sublevación en diferentes provincias.
Sin embargo, el llamamiento insurreccional no fue secundado —excepto en Cartagena, cuyo cantón fue proclamado el 12 de julio— «ya que fue contenido rápidamente por Pi y Margall». Según Román Miguel González, «el límite de espera y de la confianza de la mayor parte de los federalistas españoles, respecto del espíritu reformista de la Asamblea constituyente no lo marcaban los socialistas jacobinos [los «intransigentes»], sino que el símbolo de que el espíritu reformista se mantenía vivo era la presencia de Pi y Margall al frente del gobierno». De ahí que el movimiento cantonal, la «revolución popular federalista» como lo llama Román Miguel González, no se iniciara realmente hasta después de la caída del gobierno de Pi y Margall. De hecho el periódico republicano catalán La Campana de Gracia había publicado el 29 de junio una caricatura en la que se veía a Pi y Margall de guardagujas evitando que el tren de la «República Democrática Federal» descarrilara. El pie de la imagen decía (en catalán): «Tengamos confianza en el guardagujas que él nos conducirá por el buen camino».
Pi y Margall condenó la vía insurreccional que propugnaban los «intransigentes» para poner en práctica el federalismo pactista «de abajo arriba», que él mismo había defendido, porque estaba pensada para una ocupación del poder «por medio de una revolución a mano armada» no para una «República [que] ha venido por el acuerdo de una Asamblea, de una manera legal y pacífica». Una insurrección no tenía razón de ser en la medida en que había «una Asamblea soberana, producto del sufragio universal, y pueden todos los ciudadanos emitir libremente sus ideas, reunirse y asociarse», dijo Pi y Margall.
Un problema añadido para Pi y Margall fue la marcha de la tercera guerra carlista, ya que los partidarios de don Carlos ocupaban amplias zonas de las Vascongadas, Navarra y Cataluña, salvo las capitales, y extendían su acción por Aragón, Valencia y otras regiones a través de partidas, mientras que el pretendiente Carlos VII —que había entrado en España el 16 de julio— había formado en Estella un embrión de Estado con su propio gobierno, que comenzaba incluso a acuñar moneda y emitir sellos para su propio servicio de correo. Sin olvidar que la guerra de Cuba continuaba, otro foco de conflicto para el gobierno de Pi y Margall fue la Revolución del Petróleo que se había iniciado en Alcoy el 7 de julio con una huelga en la industria papelera.
A raíz de los acontecimientos de Alcoy y, sobre todo, de Cartagena, el centro-derecha «demoliberal reformista» de Salmerón y sobre todo la derecha «demoliberal individualista» de Castelar (contando esta última con el apoyo de la extrema derecha monárquica y republicana unitaria y atemorizada por el fantasma de la Comuna de París) iniciaron, según Román Miguel González, una campaña de «acoso y derribo al gobierno de Pi y Margall» alertando sobre la «amenaza socialista» y defendiendo la constitución de un «gobierno fuerte y enérgico» que tuviese como prioridad el orden público. La presión la tenía Pi y Margall dentro de su propio gobierno porque los tres ministros «demoliberales» encabezados por el «individualista» Eleuterio Maisonnave no sólo exigían que se tomaran medidas represivas enérgicas sino que atacaban directamente al presidente al que acusaban de connivencia con los cantonales.
Pero Pi y Margall, apoyado por los ministros «demosocialistas», se negó a aplicar las medidas de excepción, que incluían la suspensión de las sesiones de las Cortes, porque confiaba en que la rápida aprobación de la Constitución federal y la vía del diálogo ―la "guerra telegráfica" que ya le funcionó cuando la Diputación de Barcelona intentó proclamar el Estado catalán el 9 de marzo― haría entrar en razón a los sublevados. No obstante, Pi y Margall no dudó en reprimir a los sublevados como lo prueba el telegrama que envió como ministro de la Gobernación a todos los gobernadores civiles el 13 de julio, nada más tener conocimiento de la proclamación en Cartagena del Cantón Murciano el día anterior:

[...] Obre V.S. en esa provincia enérgicamente. Rodéese de todas las fuerzas de que disponga, principalmente de las de "Voluntarios" y sostenga el orden a todo trance. Los de Madrid, con todos los comandantes sin excepción, han ofrecido su apoyo a las Cortes y al gobierno para salvar la República federal. Las insurrecciones carecen hoy de toda razón de ser puesto que hay una Asamblea soberana, producto del sufragio universal y pueden todos los ciudadanos emitir libremente sus ideas, reunirse y asociarse. Cabe proceder contra ellas con rigurosa justicia. V.S. puede obrar sin vacilación y con perfecta conciencia.

La política de Pi y Margall de combinar la persuasión y la represión para acabar con la rebelión cantonal se aprecia también en las instrucciones que dio al general republicano Ripoll en su cometido de acabar con la rebelión cantonal en Andalucía al frente de un ejército de operaciones con base en Córdoba compuesto por 1677 infantes, 357 caballos y 16 piezas de artillería:

Confío tanto en la prudencia de Vd. como en su temple de alma. No entre en Andalucía en son de guerra. Haga Vd. comprender a los pueblos que no se forma un ejército sino para garantizar el derecho de todos los ciudadanos y hacer respetar los acuerdos de la Asamblea. Tranquilice Vd. a los tímidos, modere a los impacientes; manifiésteles que con sus eternas conspiraciones y frecuentes desórdenes están matando a la República. Mantenga siempre alta su autoridad. Apele, ante todo, a la persuasión y al consejo. Cuando no basten no vacile en caer con energía sobre los rebeldes. La Asamblea es hoy el poder soberano

El 15 de julio Pi y Margall pidió a las Cortes que se discutiera y aprobara rápidamente la nueva Constitución para así frenar la extensión de la rebelión cantonal. Dos días después, el 17 de julio, se dio lectura al Proyecto de Constitución Federal de la República Española que había redactado en 24 horas Emilio Castelar, aunque los tres diputados «demosocialistas» cercanos a los  «intransigentes» que eran miembros de la Comisión constitucional presentaron un proyecto alternativo, aunque lo retiraron para no dificultar los debates. Ante el acoso al que estaba siendo sometido dentro incluso de su propio gobierno, Pi y Margall intentó formar uno nuevo que agrupara a todos los sectores de la Cámara, incluido el formado por diputados «intransigentes» no implicados en la insurrección de Cartagena y que habían vuelto a la Cámara rompiendo el retraimiento, para lo que pidió el voto de confianza, pero el resultado le fue adverso al obtener el apoyo de solo 93 diputados, frente a los 119 que obtuvo el «demoliberal reformista» Nicolás Salmerón. Lo que había sucedido era que como la política de Pi y Margall de «persuasión y represión» no había conseguido detener la rebelión de Cartagena, el sector «moderado» ―contando también con el apoyo de la extrema derecha no republicana federal― había votado a favor de Nicolás Salmerón. Al día siguiente Pi y Margall dimitió, tras 37 días de mandato. En su despedida Pi Margall afirmó que su política había sido objeto «no ya de censuras, sino de ultrajes y calumnias».
Mes y medio después de haber dimitido, y cuando las Cortes estaban a punto de suspenderse a propuesta del nuevo presidente del Poder Ejecutivo Emilio Castelar, Pi y Margall explicó a la Cámara por qué en aquellos momentos había defendido la construcción federal de «arriba a abajo», y no de «abajo a arriba» como siempre lo había hecho, y por lo que algunos le habían acusado de haber sido el promotor ideológico de la rebelión cantonal:

Desde los bancos de la oposición había yo tenido el valor, estando en armas mis correligionarios, de declarar que la insurrección dejaba de ser un derecho y pasaba a ser un crimen desde el instante en que el libre pensamiento podía realizarse por medio del sufragio universal; desde el banco ministerial había sostenido que la insurrección no sólo era un crimen, sino el más grande de los crímenes bajo el régimen de la libertad, porque los demás afectan sólo intereses privados, y el de rebelión afecta a los altos intereses de la sociedad y de la patria.
 Han atribuido algunos estas acusaciones al hecho de haber predicado que la República federal debe venir de abajo arriba y no de arriba abajo. Es cierto: yo había defendido esa doctrina, y la había sostenido y la había acariciado; pero teniendo en cuenta la unidad de la Patria, y deseando que no se la quebrantara ni por un solo momento, hablaba siempre de la necesidad de un poder central para que mientras se constituyeran en estados las provincias. Abandoné después esa teoría. ¿Por qué? Porque yo no soy árbitro de la marcha de los acontecimientos, porque yo sostenía esta teoría en el concepto de que mi partido viniese a ocupar el poder por medio de una revolución a mano armada. Habría sido entonces natural que la revolución se hiciese de abajo arriba; pero la República ha venido por el acuerdo de una Asamblea, de una manera legal y pacífica. Fui yo el primero que al redactar la proposición por la cual se proclamba la República como forma de gobierno, acepté que unas Cortes Constituyentes viniesen a definir y a organizar la República.

### Gobierno de Nicolás Salmerón

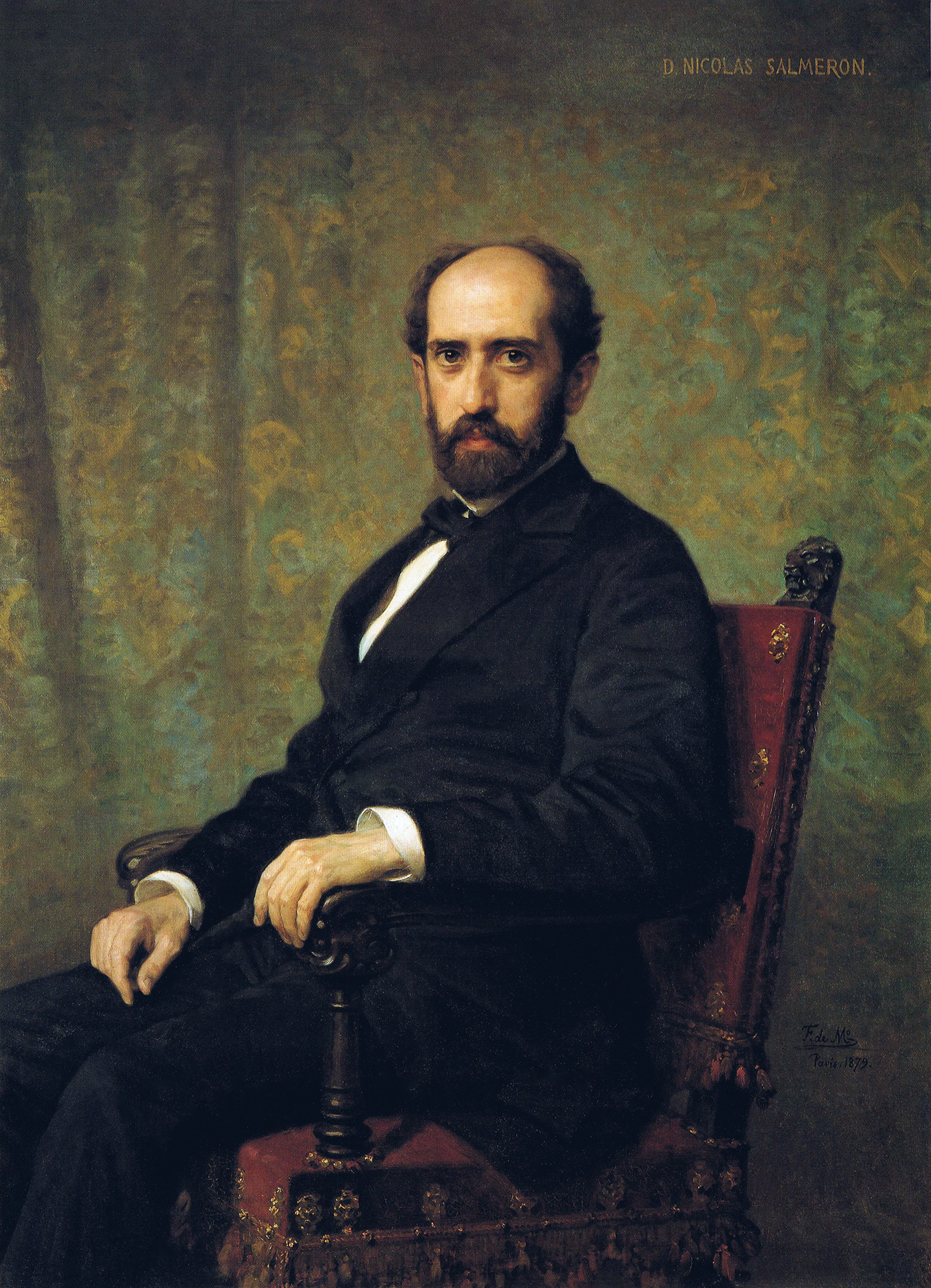
Nicolás Salmerón Alonso, tercer presidente del Poder Ejecutivo de la República.

El nuevo presidente del Poder Ejecutivo Nicolás Salmerón era un «moderado» que defendía la transición gradual hacia la república federal. El lema de su gobierno fue «imponer a todos el imperio de la ley» y situó como prioridad acabar con la rebelión cantonal, para después ocuparse de los carlistas. En su discurso de investidura dijo sobre los cantonales

…que han llevado sus torpes propósitos, […] su obcecación, su verdadero delirio, que toca en el paroxismo, a declarar estados independientes y erigirse en cantones, rompiendo la unidad de la patria, algunos de ellos profanando la noble investidura del diputado, […] ofendiendo la majestad de estas Cortes Constituyentes y haciendo punto menos que imposible la obra de la federación.

#### La extensión y represión de la rebelión cantonal
El historiador Ramón Miguel González ha señalado que la caída de Pi y Margall provocó «lo que no había conseguido el movimiento jacobino-socialista [es decir, los «intransigentes»]. Se lanzó la Revolución popular federalista para hacer lo que no había llevado a cabo la Asamblea, aunque reconociendo su autoridad: la organización federal del Estado que daría paso a las reformas sociales». Esas masas federales que protagonizaron la rebelión se nutrieron de «un imaginario que estaba constituido por una cultura política sincrética, federal-socialista, que permitió la convergencia de aspiraciones plurales, jacobinas, internacionalistas, en una red compartida de clubs y casinos, donde se debatía la naturaleza de la oposición al orden establecido».

Focos de la sublevación cantonal (sobre las fronteras autonómicas actuales). Aunque aparecen en el mapa, en las localidades de Toro, Jumilla, Loja, y Jerez de la Frontera no está documentado que allí se proclamaran cantones. En Écija el cantón no llegó a proclamarse por la rápida intervención del capitán general Domingo Ripoll. En el caso de Alcoy, no fue una insurrección cantonal sino una insurrección obrera «internacionalista» dirigida por la FRE-AIT. Faltarían en el mapa las localidades de Arjona y Linares, donde sí se proclamaron cantones.

En efecto, a partir del 19 de julio la rebelión cantonal se extendió fuera de Cartagena porque muchos republicanos federales, no sólo los «intransigentes», pensaron que con Nicolás Salmerón al frente del gobierno sería imposible ni siquiera alcanzar la República Federal «desde arriba», con lo que a través de la vía de la insurrección cantonal conseguirían finalmente instaurar «desde abajo» La Federal, proclamada el 8 de junio por las Cortes Constituyentes. El mismo Pi y Margall así lo constató meses después de haber perdido el gobierno: «A mi caída, era natural no solo que la insurrección creciera, sino también que se me tomara como pretexto para legitimarla y difundirla». Jorge Vilches ha propuesto una interpretación algo diferente: «La rebelión no se produjo durante los últimos días de Pi y Margall ―blando con los cantonales―, sino cuando se supo que Salmerón formaría un Gobierno dispuesto a no tolerar rebeliones ni indisciplinas».
Entre el 19 y el 23 de julio el movimiento cantonal se generalizó por las regiones de Andalucía, de Murcia y de Valencia, e incluso por las provincias de Salamanca y Ávila, lo que añadido al conflicto carlista, supuso que en treinta y dos provincias había focos rebeldes levantados en armas. Así lo comunicó Santiago Soler y Pla, ministro de Estado de Estado del Gobierno de Salmerón, en una circular a los embajadores españoles: en el momento de constituirse el nuevo gobierno treinta y dos provincias «alzaban bandera de insurrección».
No hubo un centro organizativo de la rebelión sino «lo que prevaleció», como ha destacado María Victoria López-Cordón Cortezo, «fue la iniciativa de los federales locales, que se hicieron dueños de la situación en sus respectivas ciudades». Con la excepción de Cartagena, «los emisarios de Madrid no tuvieron demasiada influencia, ni en el inicio ni en el desarrollo de los acontecimientos», ha advertido Ester García Moscardó. Florencia Peyrou es aún más contundente: «el comité [de salud pública] madrileño no tuvo una influencia decisiva en el desarrollo de los acontecimientos y tampoco los agentes que se habían desplazado a algunos puntos». «El malestar y los planes revolucionarios, por tanto, eran previos, y respondían al ansia de reformas y a la desconfianza que los federales locales (un conglomerado interclasista integrado por pequeños comerciantes e industriales, profesionales liberales, trabajadores, jornaleros y artesanos) sentían hacia los republicanos en el poder. Los estallidos se materializaron en función de las dinámicas sociopolíticas de cada localidad. [...] Se trataba de sectores que veían en la organización federal del país el advenimiento de la emancipación y la justicia, la armonía y el progreso». Aunque hubo casos como el del cantón de Málaga en que las autoridades locales fueron las que encabezaron la sublevación, en la mayoría se formaron juntas revolucionarias —algunas bajo la denominación de comités de salud pública—, «siguiendo la arraigada tradición juntista vinculada a la cultura de la insurrección que provenía del soberanismo gaditano».

Bandera cantonal.

Según Jorge Vilches, «puntos comunes en las declaraciones cantonales fueron la abolición de impuestos impopulares, como los consumos y el estanco de tabacos y sal, la secularización de los bienes del clero, el establecimiento de medidas favorables a los trabajadores, el indulto a presos por delitos contra el Estado, la sustitución del Ejército por la milicia y la formación de comités o juntas de salud pública».
Que hubiera lugares en los que, a pesar de tener una fuerte implantación republicana federal, no se produjera ningún conato insurreccional o este fracasara ―como Barcelona, Jerez de la Frontera, Córdoba o Valladolid―, se debió, según Gloria Espigado, «a dos circunstancias fundamentales no excluyentes: el cantonalismo no sale adelante en poblaciones que sufren el hostigamiento carlista más de cerca y, por otra parte, resulta un obstáculo insalvable el hecho de encontrar fuerza militar resistente en la localidad». Esta última sería la circunstancia que explicaría el fracaso de la insurrección en Jerez de la Frontera o en Córdoba. La primera sería la que explicaría la inexistencia del movimiento cantonal en Cataluña. Pere Gabriel apunta un segundo factor: «el peso [en Cataluña] del republicanismo moderado y hasta qué punto un sector relevante de la intransigencia huía del alboroto y el desorden».

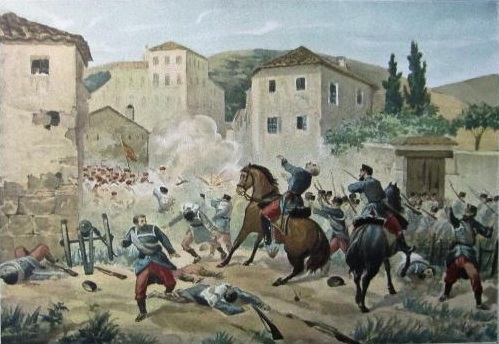
Grabado que reproduce la batalla de Alpens del 9 de julio de 1873 en la que los carlistas derrotaron a las fuerzas gubernamentales. La noticia causó una honda conmoción entre los republicanos federales catalanes.

El lema del Gobierno de Salmerón fue el «imperio de la ley», lo que suponía que, para salvar la República había que acabar con carlistas y cantonales. Para sofocar la rebelión cantonal, tomó medidas duras, como destituir a los gobernadores civiles, alcaldes y militares que habían apoyado de alguna forma a los cantonalistas; a continuación, nombró a generales contrarios a la República Federal como Manuel Pavía o Arsenio Martínez Campos —lo que no le importó, pues lo prioritario era restablecer el orden— para que mandaran las expediciones militares a Andalucía y a Valencia, respectivamente. Además, movilizó a los reservistas, aumentó la Guardia Civil con 30 000 hombres y nombró delegados del Gobierno en las provincias con las mismas atribuciones que el Ejecutivo. Autorizó a las Diputaciones a imponer contribuciones de guerra y a organizar cuerpos armados provinciales, y decretó que los barcos en poder de los cantonales de Cartagena se consideraran piratas —lo que suponía que cualquier embarcación podía abatirlos, estuviera en aguas españolas o no—. Gracias a estas medidas, fueron sometidos uno tras otro los distintos cantones, excepto los de Málaga y Cartagena.

#### La dimisión de Nicolás Salmerón

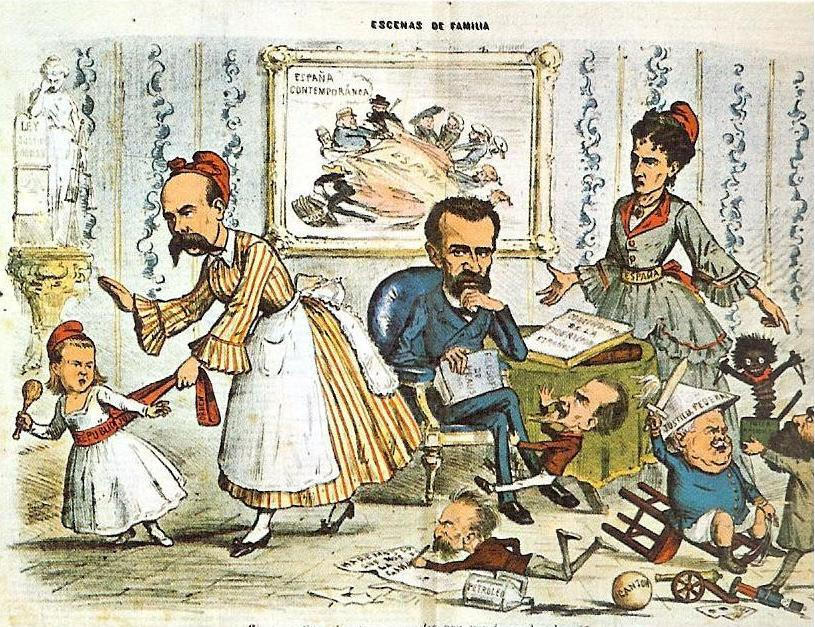
Caricatura de la revista La Flaca titulada "Escenas de familia". En el centro aparece un Nicolás Salmerón meditando (en la mano derecha sostiene un libro titulado Filosofía de Krause) que es reprendido por una señora que representa a España, mientras unos niños alborotan a sus pies sin que este les diga nada (son los líderes del cantón de Cartagena: Roque Barcia, el general Juan Contreras y Antonete Gálvez). A su derecha Emilio Castelar intenta sujetar a una niña rebelde que representa a la República.

La mayoría que apoyaba al gobierno de Nicolás Salmerón empezó resquebrajarse cuando la derecha republicana, encabezada por Emilio Castelar, exigió que se suspendiesen temporalmente las sesiones de las Cortes ―y se gobernase por decreto― y que se restableciesen las Ordenanzas militares españolas, incluida la pena de muerte, con el fin de asegurar que los oficiales fueran obedecidos por la tropa. Una reivindicación de los mandos militares ya que seguían siendo frecuentes los casos de indisciplina que en alguna ocasión se habían saldado con el asesinato del oficial al mando. Este problema se puso en evidencia el 1 de septiembre cuando casi un centenar de jefes y oficiales se negaron a ir a Cataluña, con la misión de restaurar la disciplina de varios batallones, si no se restablecían las ordenanzas, alegando que sin ellas carecían de autoridad. Encontraron el apoyo de varios centenares de jefes y oficiales y formaron una comisión que se presentó ante las Cortes el 5 de septiembre, siendo recibidos por Salmerón, a pesar de las protestas de los diputados del «centro» e «intransigentes». Salmerón les dijo que se atuvieran a lo que había decidido la Asamblea.
Entonces Emilio Castelar presentó una propuesta a favor de una política más «enérgica» para acabar con la insurrección que consiguió el apoyo de unos 130 diputados, mientras que el grupo «demoliberal reformista» que apoyaba a Salmerón se mostró dividido sobre la suspensión temporal de las sesiones de la Asamblea ―el propio Salmerón y otros miembros del gobierno la apoyaron mientras que diputados de su grupo se oponían―, pero rechazó, Salmerón incluido, el restablecimiento de las ordenanzas militares que incluía la pena de muerte. El centro-izquierda también se opuso a la suspensión de las sesiones de la Asamblea y al restablecimiento de la pena de muerte y acusó a la nueva mayoría que se estaba formando en torno a Castelar de «falta de federalismo». Además, Salmerón también se oponía a recuperar el Cuerpo de artillería, desmantelado durante el reinado de Amadeo I. La división del gobierno de Salmerón sobre estas cuestiones quedó patente en la reunión que mantuvo el 2 de septiembre durante la cual los ministros mantuvieron una acalorada discusión sin que se alcanzara ningún acuerdo.
El 6 de septiembre Nicolás Salmerón dimitía de la presidencia del Poder Ejecutivo, a pesar de que Emilio Castelar intentó convencerle para que no lo hiciera —lo único que consiguió fue aplazarla un día—. El motivo inmediato de la dimisión fue no tener que firmar las sentencias de muerte de ocho soldados que en Barcelona se habían pasado al bando carlista, porque Salmerón era contrario a la pena de muerte. Sin embargo, Jorge Vilches, en una obra publicada en 2023 ha considerado un mito que Salmerón dimitiera por eso. José Barón Hernández, por su parte, ha afirmado que en la decisión también pudo pesar la conducta del general Pavía de continuo desafío a su autoridad, y la presión que estaba ejerciendo para atacar Málaga a lo que se oponía el ministro de la Guerra Eduardo Palanca. Román Miguel González añade un tercer motivo que considera el fundamental: «Era claro que su gobierno estaba cada vez más mediatizado por el apoyo de una mayoría hegemonizada por la derecha y con la que se mostraban crecientemente disconformes destacados miembros de su grupo de centro-derecha». Jorge Vilches, por el contrario, afirma que la presión provenía del centro-izquierda, representado por el ministro Palanca. «El daño para la República fue enorme, porque en ocho meses el nuevo régimen había liquidado a tres de sus cuatro líderes», ha señalado Jorge Vilches.
La fórmula utilizada por Salmerón para dimitir fue la siguiente:

No creyéndome en las graves circunstancias presentes, con la representación adecuada las imperiosas exigencias de la opinión pública para salvar la situación que el país atraviesa, cumplo el deber de resignar ante las Cortes Constituyentes el cargo de Presidente del Poder Ejecutivo que se designaron conferirme el 18 de julio último.

En la sesión de las Cortes del 6 de septiembre, en que se discutió la dimisión de Nicolás Salmerón y el nombramiento de Emilio Castelar para sustituirle, Pi y Margall, que estaba recuperando apoyos a su programa «centrista» de Orden y Reformas, realizó una dura crítica sobre la forma como se había reprimido la rebelión cantonal:

El Gobierno ha vencido a los insurrectos, pero ha sucedido lo que yo temía: han sido vencidos los republicanos. ¿Lo han sido los carlistas? No. Ínterin ganabais vitalidad en el mediodía, los carlistas la ganaban en el norte. [...] Yo no hubiese apelado a vuestros medios, declarando piratas a los buques de que se apoderaron los federales; yo no hubiese permitido el que naciones extranjeras, que ni siquiera nos han reconocido, viniesen a intervenir en nuestras tristísimas discordias. Yo no hubiese bombardeado Valencia. Yo os digo que, por el camino que seguís es imposible salvar la República, porque vosotros desconfiáis de las masas populares y sin tener confianza en ellas, es imposible que podáis hacer frente a los carlistas

Le contestó Eleuterio Maisonnave, de la derecha, que esas «masas» estaban ahora «tranquilas» y que en las ciudades que habían vivido la rebelión cantonal como Valencia, Cádiz o Sevilla, ya «no hay temor alguno».

### Gobierno de Emilio Castelar

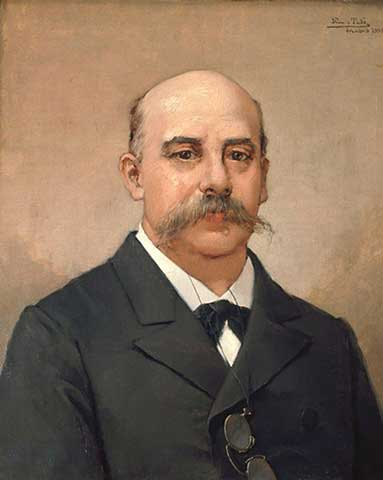
Emilio Castelar, cuarto presidente del Poder Ejecutivo de la Primera República española.

El 7 de septiembre de 1873, al día siguiente de la dimisión de Salmerón, fue investido por las Cortes para ocupar la Presidencia del Poder Ejecutivo Emilio Castelar. Recibió el apoyo no sólo de los diputados de la derecha sino también del centro-derecha de Salmerón ―consiguió 133 votos y Pi y Margall 67―. Salmerón pasó a ocupar la presidencia de las Cortes y Castelar incluyó en el gobierno que formó a continuación, junto a miembros de su grupo como Maisonnave o Gil Bergés, a dos destacados miembros del centro-derecha, Carvajal y Pedregal. Por eso su gobierno ha sido calificado «de conciliación ―o mejor de reconciliación― de la mayoría de derecha y centro-derecha». 
Durante un acalorado debate que había tenido lugar en las Cortes el 30 de julio Castelar había dicho lo siguiente:

Yo amo con exaltación a mi patria, y antes que a la libertad, antes que a la República, antes que a la federación, antes que a la democracia, pertenezco a mi idolatrada España y me opondré siempre, con todas mis fuerzas, a las más pequeña, a la más mínima desmembración de este suelo que íntegro recibimos de las generaciones pasadas y que íntegro debemos delegar a las generaciones venideras.

En el discurso de presentación del nuevo Gobierno ante las Cortes, Castelar dijo que su ministerio representaba «la libertad, la democracia, la República... pero además somos la federación sin romper la unidad de la patria». De esta forma resumía su concepción de la República como la forma de gobierno en la que debían caber todas las opciones liberales, incluidas las conservadoras. Lo cierto es que Castelar había quedado hondamente impresionado por el «desorden» causado por la rebelión cantonal, que, cuando asumió la presidencia del Poder Ejecutivo, estaba prácticamente acabada, con la excepción de los cantones de Málaga y de Cartagena. Mucho más tarde dio una visión muy personal de lo que había sucedido, en la que se fundamentaría el mito de que los cantonales querían romper la unidad de España:

Hubo días de aquel verano en que creíamos completamente disuelta nuestra España. La idea de la legalidad se había perdido en tales términos que un empleado cualquiera de Guerra asumía todos los poderes y lo notificaba a las Cortes, y los encargados de dar y cumplir las leyes desacataban las sublevándose o tañendo arrebato contra la legalidad. No se trataba allí, como en otras ocasiones, de sustituir un Ministerio existente ni una forma de Gobierno a la forma admitida; tratábase de dividir en mil porciones nuestra patria, semejantes a las que siguieron a la caída del califato de Córdoba. De provincias llegaban las ideas más extrañas y los principios más descabellados. Unos decían que iban a resucitar la antigua corona de Aragón, como si las fórmulas del Derecho moderno fueran conjuros de la Edad Media. Otros decían que iban a constituir una Galicia independiente bajo el protectorado de Inglaterra. Jaén se apercibía a una guerra con Granada. Salamanca temblaba por la clausura de su gloriosa universidad y el eclipse de su predominio científico [...] La sublevación vino contra el más federal de todos los Ministerios posibles, y en el momento mismo en que la Asamblea trazaba un proyecto de Constitución, cuyos mayores defectos provenían de la falta de tiempo en la Comisión y de la sobra de impaciencia en el Gobierno.

Solo dos días después de haber sido investido presidente del Poder Ejecutivo, Castelar consiguió de las Cortes la concesión de facultades extraordinarias, iguales a las pedidas por Pi y Margall para el País Vasco y Navarra y para Cataluña para combatir a los carlistas, pero ahora extendidas a toda España para acabar tanto con la guerra carlista como con la rebelión cantonal. El siguiente paso fue proponer la suspensión de las sesiones de las Cortes, lo que supondría paralizar la discusión y la aprobación del proyecto de Constitución federal, para lo que Castelar tuvo que emplearse a fondo y poner en juego todo su prestigio personal como «gran tribuno de la Democracia». El 18 de septiembre la propuesta fue aprobada con los votos de los republicanos federales «moderados» y la oposición de los «centristas» de Pi y Margall y de los «intransigentes» que habían vuelto a la Cámara ―fueron 124 votos a favor y 68 en contra―. Así, las Cortes quedaron suspendidas desde el 20 de septiembre de 1873 hasta el 2 de enero de 1874.
La intervención de Pi y Margall en el debate del 18 de septiembre se había centrado en exigir que las sesiones continuaran hasta que se aprobara la Constitución, alegando que los «períodos de interinidad son peligrosos y ocasionados a turbulencias y desórdenes». Además Pi afirmó que la pretensión de incorporar a la República a los constitucionales y a los radicales era una «ilusión», porque los «partidos en España serán siempre partidos, y tenderán siempre a alcanzar el poder por los medios que puedan». También acusó a Castelar de quebrantar la ley, a lo que este le respondió que había sido Pi quien la había infringido en su momento, cuando el 23 de abril disolvió la Comisión Permanente de la Asamblea Nacional, a lo que él se opuso. Los otros diputados que también se manifestaron contrarios a la suspensión argumentaron que esta suponía la muerte de la República porque se impedía que el proyecto constitucional fuera discutido ―así lo entendieron también los periódicos de la derecha que, por el contrario, se alegraban del fin de la «utopía federalista» y del inicio de «la dictadura civil» de Castelar «por espacio de cien días»; «despotismo ministerial» lo llamó el propio Castelar―. Castelar les respondió que el problema no era ese:

Aquí el problema político está en demostrar que con la República hay orden, hay autoridad, hay respeto a la ley, hay castigo para el criminal, hay guerra para los pronunciamientos, hay horror a la anarquía; y que la República puede crear una sociedad fuerte, un Estado respetado dentro de la federación, dentro de la libertad y dentro de los intereses de la integridad, unidad y prosperidad de la Patria.

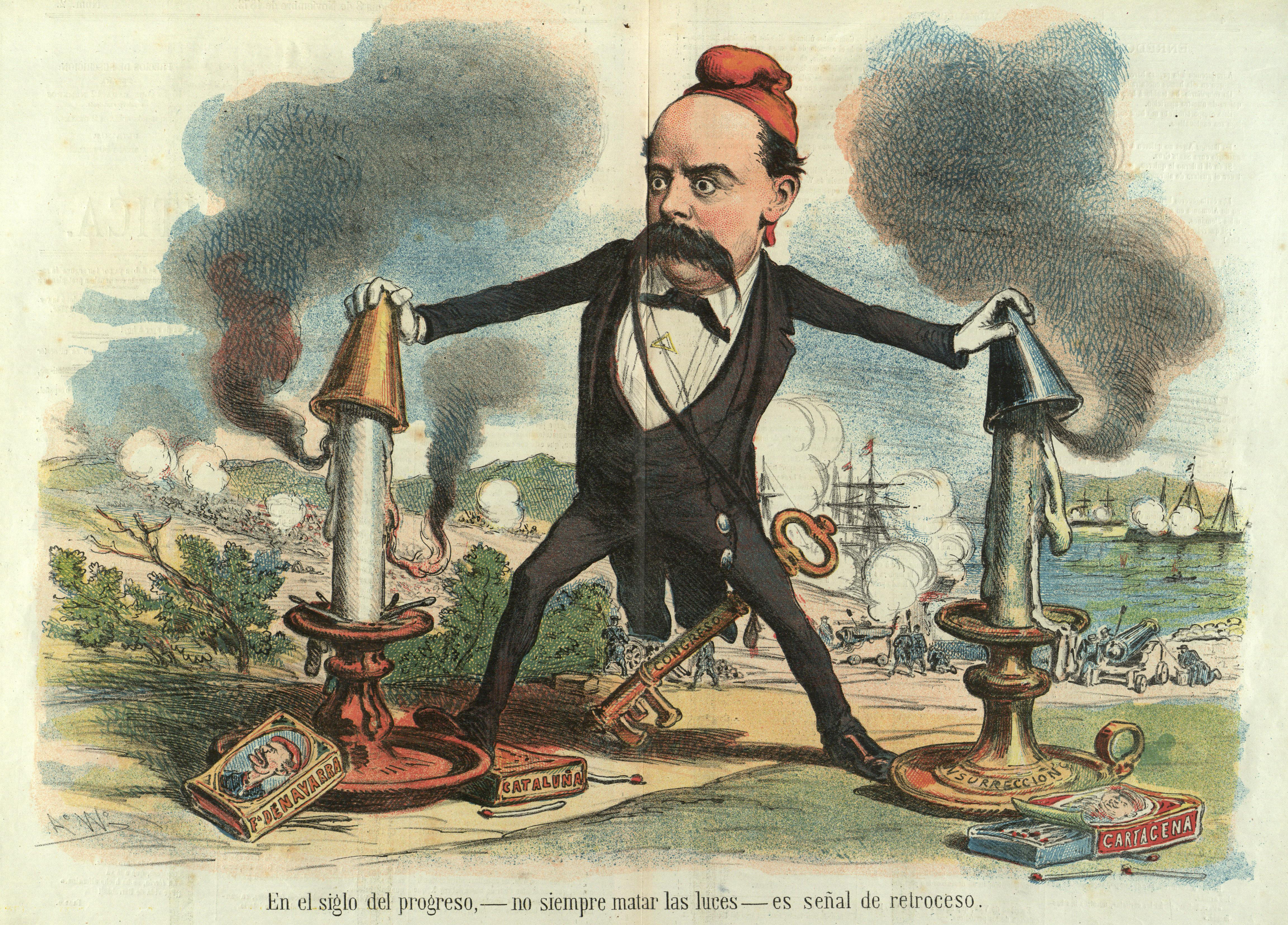
Caricatura de Tomás Padró Pedret publicada en La Madeja Política el 8 de noviembre de 1873, con el título "En el siglo del progreso - no siempre matar las luces - es señal de retroceso". Aparece Emilio Castelar, tocado con el gorro frigio (símbolo de la República), apagando dos cirios que representan la guerra carlista y la rebelión cantonal. Colgando del cinturón lleva la llave del Congreso cuyas sesiones se han suspendido a propuesta suya. Al fondo la flota cantonal bombardeando la costa, siendo respondida por la artillería gubernamental.

Los poderes extraordinarios que obtuvo Castelar y la suspensión de las sesiones de las Cortes le permitieron gobernar por decreto, facultad que utilizó inmediatamente para reorganizar el cuerpo de artillería disuelto hacía unos meses ―al final del reinado de Amadeo I―, llamar a los reservistas y convocar una nueva leva con lo que consiguió un ejército de 200 000 hombres, y el lanzamiento de un empréstito de 100 millones de pesetas para hacer frente a los gastos de guerra. También incorporó 35 000 nuevos guardias civiles y reorganizó y militarizó la milicia ciudadana y la purgó de federalistas.
Además Castelar recuperó las ordenanzas militares que se aplicarían con todo rigor, incluida la pena de muerte «establecida en todos los códigos militares en todos los códigos militares del mundo sin excepción», argumentó Castelar, y estableció la imposición de multas de 5000 pesetas a las familias cuyos hijos desertaran. También promulgó varios decretos que limitaban los derechos y las libertades ciudadanas, como la prohibición de ausentarse de una localidad sin la preceptiva cédula oficial de identificación o la prohibición a los periódicos de publicar noticias sobre la rebelión que no fueran las notas oficiales. Según Román Miguel González, «supuso la promulgación de un auténtico Estado de excepción en todo el país». Esta política fue muy celebrada por los periódicos de la derecha, aunque desconfiaban de Castelar porque seguía definiéndose como «republicano federal». Con todas estas medidas, Castelar se propuso cumplir el programa que había presentado ante Cortes para acabar con la rebelión cantonal y con la guerra carlista: «para sostener esta forma de gobierno necesito mucha infantería, mucha caballería, mucha artillería, mucha Guardia civil y muchos carabineros».
Tras la suspensión de las Cortes, Castelar inició también su proyecto de acercamiento a las clases conservadoras, sin cuyo apoyo, según él, la República no podría perdurar, ni siquiera alcanzar la estabilidad política para poder hacer frente a las tres guerras civiles en que estaba envuelta —la de Cuba, la carlista y la cantonal—. Es significativo que tras la constitución de su gobierno destacados dirigentes del período amadeísta, como el general Serrano o Práxedes Mateo Sagasta, regresaran a España para reconstruir el Partido Constitucional y el Radical, con la intención de presentarse a las elecciones en cuanto fueran convocadas. En aquel momento había vacantes unos ochenta escaños de las Cortes. Castelar siempre había defendido que la República no debía ser obra exclusivamente de los republicanos federales, sino que debía incluir a todos los partidos «para que la República venga a ser de todos, para todos y por todos». En uno de sus discursos ante la Cámara Castelar había dicho: «Quiero probar que la autoridad es compatible con la República, y el orden con la libertad», única política posible porque «la Europa entera nos mira con desconfianza».
El 29 de septiembre, la junta directiva del Partido Constitucional, reunida en Madrid, aprobó la propuesta de Práxedes Mateo Sagasta, el almirante Topete y Manuel Alonso Martínez de dar su apoyo incondicional al Gobierno de Castelar. Esto provocó la salida del partido, para ingresar en el círculo alfonsino de Madrid, de Francisco Romero Robledo, Adelardo López de Ayala y de Cristóbal Martín de Herrera.
En cuanto al cantón de Málaga, la situación de impasse que se vivía como resultado del pacto no escrito que había sellado el gobierno anterior con el gobernador civil y líder de los cantonales malagueños Sorlier por el que se permitía su semiindependencia de facto —lo que incluía que no habría fuerzas del Ejército en la capital malagueña—, a cambio de que reconociera plenamente la autoridad del Gobierno de Madrid, se resolvió finalmente cuando Sorlier solicitó al gobierno de Castelar, y éste lo aceptó, abandonar Málaga con sus hombres para ir al norte a luchar contra los carlistas. Pero cuando llegaron a Madrid cometieron todo tipo de desmanes, lo que decidió a Castelar a ordenar a Pavía el 17 de septiembre que ocupase Málaga. Antes de eso, los hombres de Sorlier que habían sido devueltos a Málaga por no considerarlos aptos para luchar en la guerra del norte, fueron detenidos y desarmados en Bobadilla por orden de Pavía. El general entró en Málaga el 19 de septiembre, poniendo fin así al cantón y a la campaña de Andalucía. En aquel momento ya solo quedaba el Cantón de Cartagena como último reducto de la rebelión.

### El golpe de Estado de Pavía (3 de enero de 1874)

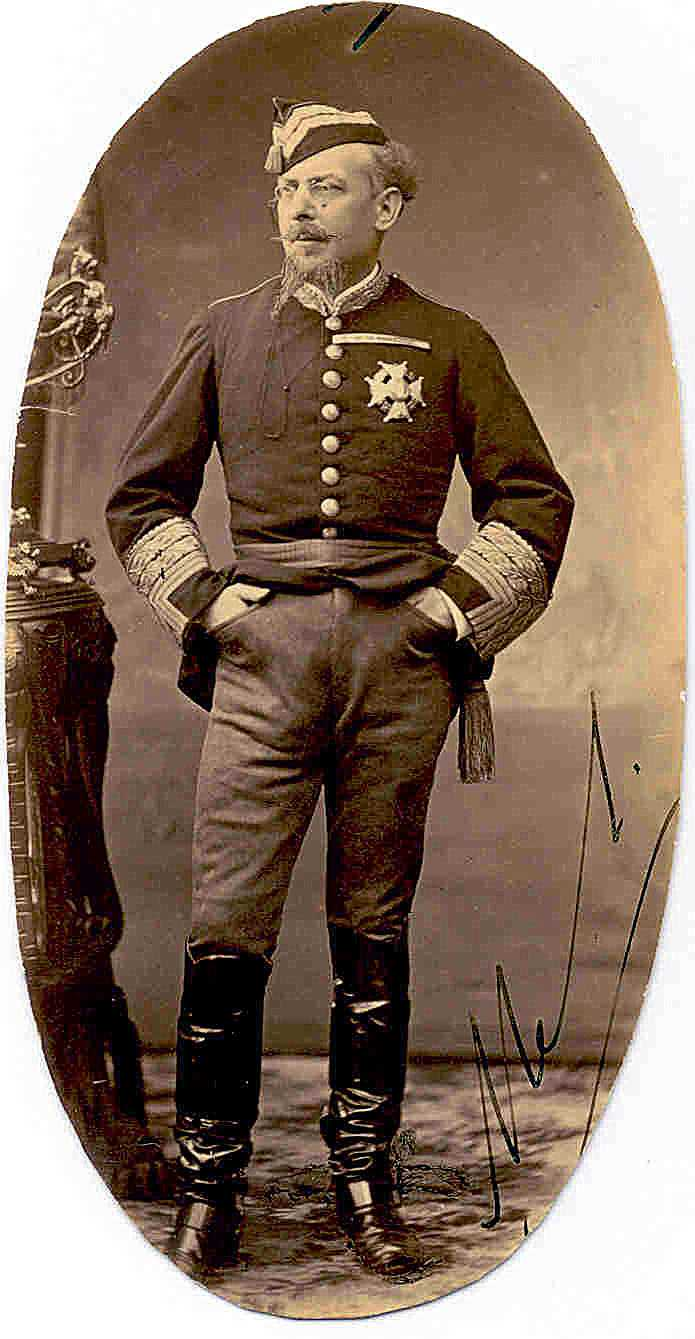
General Manuel Pavía.

El acercamiento a los constitucionales y a los radicales por parte Castelar encontró la oposición de los «centristas» de Francisco Pi y Margall y del «moderado» Nicolás Salmerón y de sus seguidores, que hasta entonces habían apoyado al gobierno, porque creían que la República debía ser construida por los republicanos auténticos, no por los recién llegados que estaban «fuera de la órbita republicana». La primera muestra de que Salmerón había dejado de apoyar al gobierno de Castelar se produjo en diciembre de 1873 cuando en la Diputación Permanente de las Cortes sus partidarios votaron junto a pimargallianos e «intransigentes» en contra de la propuesta de Castelar de que se celebraran elecciones para ocupar los escaños vacantes, por lo que fue rechazada.
Al mismo tiempo se había producido un acercamiento entre Salmerón y Pi y Margall, a pesar de las graves discrepancias que habían mantenido en los meses anteriores, dispuestos ahora a formar un gran Centro que agrupase al centro-derecha y al centro-izquierda, lo que fue interpretado por los «demoliberales individualistas» de Castelar y por la extrema derecha monárquica y republicana unitaria como la vuelta de la «amenaza socialista» y de la «disolución de la Patria». Por su parte la prensa republicana antigubernamental empezaba a utilizar el apelativo de «Judas» para referirse a Castelar.
Un nuevo motivo de distanciamiento entre Salmerón y Castelar fue el acuerdo al que había llegado este último con el Vaticano para cubrir veinte diócesis que estaban vacantes, entre ellas sedes tan importantes como las de Toledo, Tarragona o Santiago de Compostela. La Gaceta de Madrid publicó los nombramientos el 20 de diciembre. Según Salmerón, Castelar había traicionado el laicismo de la República y la separación Iglesia-Estado y le exigió por carta que revocara los nombramientos.
Ante los rumores cada vez más insistentes de que se estaba preparando un golpe de Estado Emilio Castelar llamó a su despacho el 24 de diciembre a Manuel Pavía, capitán general de Castilla la Nueva nombrado por él mismo tras su exitosa campaña militar que puso fin al cantonalismo andaluz, para intentar convencerle de que se atuviera a la legalidad y no participara en la intentona. En esa reunión, según relató mucho después el general Pavía, este le manifestó su preocupación por la posibilidad de que su gobierno cayera y le pidió que prolongara la suspensión de las Cortes. Castelar le dijo que no se separaría un ápice de la legalidad y el general Pavía le respondió: «Yo lo seguiré a usted a todas partes». Sin embargo, Castelar no destituyó a Pavía.
El diputado republicano de derechas y amigo Castelar, Francisco de Paula Canalejas y Casas, intentó mediar entre este y Salmerón pero fracasó. El segundo en intentarlo fue Estanislao Figueras, que había sido el primer presidente del Poder Ejecutivo de la República y que había vuelto a España en septiembre. Les propuso a ambos prolongar la suspensión de las Cortes ocho meses más y que cuatro salmeronianos entraran a formar parte del Gobierno. A pesar de que varios ministros le ofrecieron a Castelar su dimisión para evitar la crisis, este le comunicó a Salmerón el 27 de diciembre que no aceptaba las condiciones que le había puesto para seguir dándole su apoyo que incluían también la sustitución de los generales que Castelar había nombrado por otros adictos al federalismo, la revocación del nombramiento de los arzobispos y la discusión y aprobación inmediata de la Constitución federal. A instancias de Figueras los dos políticos se reunieran el día 29 pero el resultado fue la ruptura total.
Al día siguiente, 30 de diciembre, se reunían Salmerón y Pi y Margall, con Figueras como testigo. Salmerón habló de la necesidad de poner fin al gobierno de Castelar porque estaba «perdiendo la República con sus exageraciones autoritarias». Pi y Margall coincidió con él y abogó por la «inmediata organización federal del país como único medio de salvar la República», por lo que la tarea prioritaria de las Cortes sería reanudar el debate del Proyecto de Constitución Federal. Finalmente acordaron plantear un voto de censura contra el gobierno de Castelar cuando se reabrieran las Cortes el 2 de enero y constituir uno alternativo de transición en el que no estarían presentes ninguno de los dos, aunque no se habló de quién iba a presidirlo.
A raíz de la ruptura entre Castelar y Salmerón que ponía en peligro la continuidad del gobierno del primero, Cristino Martos, líder de los radicales, y el general Serrano, líder de los constitucionales, que hasta diciembre habían estado preparándose para las elecciones parciales que ya no se iban a celebrar, porque la propuesta había sido derrotada en la reunión de Diputación Permanente de las Cortes, acordaron llevar a cabo un golpe de fuerza para evitar que Castelar fuera reemplazado al frente del Poder Ejecutivo por un voto de censura que previsiblemente iban a presentar Pi y Margall y Salmerón en cuanto volvieran a abrirse las Cortes el 2 de enero de 1874. El militar que iba a encabezarlo era Manuel Pavía, capitán general de Castilla la Nueva, que incluía Madrid, quien les informó a los jefes constitucionales y radicales de la reunión que había mantenido con el presidente del Poder Ejecutivo Emilio Castelar en la que este le había manifestado que no se saldría de la legalidad, lo que implicaba que no aceptaría el poder que viniera de unos golpistas. Pavía también les dijo que tras el triunfo del golpe los convocaría para constituir un «Gobierno nacional» del que él no formaría parte.
Cuando se reabrieron las Cortes el 2 de enero de 1874 el capitán general de Madrid, Manuel Pavía, tenía preparadas sus tropas para el caso de que Castelar perdiera la votación parlamentaria. En el lado contrario, batallones de Voluntarios de la República estaban preparados para actuar si vencía Castelar.
En la sesión de las Cortes, que comenzó a las 4 de la tarde, Nicolás Salmerón anunció que retiraba su apoyo a Castelar. En su discurso acusó a Castelar de haber abandonado la «política republicana: se ha roto la órbita trazada por los principios del partido republicano de tal manera, que ya en la situación no sólo predominan, sino que lo son todo las fuerzas conservadoras». Le respondió Emilio Castelar haciendo un llamamiento al establecimiento de la «República posible» con todos los liberales, incluidos los conservadores, y abandonando la «demagogia», el gran enemigo de la República, cuya culpa recaía en esos que, hablando de una «utopía socialista» ―en referencia Pi y Margall―, «prometían edenes que no han podido traer a la Tierra a pesar de haber estado en el Gobierno». Un diputado le interrumpió diciendo «¿Y la Federal? ¿Y el proyecto?», a lo que Castelar le respondió: «¿El proyecto? Lo quemasteis en Cartagena», provocando los aplausos de un sector de la Cámara.

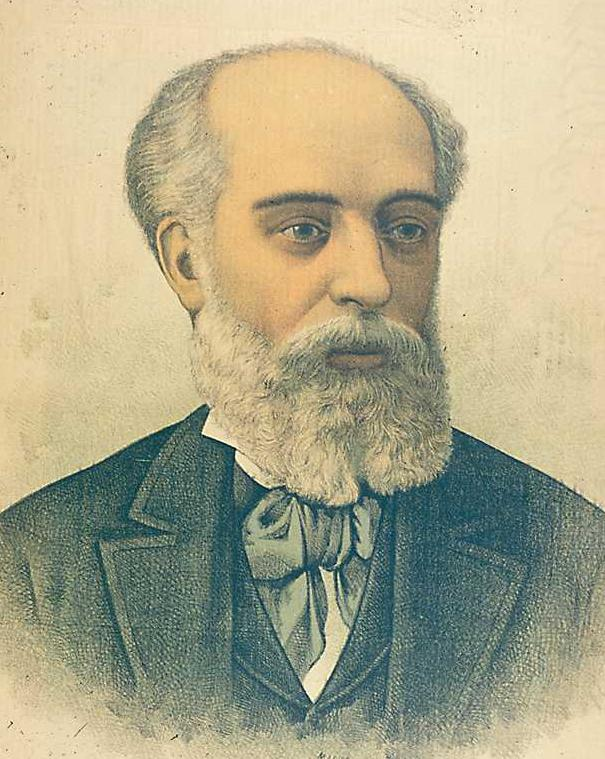
Eduardo Palanca Asensi, el candidato de los republicanos federales para sustituir a Emilio Castelar, cuya elección fue impedida por el golpe de Pavía.

Hacia las cinco de la madrugada del 3 de enero se votó la cuestión de confianza al gobierno presentada por varios diputados de la derecha en la que Castelar salió derrotado por 100 votos a favor y 120 en contra, lo que obligó a este a presentar la dimisión. Se hizo un receso durante el cual Pi y Margall, Salmerón y Figueras, junto con otros dos diputados, se reunieron para acordar quién iba a presidir el gobierno. El designado fue el «centrista» Eduardo Palanca y en la reunión también pactaron el reparto de los ministerios. En aquellos momentos el diputado constitucional Fernando León y Castillo ya había hecho llegar el resultado de la votación adverso para Castelar al general Pavía.

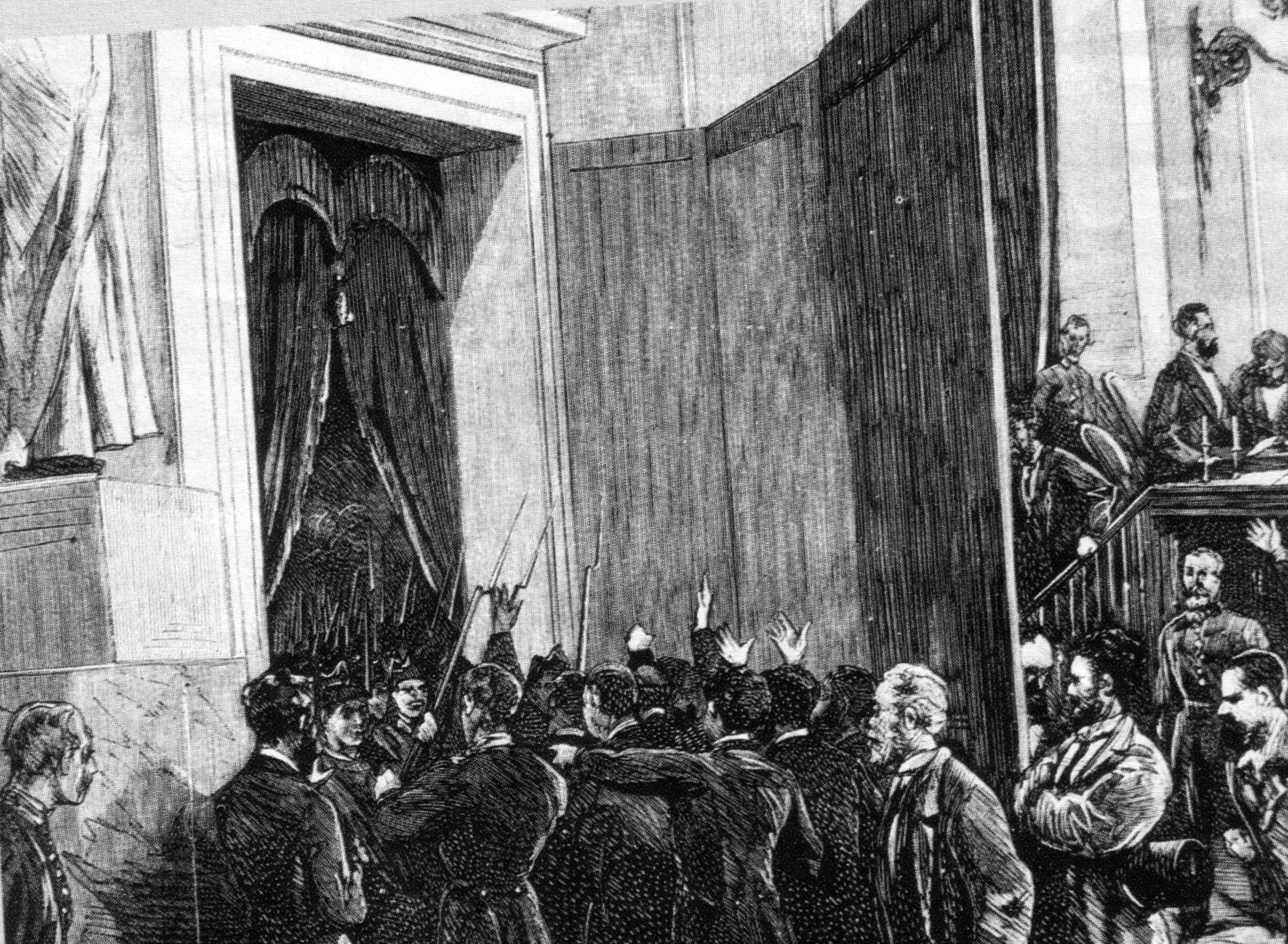
Entrada de las tropas de Manuel Pavía en el Congreso de los Diputados el 3 de enero de 1874.

A las siete menos cinco de la mañana se reanudó la sesión y cuando se estaba iniciando la votación de investidura del nuevo gobierno se supo que las tropas Pavía habían rodeado el edificio del Congreso y el propio general se encontraba en la plaza frente al edificio. Dos ayudantes suyos le entregaron una nota a Salmerón, presidente de las Cortes, que decía: «Desaloje el local». Le dieron cinco minutos de plazo para cumplirla. Salmerón les dijo que le comunicaran a Pavía que estaba atentando contra la soberanía nacional y contra la República y «que el tribunal del pueblo será inexorable contra el autor de semejante crimen». Salmerón informó a los diputados lo que estaba sucediendo a lo que estos respondieron con vivas a la soberanía nacional y mueras a los traidores y a Pavía.

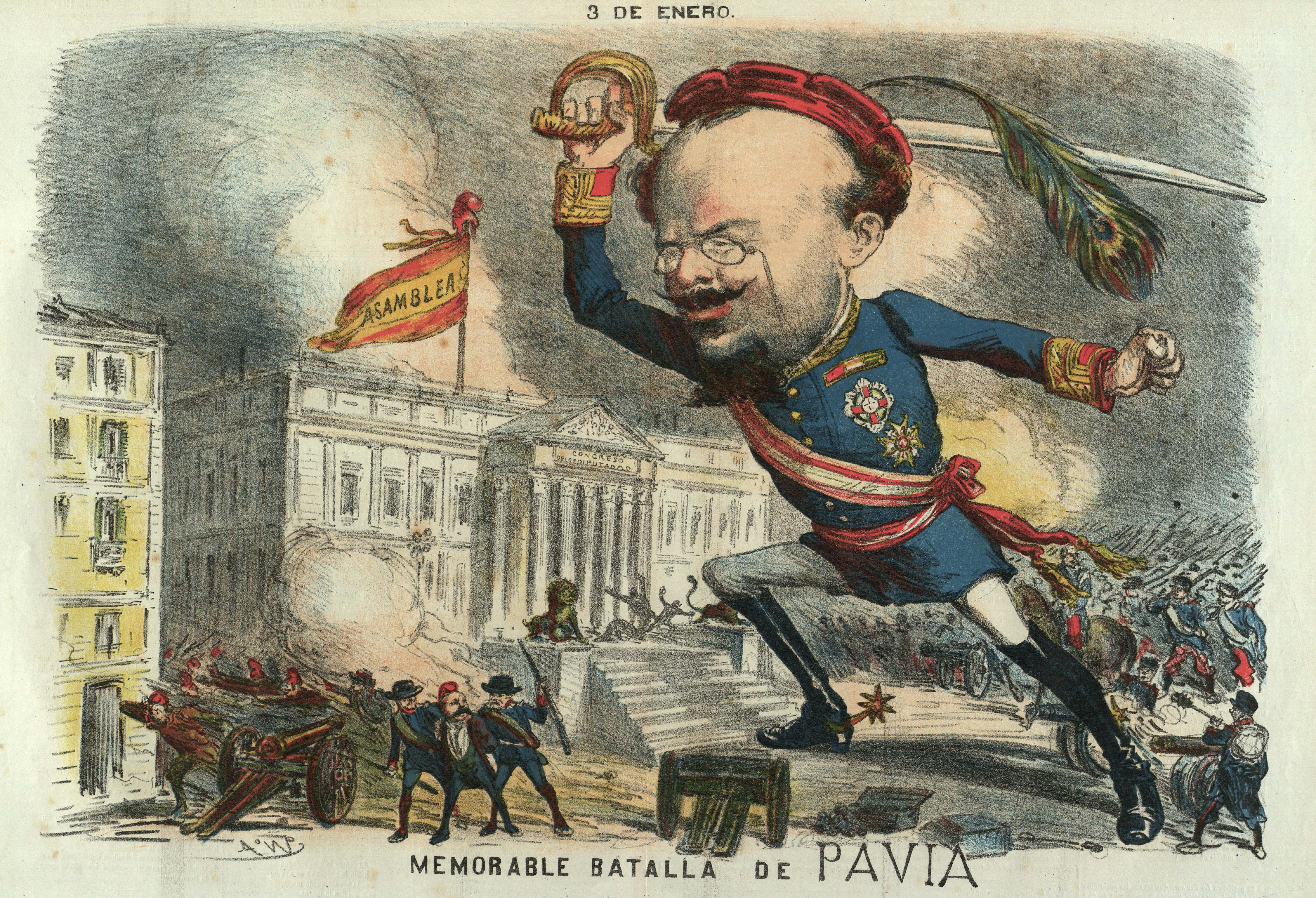
Memorable batalla de Pavía, caricatura del golpe de Estado de Pavía, en La Madeja Política, n.º 13 (24 de enero de 1874). Dibujo de Tomás Padró Pedret.

A continuación penetraron en el edificio los soldados del regimiento de Mérida, seguidos por los guardias civiles encargados de la custodia del edificio al mando de coronel Iglesias, que se había pasado al lado de los golpistas. Hubo disparos al aire en los pasillos para que los diputados aceleraran el abandono del hemiciclo. Uno de los últimos en salir fue el todavía presidente del Poder Ejecutivo Emilio Castelar, a quien se acercaron dos diputados de la extrema derecha monárquica y republicana unitaria para pedirle, por encargo del general Pavía, que asistiera a la reunión que iba a convocar este para formar un «gobierno nacional», a lo que Castelar se negó.
Nada más desalojar el Congreso, Pavía envió un telegrama a los jefes militares de toda España en el que les pedía su apoyo al golpe, que el general llamaba «mi patriótica misión», «conservando el orden a todo trance». En el telegrama justificaba así lo que más tarde llamará «el acto del 3 de enero»:

El ministerio de Castelar […] iba a ser sustituido por los que basan su política en la desorganización del ejército y en la destrucción de la patria. En nombre, pues, de la salvación del ejército, de la libertad y de la patria he ocupado el Congreso convocando a los representantes de todos los partidos, exceptuando los cantonales y los carlistas para que formen un gobierno nacional que salve tan caros objetivos.

Como Castelar había rehusado el ofrecimiento del general Pavía para que presidiera el «gobierno nacional» que él proponía porque no estaba dispuesto a mantenerse en el poder por medios antidemocráticos —de hecho redactó una Protesta contra «la herida brutal que se ha inferido a la Asamblea Constituyente»—, la presidencia del Poder Ejecutivo de la República la asumió el líder del Partido Constitucional el general Serrano, duque de la Torre, quien se fijó como objetivo prioritario acabar con la rebelión cantonal y con la tercera guerra carlista. Su gobierno estuvo integrado por constitucionalistas, radicales y un republicano unitario, Eugenio García Ruiz, este último por imposición de Pavía ―el líder de los monárquicos alfonsinos Antonio Cánovas del Castillo rehusó participar porque seguía siendo un gobierno republicano―.
Estos hechos supusieron el final de facto de la Primera República, aunque oficialmente continuaría casi otro año más, con el general Serrano al frente; «nominalmente la República continuaba pero completamente desnaturalizada», afirma José Barón Fernández. Como ha señalado María Victoria López-Cordón, «la facilidad y la escasa resistencia con que Pavía terminó con la República federal, irrumpiendo con sus tropas en el Congreso, es el mejor exponente de la fragilidad de un régimen que apenas contaba con base para sustentarse». El líder del partido alfonsino Antonio Cánovas del Castillo le comunicó a la reina exiliada Isabel II que «los principios democráticos están heridos de muerte» y que tan solo es cuestión de «calma, serenidad, paciencia, tanto como perseverancia y energía» para lograr la restauración de la Monarquía borbónica.

## La República unitaria: la dictadura de Serrano

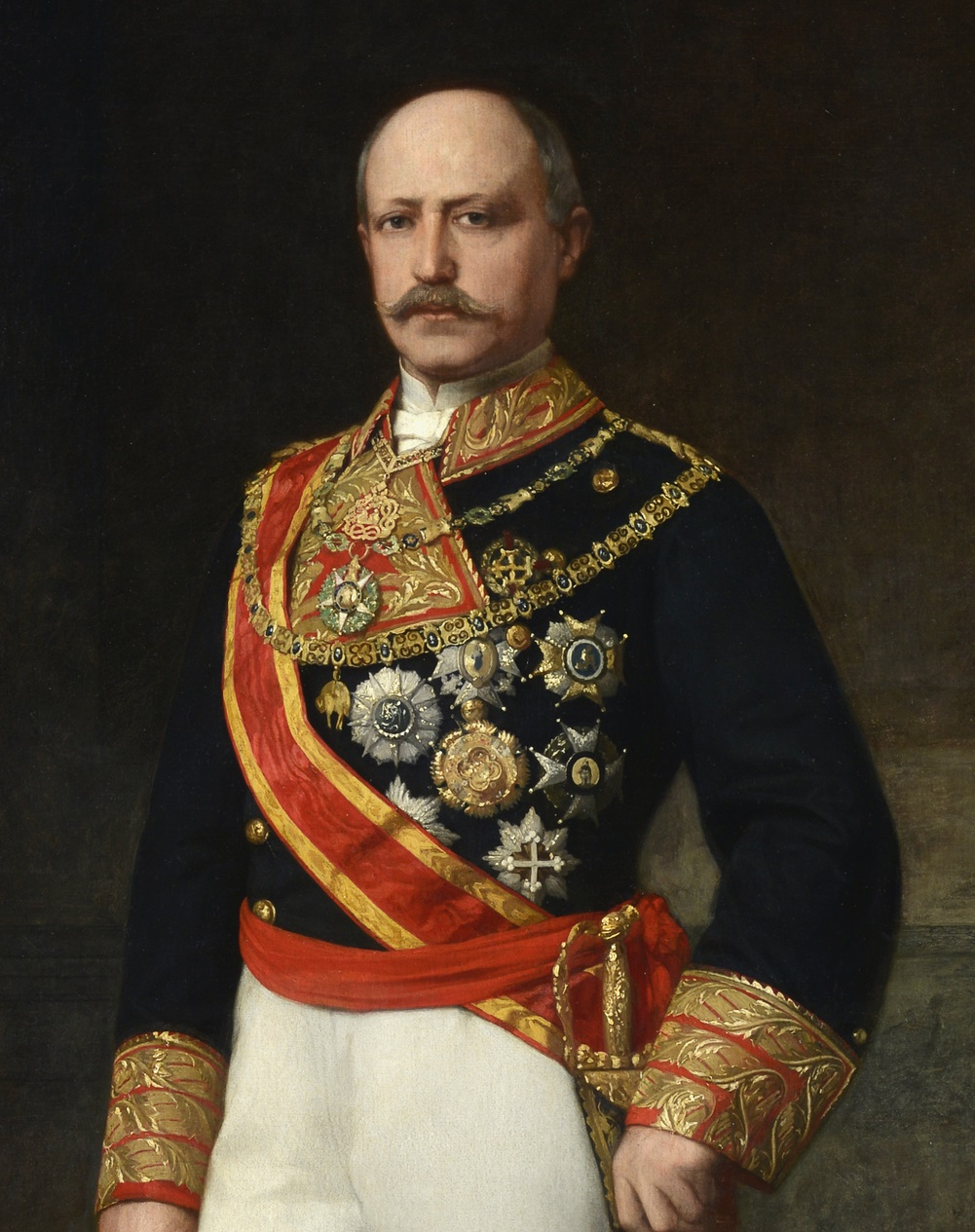
Retrato del general Serrano, último presidente de la I República, desde enero hasta diciembre de 1874.

El general Francisco Serrano, recién regresado de su exilio en Biarritz por su implicación en la intentona golpista del 23 de abril del año anterior, formó un Gobierno de concentración que agrupó a constitucionales, radicales y republicanos unitarios, y del que se excluyó a los republicanos federales. Los radicales Cristino Martos, José Echegaray y Tomás Mosquera ocuparon los ministerios de Gracia y Justicia, Hacienda y Fomento; mientras los constitucionales Práxedes Mateo Sagasta, el almirante Topete y Víctor Balaguer, ocupaban las carteras de Estado, Marina y Ultramar. El republicano unitario Eugenio García Ruiz, tal como había impuesto el general Pavía, ocupó el Ministerio de la Gobernación, y el general Juan Zavala de la Puente, el Ministerio de Guerra.
Francisco Serrano, duque de la Torre, de 63 años y antiguo colaborador de Isabel II, ya había desempeñado por dos veces la jefatura del Estado durante el Sexenio Democrático. Entonces, al asumir la presidencia del Poder Ejecutivo de la República y la presidencia del Gobierno, se fijó como objetivo acabar con la rebelión cantonal y la guerra carlista, para luego convocar unas Cortes que decidieran la forma de gobierno. En el manifiesto que hizo público el 8 de enero, justificó el golpe de Pavía afirmando que el Gobierno que iba a sustituir al de Castelar hubiera supuesto la desmembración de España o el triunfo del absolutismo carlista. A continuación, anunciaba, dejando abiertas todas las posibilidades sobre República o Monarquía hereditaria o electiva, que se convocarían Cortes ordinarias que designarían «la forma y modo con que han de elegir al Supremo Magistrado de la Nación, marcando sus atribuciones, y eligiendo al primero que ha de ocupar tan alto puesto».
Quedó así establecida la dictadura de Serrano, pues no existía Parlamento que controlara la acción del Gobierno, al haber quedado disueltas las Cortes republicanas, ni ley suprema que delimitara las funciones del poder Ejecutivo, porque se restableció la Constitución de 1869, pero a continuación se la dejó en suspenso «hasta que se asegurase la normalidad de la vida política». La instauración de la dictadura apenas encontró resistencia popular, excepto en Barcelona, donde los días 7 y 8 se levantaron barricadas y se declaró la huelga general. En los enfrentamientos con el ejército hubo una docena de víctimas, y los sucesos más graves se produjeron en Sarriá, a causa de un levantamiento encabezado por el «Xich de les Barraquetes», al mando de unos ochocientos hombres.
El manifiesto del 8 de enero definía la dictadura como el «duro crisol» y «fuerte molde» que haría ver a la «nobleza y las clases acomodadas», a la Iglesia también, que el orden era posible con la libertad y la democracia definidas en la revolución de 1868 y la Constitución de 1869. Antonio Cánovas del Castillo identificó el proyecto de Serrano, y así se lo hizo saber a Isabel II y al príncipe Alfonso, con el régimen del general Mac Mahon, quien se había hecho con el poder en Francia tras la caída de Napoleón III, la derrota de la Comuna de París y la imposibilidad de la restauración de la monarquía borbónica con el conde de Chambord —porque este no aceptó la bandera tricolor republicana—, y que estaba apoyado tanto por monárquicos como por republicanos. Según Jorge Vilches, «el general Serrano, definido como un "soldado de fortuna" por Cánovas, dudaba entre su poder personal con la dictadura y el protagonismo que podía obtener si se erigía en restaurador de Alfonso, con el beneplácito que sabía iba a contar por parte de Isabel II». En cambio, el otro líder del partido constitucional, Práxedes Mateo Sagasta, «trabajó sin tapujos por la monarquía constitucional con la dinastía legítima —los Borbones— como única vía para evitar el derrumbe completo de la revolución de 1868».
Recién formado el nuevo Gobierno, puso fin a la rebelión cantonal con la entrada en Cartagena el 12 de enero del general José López Domínguez, sustituto de Martínez Campos; mientras Antonete Gálvez, con más de mil hombres, lograba eludir el cerco a bordo de la fragata Numancia y poner rumbo a Orán. El final de la experiencia cantonal fue pagado por Gálvez con el exilio, pero la Restauración le permitió, mediante amnistía, regresar a su Torreagüera natal. En esta época entablaría una extraña y entrañable amistad con Cánovas del Castillo, máximo responsable de la Restauración, quien consideraba a Gálvez un hombre sincero, honrado y valiente, aunque de ideas políticas exageradas.
Las primeras medidas que tomó el Gobierno de Serrano pusieron de manifiesto su carácter conservador. Gracias a que la Constitución de 1869 estaba suspendida, ordenó la inmediata disolución de la sección española de Asociación Internacional de Trabajadores (AIT), por atentar «contra la propiedad, contra la familia y demás bases sociales». El 7 de enero promulgó un decreto de movilización, confirmado por el llamamiento extraordinario del 18 de julio, en el que se volvió al viejo sistema de las quintas, con el sorteo y la redención en metálico. La supresión de los consumos —la tercera reivindicación popular de la Revolución de 1868, junto con el reconocimiento del derecho de asociación y la abolición de las quintas— tampoco fue respetada por la dictadura de Serrano, que el 26 de junio restablecía este impuesto sobre los artículos de «beber, comer y arder», además de otro sobre la sal y uno extraordinario sobre los cereales. Como ha señalado María Victoria López-Cordón, «la presión de la guerra, las exigencias económicas de los grupos dirigentes y el déficit crónico del Tesoro se aliaban para poner fin al ciclo revolucionario».
Acabada la rebelión cantonal, Serrano marchó al norte el 26 de febrero para encargarse personalmente de las operaciones contra los carlistas. En Madrid dejó al general Juan de Zavala y de la Puente al frente del Gobierno, y quedó él como presidente del Poder Ejecutivo de la República.
Tras su éxito en el levantamiento del sitio de Bilbao, Serrano reforzó su posición en el Gobierno con el nombramiento en mayo de Sagasta al frente del Ministerio de la Gobernación, lo que provocó la salida del mismo de los tres ministros radicales y del único ministro republicano, el unitario García Ruiz. Así se formó un Gobierno exclusivamente constitucional, que siguió presidido por el general Zavala, quien fue sustituido el 3 de septiembre por Sagasta, tras evitar que Zavala intentara que los republicanos volvieran al Gobierno, ya que en aquel momento los constitucionales propugnaban la Restauración «parlamentaria y democrática» del príncipe Alfonso. Serrano nombró a Andrés Borrego para que negociara con los alfonsinos de Cánovas, pero este rechazó las propuestas de los constitucionales, porque suponía reconocer la Jefatura del Estado de Serrano hasta que fueran derrotados los carlistas y aceptar que la restauración borbónica llegaría a través de la convocatoria de unas Cortes generales extraordinarias —la exreina Isabel II le escribió a su hijo, el príncipe Alfonso: «Serrano sigue empeñado en su propósito de ser presidente de la República por 10 años con 4 millones de reales anuales»—.
En ese mes de septiembre en que Sagasta sustituyó al general Zavala al frente del Gobierno, la República consiguió el ansiado reconocimiento internacional y, uno tras otro, los distintos Estados fueron restableciendo las relaciones diplomáticas con España.
Por iniciativa de Nicolás María Rivero, los radicales, contrarios al nuevo rumbo restauracionista que estaba tomando el Gobierno —sobre todo tras la llegada de Sagasta a la presidencia—, iniciaron los contactos con los republicanos de Castelar. En ellos fue protagonista el antiguo líder radical Manuel Ruiz Zorrilla, quien volvió a la vida política después más de un año apartado de ella —desde su presidencia terminada en febrero de 1873, tras abdicar Amadeo I—. El objetivo de la propuesta de unión de los dos grupos políticos era impedir la restauración borbónica mediante la formación de un partido republicano conservador; este propugnaría una nueva República que tuviera como base la Constitución de 1869, reformada por unas Cortes ordinarias que empezarían por cambiar, en otros, el artículo 33: «La forma de gobierno de la Nación española es la Monarquía». La iniciativa fue apoyada también por el constitucionalista almirante Topete, quien, según Jorge Vilches, no quería «ver restaurada la dinastía a la que él creía haber dado el primer empujón para su destronamiento». Pero el proyecto de alianza republicana finalmente fracasó por el acuerdo que alcanzó Ruiz Zorrilla con los republicanos federales de Salmerón, rechazado rotundamente por Castelar y Rivero.
El 1 de diciembre, Cánovas del Castillo tomó la iniciativa con la publicación del Manifiesto de Sandhurst, escrito por él y firmado por el príncipe Alfonso, en el que este se definía «como hombre del siglo, verdaderamente liberal» —afirmación con la que buscaba la reconciliación de los liberales en torno a su monarquía— y en el que unía los derechos históricos de la dinastía legítima con el gobierno representativo y los derechos y libertades que le acompañan. Era la culminación de la estrategia que había diseñado Cánovas desde que había asumido la jefatura de la causa alfonsina el 22 de agosto de 1873 —en plena rebelión cantonal—; como le había explicado a la exreina Isabel y al príncipe Alfonso en sendas cartas de enero de 1874 —tras el golpe de Pavía—, consistía en crear «mucha opinión en favor de Alfonso» con «calma, serenidad, paciencia, tanto como perseverancia y energía».
El 10 de diciembre, Serrano comenzó el sitio de Pamplona, pero el pronunciamiento de Sagunto del día 29 lo interrumpió.

### Final de la República

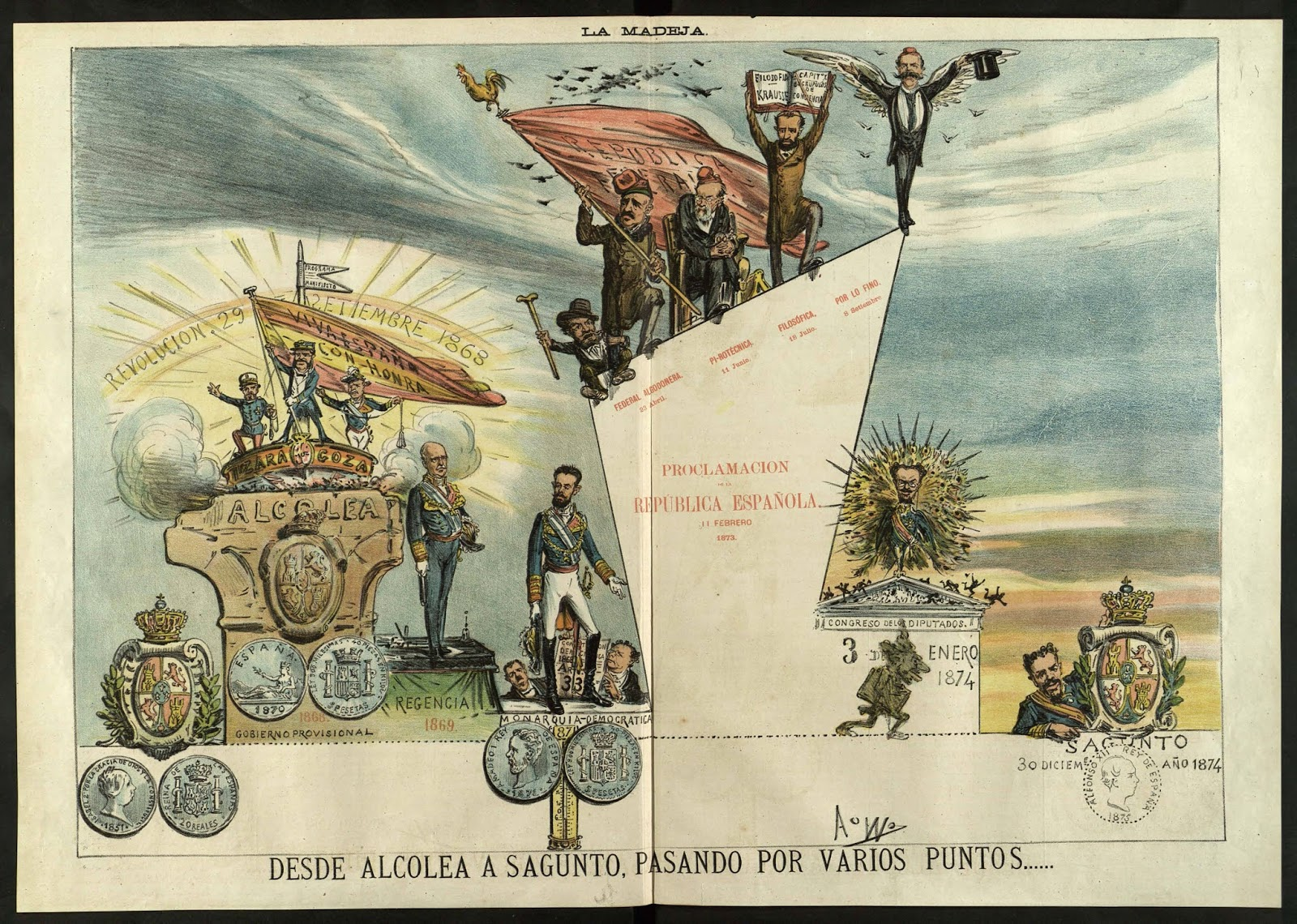
Caricatura de Tomás Padró publicada en La Flaca en 1874 titulada "De Alcolea a Sagunto. Pasando por diversos puntos...". Muestra las diversas etapas que se vivieron en España desde la Revolución de 1868 ("Alcolea") hasta el pronunciamiento de Martínez Campos ("Sagunto"), para volver finalmente al principio: la restauración en diciembre de 1874 de la monarquía de los Borbones destronada en septiembre de 1868. Aparecen de izquierda a derecha: los tres militares que encabezaron la "Revolución Gloriosa" (los generales Prim y Serrano y el almirante Topete, este ondeando la bandera de España con el lema "Viva España con honra"); el regente Serrano; el rey Amadeo I (a sus pies asoman sus cabezas Manuel Ruiz Zorrilla y Cristino Martos); los cuatro presidentes del Poder Ejecutivo de la Primera República Española (Estanislao Figueras, Francisco Pi y Margall, Nicolás Salmerón y Emilio Castelar); el general Manuel Pavía cuyo golpe de Estado dio paso a la República unitaria de 1874 (aparece la silueta de Sagasta); y finalmente, asomando su cabeza tras el escudo monárquico, el general Martínez Campos.

Conforme a su estrategia, Cánovas no deseaba que la Restauración fuera «obra de un partido, del Ejército o de un grupo de éste, ni de una elección parlamentaria o pronunciamiento militar». No obstante, el 29 de diciembre de 1874, el general Arsenio Martínez-Campos se pronunció en Sagunto a favor de la restauración en el trono de la monarquía borbónica, en la persona de don Alfonso de Borbón, hijo de Isabel II. Luego, Martínez-Campos telegrafió al presidente del Gobierno, Sagasta, y al ministro de la Guerra, Francisco Serrano Bedoya, quienes a su vez se comunicaron por vía telegráfica con el presidente del Poder Ejecutivo de la República, el general Serrano, que se encontraba en el Norte combatiendo contra los carlistas. Serrano les ordenó no resistir, y el Gobierno aceptó la decisión sin protestar, por lo que no ofreció ninguna resistencia cuando se presentó en la sede del Gobierno el capitán general de Madrid, Fernando Primo de Rivera, implicado en el pronunciamiento, y les ordenó disolverse.
El único que tomó alguna iniciativa para oponerse al golpe fue el almirante Topete, quien convenció a otros revolucionarios de 1868 como Manuel Ruiz Zorrilla para que formaran una comisión que se entrevistara con el presidente Sagasta. Este los recibió en el Ministerio de la Gobernación y pareció acceder a su petición de que sustituyera a Primo de Rivera en la capitanía general de Madrid por el general Lagunero, y que llamara a las tropas de Ávila, mandadas por un general familiar de Ruiz Zorrilla. Sagasta se despidió de ellos diciéndoles que, si les necesitaba, les llamaría. Ni les llamó ni cumplió lo que, al parecer, había prometido.
El 31 de diciembre de 1874 se formó el llamado Ministerio-Regencia, presidido por Cánovas del Castillo, a la espera de que el príncipe Alfonso regresara a España desde Inglaterra. En ese Gobierno estaban dos hombres de la revolución de 1868 y ministros con Amadeo I: Francisco Romero Robledo y Adelardo López de Ayala, quien había sido el redactor del manifiesto «Viva España con honra» que había dado inicio a la revolución.

## Debate entre historiadores: «Realidad y mito de la Primera República»

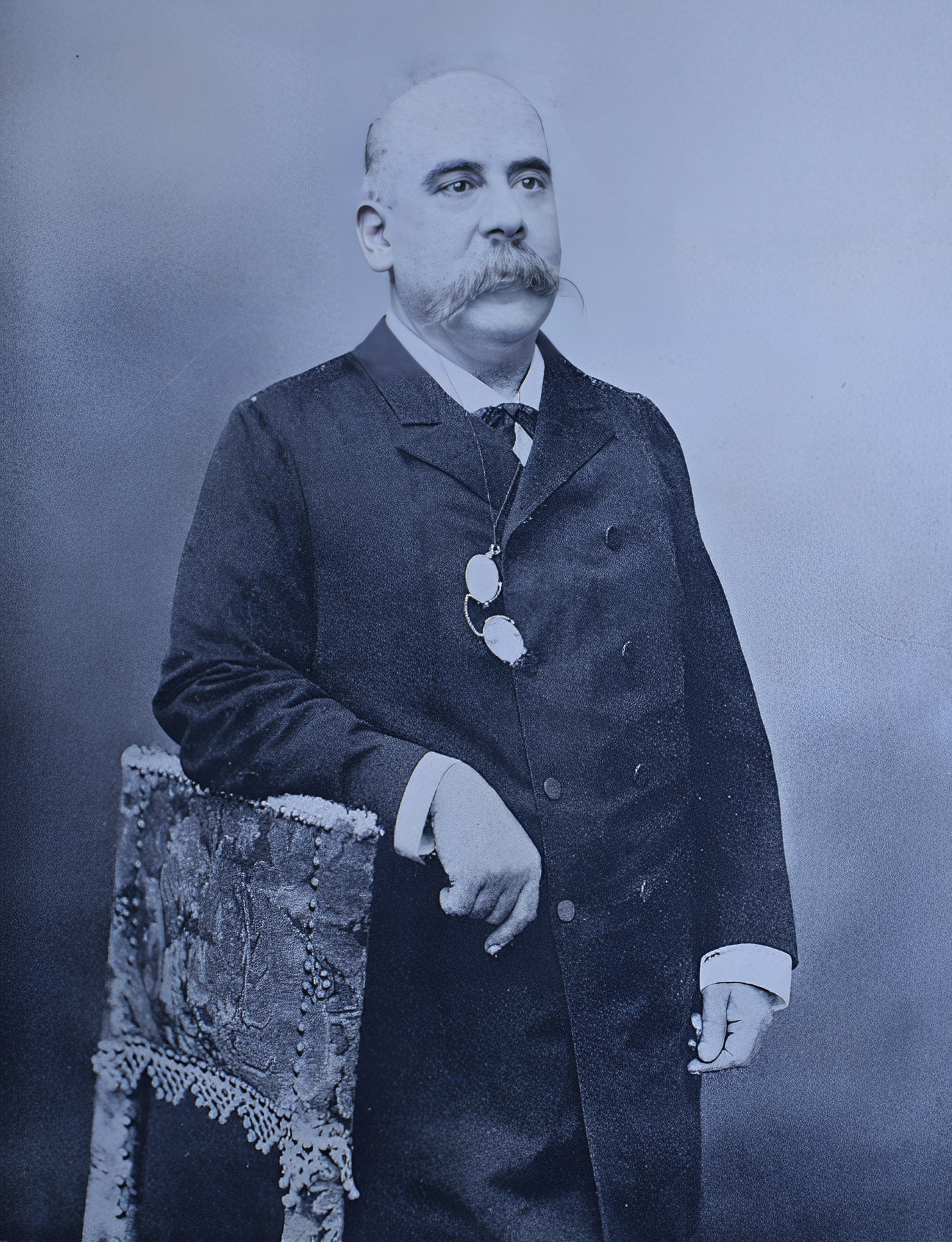
Retrato de Emilio Castelar.

El historiador José María Jover dedicó su discurso de ingreso en la Real Academia de la Historia a la «República de 1873», que fue ampliado y reeditado en 1991 con el título Realidad y mito de la Primera República. En este estudio, se propuso analizar la visión estereotipada y deformada que se tenía de la Primera República, que él circunscribía al año 1873. Según Jover, la «intensa actividad mitificadora» de lo que había sucedido la inició Emilio Castelar con el discurso que pronunció en las Cortes el 30 de julio de 1873, solo dos semanas después de que Pi y Margall fuera sustituido por Salmerón. De hecho, del discurso se hizo un folleto con doscientos mil ejemplares de tirada, una cantidad extraordinaria para la época. En él, Castelar equiparaba la rebelión cantonal al «socialismo» y a la «Comuna de París», y lo calificaba de movimiento «separatista» —«una amenaza insensata a la integridad de la Patria, al porvenir de la libertad»—, además de contraponer la condición de español y la condición de cantonal.
Continuador de la visión de Castelar fue el republicano «moderado» Manuel de la Revilla quien consideraba el federalismo como algo absurdo en «naciones ya constituidas» y que respondió al libro de Pi y Margall Las nacionalidades alegando que la puesta en práctica del pacto federal solo traería «la ruina y la deshonra de la nación».

¿Y cómo se daría este pueblo esa organización? Este pueblo, que ni como nación sabe gobernarse a sí mismo, ¿cómo ha de constituirse federalmente? ¿Cómo han de ser Estados esos atrasados y bárbaros municipios, devorados por el caciquismo, hundidos en la ignorancia, desgarrados por odios de localidad, ineptos por completo para el gobierno? El federalismo sería en España la más espantosa anarquía, sería la ruina y la deshonra de la nación.

Paradójicamente el propio Francisco Pi y Margall también contribuyó a esta visión negativa de la La Federal de 1873 intentando defenderse de las acusaciones que se habían vertido contra él de connivencia con los cantonales durante el corto periodo de tiempo en que había ejercido la presidencia del Poder Ejecutivo. En los Apuntes de 1874 se refirió a las «masas republicanas poseídas de una exaltación calenturienta» y a «las locuras de los cantonales» y culpó a los diputados «intransigentes» de haber provocado la división de los republicanos —«buscaron diferencias esenciales donde no las había ni era posible que las hubiese, y se dieron hasta por satisfechos y orgullosos cuando vieron dividida... la cámara»—. Pero Pi y Margall también dirigió sus críticas hacia sus dos sucesores al frente del Poder Ejecutivo, Nicolás Salmerón y Emilio Castelar, especialmente hacia este último, y, sobre todo, a los «partidos enemigos de la república».

Disparándose por un lado los insurrectos, cometiendo atropellos bárbaros, como el bombardeo de Almería y de Alicante; por otro, el gobierno, dictando el no menos bárbaro decreto de piratería, relevando de una manera indecorosa a los generales Ripoll y Velarde [nombrados por Pi], y empleando el obús y el mortero contra la ciudad de Valencia; y hubo aquí exaltación de pasiones, allí enfriamiento en las ideas, más allá de rencores y odios, y por encima de todo, la gritería de los partidos enemigos de la república, que al paso que precipitaban al poder por el camino de la violencia, presentaban a los ojos del país las locuras de los cantonales, como la realización de los principios y las aspiraciones del federalismo.

Los sectores conservadores, por su parte, ya habían identificado el proyecto de una república democrática federal con el «socialismo», influidos por la experiencia de la Comuna de París. El diario La Época achacó el creciente apoyo social que estaba encontrando a «los manejos de enemigos de nuestra patria»:

Los incendiarios, que corresponden a la clase de pobres obreros ilusos a quienes se ha llenado la cabeza de utopías irrealizables o el corazón de rencores y saña, concluyen por perderlo todo, siendo siempre tan segura, por lo menos, su propia ruina como la de los capitalistas; pero los extranjeros que han inspirado los crímenes no creen haber perdido su tiempo ni su trabajo reduciendo a la miseria y manchando con la infamia de delitos atroces a obreros españoles.

Entre los conservadores la persona que más se distinguió en su ataque a la República (Federal) fue Marcelino Menéndez y Pelayo, quien en su Historia de los heterodoxos españoles escribió:

Imperaba aquí una especie de república... Eran tiempos de desolación apocalíptica; cada ciudad se constituía en cantón; la guerra civil crecía con intensidad enorme; [...] Andalucía y Cataluña estaban, de hecho en anárquica independencia; los federales de Málaga se destrozaban entre sí...; en Barcelona el ejército, indisciplinado y beodo, profanaba los templos con horribles orgías; los insurrectos de Cartagena enarbolaban bandera turca y comenzaban a ejercer la piratería por los puertos indefensos del Mediterráneo; dondequiera surgían reyezuelos de taifas... y entretanto, la Iglesia española proseguía su calvario.

Los rasgos característicos de la imagen de la «República del 73» que legaron a la posteridad estos autores, según Jover, «se corresponden con otros tantos aspectos reales de la situación histórica de referencia, si bien deformados por una visión antagónica»:

Así, el federalismo se convierte en «separatismo» (Castelar, Menéndez Pelayo); la neutralidad religiosa del Estado es expresada como «irreligión» y como «ruptura de la unidad católica», si bien coadyuvan a ello las sectarias medidas anticlericales, no específicas del 73, adoptadas en determinados puntos de Cataluña y Andalucía (Coloma, Menéndez Pelayo); el predominio del poder civil —sobre todo bajo las presidencias de Figueras y Pi— es traducido como «crisis de autoridad» en relación con el «desorden» existente en la España levantina y meridional y que curiosamente parecerá merecer más duros dicterios que la sangrienta guerra civil encendida en el norte (Bermejo, Menéndez Pelayo...); el formidable aliento popular del Sexenio, y específicamente del 73, será manifestación de «desorden», de «anarquía», de «ineducación», de «tiranía de la plebe» (Bermejo, Coloma, Pereda); la vinculación ética de actitudes y comportamientos políticos será presentada, bien como coartada de pequeñas ambiciones o resentimientos sociales («intereses bastardos»: Pereda), bien como manifestación de un idealismo ajeno a la realidad y, por tanto, de eficacia negativa; la vigorosa proyección utópica del 73 será asignada por su nombre —«utopías»—, sin bien dando a esta palabra la significación vulgar de ensueño irrealizable, sin valor de futuro y ajeno a la razón y al sentido común (Revilla); las actitudes críticas y reformistas ante las formas de propiedad establecidas y sacralizadas tras el proceso desamortizador recibirán, por tímidas que sean, un solo nombre vitando, que evoca los fantasmas de la Comuna de París: «socialismo» (Castelar). En fin, la misma forma de Estado propia del 73, la república, ganará una nueva acepción en el el lenguaje coloquial, como si la venerable palabra clásica fuera obligada a recoger y simbolizar el conjunto de contravalores acumulados sobre la frustrada experiencia del 73. En efecto, la edición de 1970 del Diccionario de la Lengua Española de la Academia nos trae esta séptima acepción: «lugar donde reina el desorden por exceso de libertades».

En 1911 el escritor Benito Pérez Galdós, entonces ardiente republicano, dedicó sus dos últimos Episodios Nacionales a la Primera República y se centró en los políticos de 1873 «que no estuvieron a la altura de su misión. Carecieron de energía y realismo, de conciencia de su más imperiosa obligación ciudadana; anduvieron sobrados de ingenuidad e idealismo para defender y consolidar el nuevo régimen». Esta percepción era compartida por la mayoría de los republicanos, aunque «con ello, contribuyeron, sin buscarlo, a los discursos que deslegitimaban la república per se, no solo la del 73». Por su parte «los sectores conservadores y reaccionarios mantuvieron unas visiones bastante constantes —más o menos tremendistas— acerca de aquella forma de gobierno marcada por la anarquía, el caos y el desmembramiento de la nación».
Cuando se produjo el advenimiento de la Segunda República Española, «los republicanos de 1931» miraron más al futuro que al pasado y no se preocuparon en revisar los «mitos del 73» con lo que el «carácter utópico de la primera experiencia republicana quedó reforzado». Julián Besteiro, presidente de las Cortes republicanas, les advirtió a los diputados que «los ideales absolutos de perfección, por ser tan perfectos, tienen grandes inconvenientes y grandes imperfecciones». Este componente utópico apareció en la novela publicada en 1935 por Ramón J. Sender con el título Míster Witt en el cantón. Preguntado Mr. Witt por el cónsul británico sobre qué creía que harían las masas «si las dejaran hacer», aquel «respondió sin dudar: Una sociedad idílica. Una especie de paraíso terrenal antes del pecado».
En 2002 el historiador L. Santiago Díez Cano, de la Universidad de Salamanca, constataba que en la historiografía sobre la Primera República ―«un ensayo de democracia sin monarquía», la denominaba― seguía prevaleciendo un «fuerte sesgo interpretativo»: el de «un fracaso poco menos que anunciado», el de «una época convulsa, anárquica, utópica y caótica». Según esta interpretación «lo sucedido en el 73 sólo cabía en el terreno de lo utópico y este carácter utópico lo que hacía era reforzar la idea de la inevitabilidad del fracaso». En cuanto a la atribución de responsabilidades del «fracaso» la opinión era prácticamente unánime: correspondía a los propios republicanos federales y dentro de éstos a los «intransigentes» porque fueron ellos los que encabezaron la rebelión cantonal del verano de 1873 que fue la que hundió definitivamente a la República ―consignando además el «pecado original» de la misma: que había sido traída «por los monárquicos», de lo que se infería que había carecido de apoyo popular―. Sin embargo, frente a esta visión «en términos puramente de fracaso» Díez Cano citaba varios estudios locales y sectoriales que «abren otras perspectivas de entendimiento». «No es que vayamos a establecer conclusiones radicalmente opuestas a las que ya tenemos, pero sí podemos entender mejor el desarrollo del republicanismo en 1873 y apreciar asimismo mejor los rasgos de continuidad con el período siguiente», concluía Díez Cano.
En 2021 Alejandro Nieto publicaba La Primera República Española. La Asamblea Nacional: febrero-mayo de 1873 que reproducía el «sesgo interpretativo» que había denunciado Díez Cano diecinueve años antes. En efecto, según Nieto, «la Primera República fue una experiencia política frustrada (como la Segunda, sesenta años más tarde, aunque por diferentes motivos)» ―«todo se arruinó en unos meses y del caos resultante no surgió nada», pág. 100―. La responsabilidad del fracaso corresponde por entero, según Nieto, a los propios republicanos que «dilapidaron en unos meses un poder que había caído en sus manos cuando menos lo esperaban» (págs. IX-X). El juicio de Nieto sobre los líderes republicanos es inapelable: eran «intelectuales o agitadores de masas que para mejor llegar al pueblo usaban y abusaban de un lenguaje romántico populista, incluso demagógico, en todo caso apasionado, en el que apenas puedan encontrarse algunos granos de razón y coherencia» (pág. 22); eran «utópicos en su afán de imaginar sistemas y establecer regímenes ideales a los que imputaban toda clase de bondades sin molestarse en contrastarles [sic] con la realidad» (pág. 41). También es implacable a la hora de juzgar las ideas que defendían: «La doctrina federal era… más que una doctrina era una fe que se profesaba con los ojos cerrados sin preocuparse demasiado por su contenido, que en el fondo importaba poco» (pág. 29); era «una utopía, una ilusión apasionada, pero hueca, que terminaría siendo abandonada por sus más conspicuos representantes, salvo Pi naturalmente», que «predicaba con tenacidad apostólica y no retrocedió nunca un solo paso» (págs. 12, 38-39). Por otro lado, la República también fracasó porque le faltó «una decidida colaboración del pueblo» (pág. 76). «Cuando la realidad del movimiento cantonalista en Cartagena y Andalucía se impuso, los españoles abrieron los ojos y la República cayó por sí sola»(pág. 59). La conclusión de Nieto es que la República ―que «fue una república mítica que nunca consiguió hacerse realidad ni entrar en el campo de la razón», pág. 59― no cayó a causa del golpe de Pavía ―Nieto minimiza su importancia: se trató de «un pelotón de corteses bayonetas» (pág. 59)― sino que se «suicidó» (pág.90). No la «destruyeron sus enemigos exteriores ―los monárquicos carlistas y alfonsinos― sino que se destrozaron mutuamente ellos mismos [los dos bandos republicanos: “benevolentes” e “intransigentes”]» (pág. 32). Su destino estaba sellado desde el principio. «La república se había cerrado el futuro en un laberinto de contradicciones insuperables» (pág. 92), concluye Nieto.
Dos años después, 2023, Jorge Vilches publicaba La Primera República Española (1873-1874). De la utopía al caos que como su subtítulo indica sigue la misma línea interpretativa de Alejandro Nieto. Según Vilches, «la Primera República fue un caos» (pág. 563) debido a que «La Federal se constituyó, propagó y defendió como una utopía política» (págs. 135). En realidad, según este historiador, los republicanos federales no pretendían instaurar un régimen democrático porque «la República federal no se concebía como una forma de Estado, sino como la revolución de un partido contra el resto de España. El proceso político solo era aceptable si el resultado era la victoria de La Federal» (pág. 176). Al igual que Nieto, Vilches también considera que la República estaba destinada al fracaso: «La Federal, la utopía revolucionaria, visionaria y mesiánica,… hizo imposible la República» (pág. 484). Y al igual que Nieto también minimiza el golpe de Pavía. En realidad, «Pavía dio el golpe del 3 de enero para consolidar la República en un gobierno de conciliación» y evitar así que se formara uno que diera «a los cantonales la victoria que no habían conseguido en el campo de batalla ni en la legalidad» (págs. 444; 477).      
Una interpretación completamente diferente, en la que se cuestiona la visión de «caos y anarquía» dominante sobre la Primera República, es la que ofrecía ese mismo año de 2023, ciento cincuenta aniversario de su proclamación, Florencia Peyrou en su libro La Primera República. Auge y destrucción de una experiencia democrática, en el que se proponía abordar el estudio de la Primera República «desde una perspectiva diferente a la del fracaso». «Nunca conoceremos los caminos que se podrían haber ido abriendo de no ser por el golpe de Estado de Martínez Campos, que terminó con la experiencia republicana y que debe ser considerado como responsable último de este resultado», advierte Peyrou. Según esta historiadora, «la Primera República española cayó por un cúmulo de circunstancias: España estaba afrontando en ese momento dos complicados conflictos bélicos [la tercera guerra carlista y la guerra de Cuba] que suponían una sangría de hombres y dinero, y la agitación social que se produjo a lo largo de 1873, culminando en las revoluciones cantonales, no hicieron sino agravar la situación... Las divisiones entre los mismos republicanos fueron importantes...».

## Memoria histórica
Hasta 1931, los republicanos españoles celebraban el 11 de febrero, aniversario de la Primera República. Posteriormente, la conmemoración se trasladó al 14 de abril, aniversario de la proclamación de la Segunda República, que, además, entre 1932 y 1938 (desde la guerra civil española, solo en territorio republicano) fue fiesta nacional.